# Województwo zachodniopomorskie
Województwo zachodniopomorskie – województwo położone w północno-zachodniej części Polski, na wybrzeżu Morza Bałtyckiego. Graniczy na wschodzie z województwem pomorskim, na południu z województwami: wielkopolskim i lubuskim, a na zachodzie z niemieckimi krajami związkowymi: Brandenburgią i Meklemburgią-Pomorzem Przednim. Zajmuje obszar 22 907,40 km², 30 czerwca 2024 miało ok. 1,63 mln mieszkańców. Siedzibą władz województwa jest Szczecin. Jest najdalej wysuniętym na zachód województwem w Polsce.
Województwo zostało powołane w roku 1999 w związku z reformą administracji publicznej, w miejsce dawnych województw: szczecińskiego i koszalińskiego, a także części województw: słupskiego, pilskiego i gorzowskiego. Nazwą nawiązuje do historycznego Pomorza Zachodniego.

## Historia
Województwo zachodniopomorskie utworzono z następujących części administracyjnych:
- województwa szczecińskiego (w całości),
- województwa koszalińskiego (w całości),
- województwa gorzowskiego (gminy powiatów choszczeńskiego i myśliborskiego),
- województwa pilskiego (gminy powiatu wałeckiego),
- województwa słupskiego (3 gminy powiatu sławieńskiego: Sławno (m), Sławno (w) i Postomino).

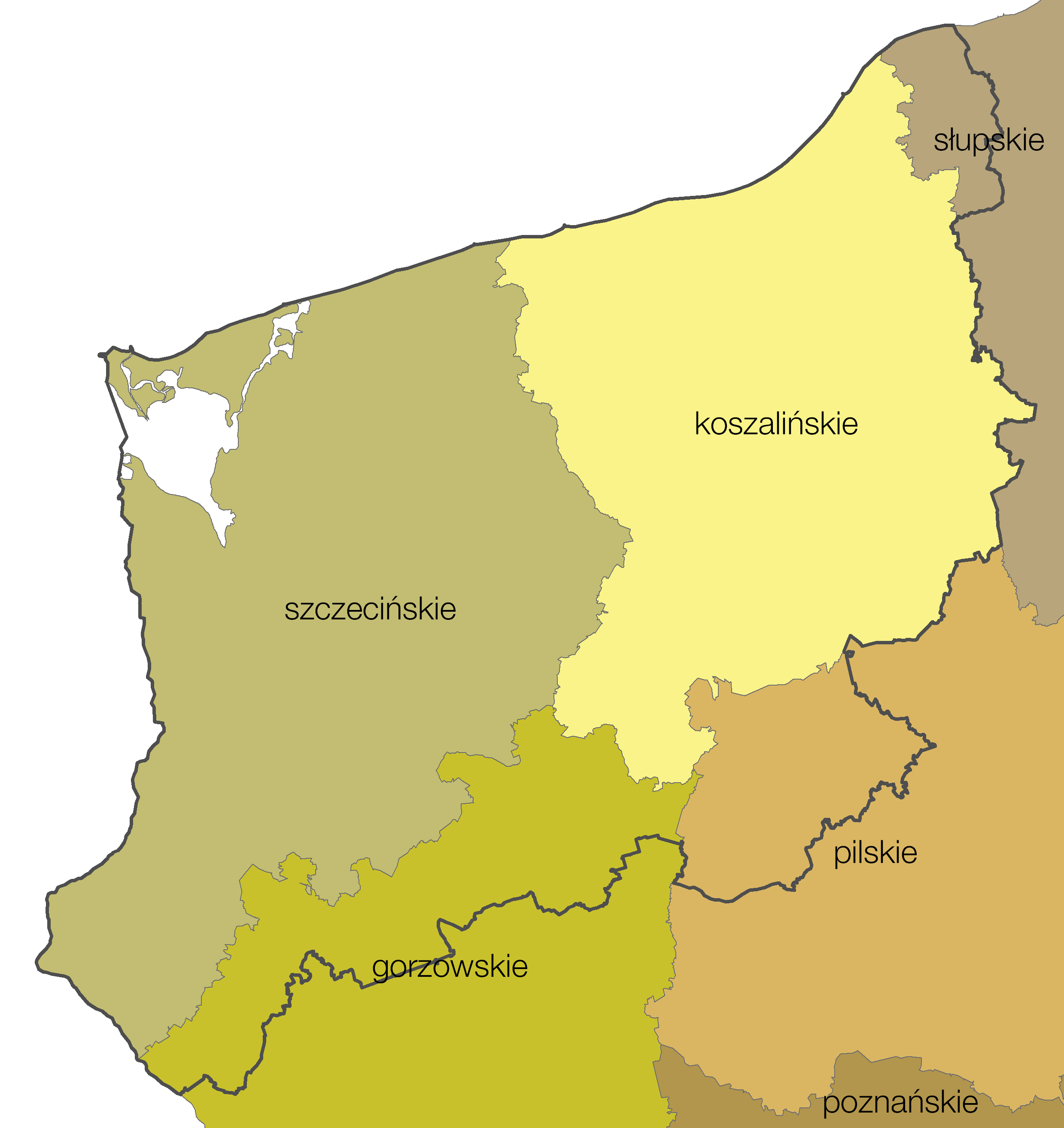
Zachodniopomorskie na tle województw z lat 1975–1998

Utworzeniu województwa zachodniopomorskiego towarzyszyły protesty mieszkańców Koszalina, którzy nie chcieli pogodzić się z utratą województwa koszalińskiego i zgłosili projekt województwa środkowopomorskiego. Podejmowano również starania o wytyczenie granic zbieżnych z historycznymi i włączenie do województwa zachodniopomorskiego Słupska. Ostatecznie do powstania województwa środkowopomorskiego nie doszło, a Słupsk został przyłączony do województwa pomorskiego.

## Geografia

### Położenie
Województwo zachodniopomorskie leży w północno-zachodniej Polsce nad Morzem Bałtyckim. Według danych z 1 stycznia 2014 powierzchnia województwa wynosi 22 907,40 km². Obszar ten obejmuje morskie wody wewnętrzne polskiej części Zalewu Szczecińskiego oraz akweny wokół cieśnin: Dziwny i Świny, które są częściami Morza Bałtyckiego. Północną granicę województwa stanowi wyznaczona linia brzegowa nad Zatoką Pomorską i dalszą częścią Bałtyku – długość tej granicy wynosi 185 km.
Województwo jest położone w północno-zachodniej Polsce i graniczy z:
- Niemcami (z krajami związkowymi Brandenburgią i Meklemburgią-Pomorzem Przednim), na długości 188,9 km na zachodzie

oraz z województwami:
- lubuskim na długości 216,9 km na południu
- pomorskim na długości 190,9 km na wschodzie
- wielkopolskim na długości 197,4 km na południowym wschodzie.

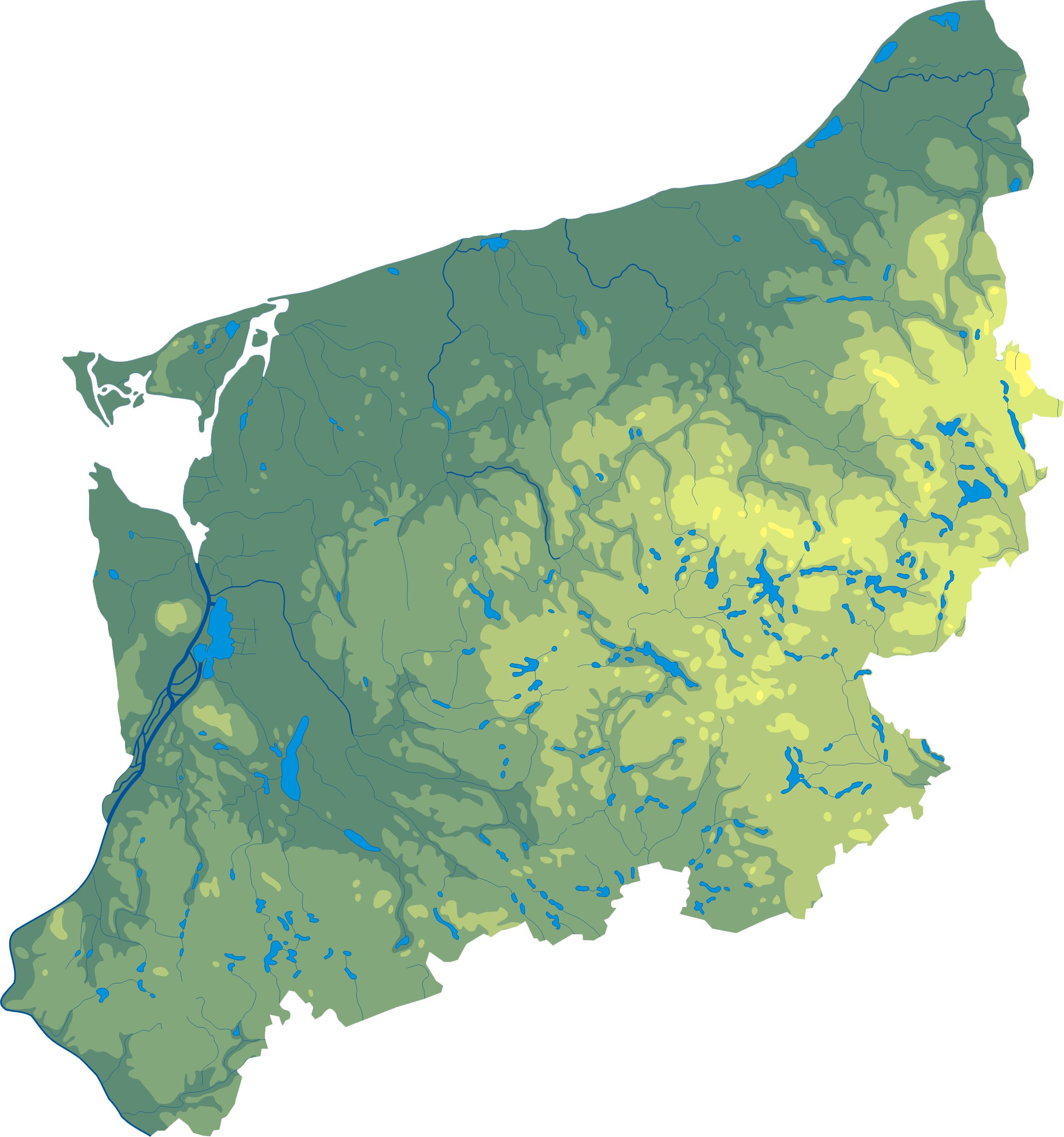
Mapa fizyczna województwa

Region położony jest na Pobrzeżach Południowobałtyckich: Szczecińskim i Koszalińskim oraz na Pojezierzu Pomorskim (części Pojezierzy Południowobałtyckich).
Większą część województwa obejmuje historyczne Pomorze Zachodnie. Południowe części należały dawniej do Wielkopolski i Nowej Marchii, dawniej ziemi lubuskiej. Tereny województwa należały następnie do prowincji Pomorze. W 1946 roku na większości obecnego obszaru znajdowało się województwo szczecińskie, które w 1950 roku podzielono na mniejsze woj. szczecińskie i woj. koszalińskie.

### Topografia
W wymiarze północ–południe województwo rozciąga się na długości 216 km, to jest 1°56′42″. W wymiarze wschód–zachód rozpiętość województwa wynosi 191 km, co w mierze kątowej daje 2°51′33″. Współrzędne geograficzne skrajnych punktów:
- północny: 54°34′10″ szer. geogr. N – pn. narożnik działki ewidencyjnej nr 245 (powiat sławieński)
- południowy: 52°37′28″ szer. geogr. N – nurt Odry pomiędzy słupkami granicznymi nr 568 a nr 569 (powiat myśliborski)
- zachodni: 14°07′22″ dług. geogr. E – nurt Odry pomiędzy słupkami granicznymi nr 630 a nr 631 (powiat gryfiński)
- wschodni: 16°58′55″ dług. geogr. E – pn.-wsch. narożnik działki ewidencyjnej nr 1 (powiat szczecinecki).

Według Regionalnej Pracowni Krajoznawczej PTTK (Oddział Zachodniopomorski) najwyższy naturalny szczyt województwa stanowi Góra Krajoznawców o wysokości 247,5 m n.p.m. koło osady Kosobudy (53°58′32″N 16°50′05″E/53,975556 16,834722) na Pojezierzu Bytowskim. Niewiele niżej jest sztuczny nasyp o wysokości 245 m n.p.m., nazywany nieoficjalnie Pomorską Górą Piasku. Najniższym punktem jest obszar w pobliżu Zatoki Rokitka w gminie Stepnica 0,12 m p.p.m..

### Stosunki wodne

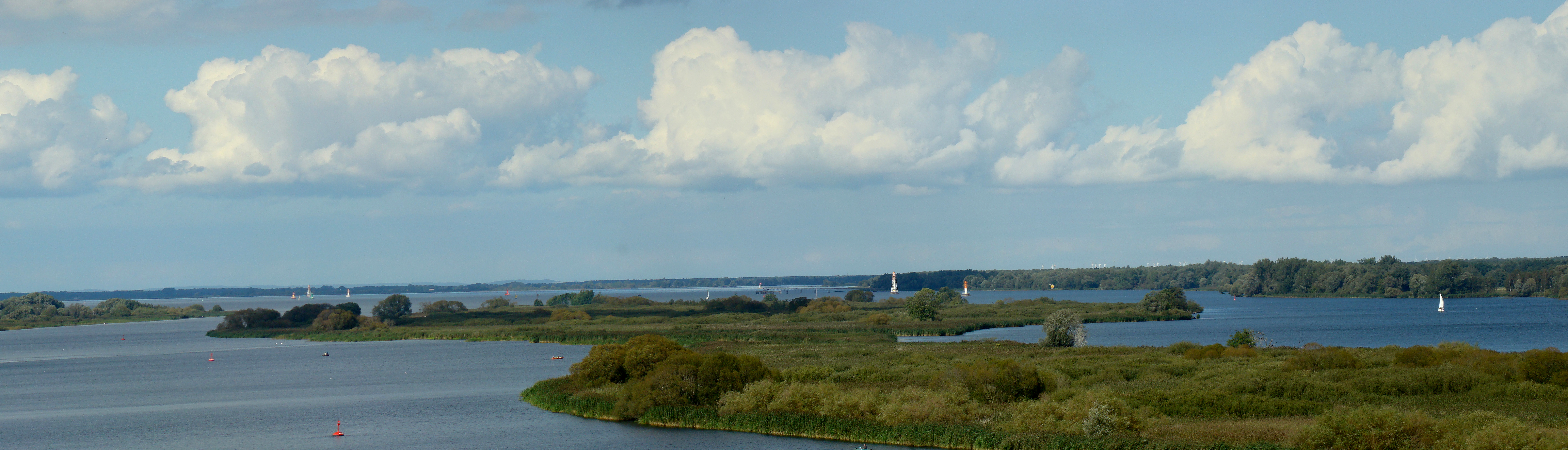
Odra (Domiąża) w Policach i jej ujście do Roztoki Odrzańskiej (Zalew Szczeciński)

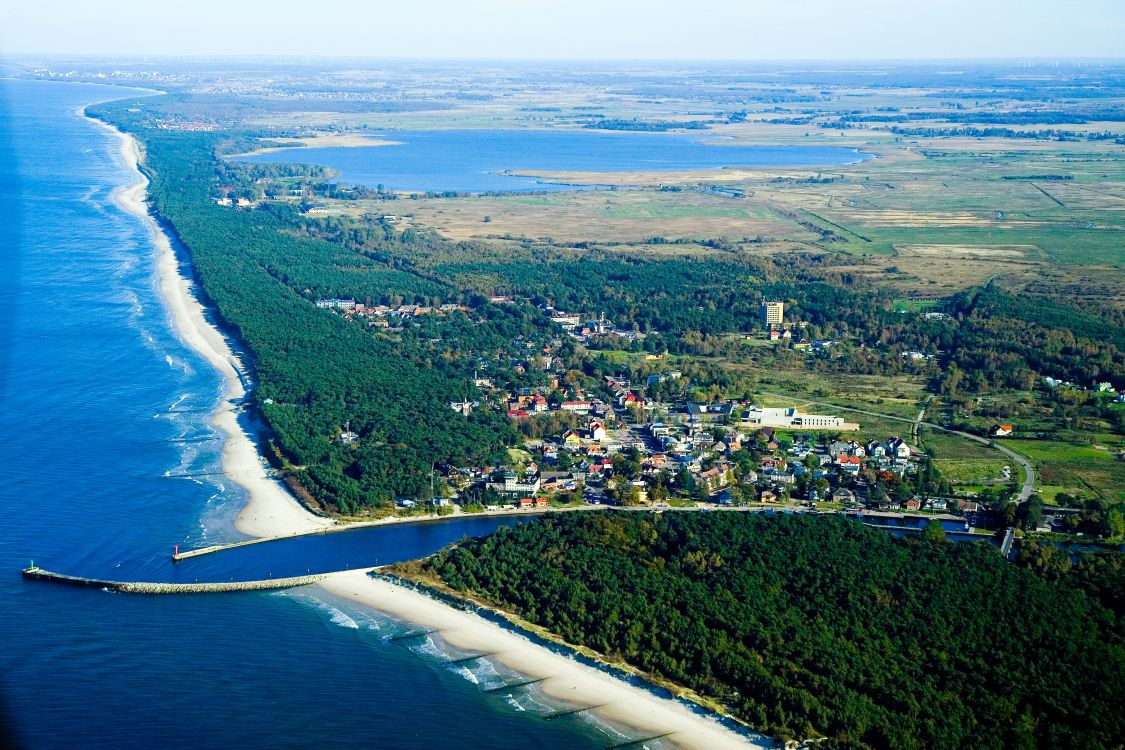
Ujście Regi do Bałtyku w Mrzeżynie

Przez województwo przepływa kilkadziesiąt rzek, w tym druga pod względem długości rzeka kraju: Odra, oraz wiele mniejszych, z których największe leżące w całości na terytorium województwa są: Rega (ok. 180 km), Parsęta (ok. 135 km), Ina (ok. 129 km) i Płonia (ok. 79 km).
Największym zbiornikiem wodnym jest rozległy akwen przymorski – Zalew Szczeciński. Między Zatoką Pomorską na północy a Zalewem Szczecińskim na południu znajduje się wyspa Wolin – największa wyspa oraz najwyższe wybrzeże klifowe w Polsce. Poza tym jest wiele jezior, z których największe to Dąbie, Miedwie, Jamno, Drawsko, Wielimie, Bukowo, Lubie, Myśliborskie, Pile, Płoń, Woświn, Kopań oraz Ińsko.

### Klimat
Klimat województwa charakteryzuje się dużą różnorodnością i zmiennością. Wynika to ze ścierania się na tym obszarze klimatu morskiego z klimatem lądowym oraz z wpływu czynników lokalnych na ukształtowanie się zjawisk pogodowych. Północna i zachodnia część województwa ma typowe cechy klimatu morskiego. W miarę oddalania się od morza i w kierunku wschodnim zaznaczają się stopniowo cechy klimatu kontynentalnego. Charakterystyczną cechą klimatu jest wzrost opadów w rejonach najwyższych wzniesień Pojezierza. Średnia roczna suma opadów kształtuje się na poziomie 650–800 mm. W obrębie poszczególnych obszarów występuje duża zmienność klimatu (mikroklimat), uwarunkowana cechami środowiska jak położenie (w pobliżu morza, jeziora, dużych rzek), ukształtowanie terenu, pokrycie obszaru (lasy, łąki, zabudowa), rzeźba terenu (pradoliny, wzniesienia).
Bliskość morza, zasoby wodne oraz duża powierzchnia lasów kształtują klimat umiarkowany, charakteryzujący się znaczną wilgotnością powietrza oraz przewagą wiatrów zachodnich i północno-zachodnich. Klimat nad morzem można określić jako umiarkowany ciepły morski, natomiast klimat w głębi lądu jako umiarkowany ciepły przejściowy.

### Lasy
Według danych z 31 grudnia 2022 lasy obejmowały powierzchnię 819,7 tys. ha w woj. zachodniopomorskim, w tym 797,2 tys. ha stanowią lasy publiczne (97% powierzchni lasów). W obrębie parków narodowych leży 8,86 tys. ha lasów (11% powierzchni lasów). Według klas wieku i składu gatunkowego drzewostanów powierzchnię lasów zachodniopomorskich obejmowały następujące grupy rodzajowe: sosna 60%, buk 10%, brzoza 9%, dąb 6%, olsza 6%, świerk 4%.

## Ochrona przyrody

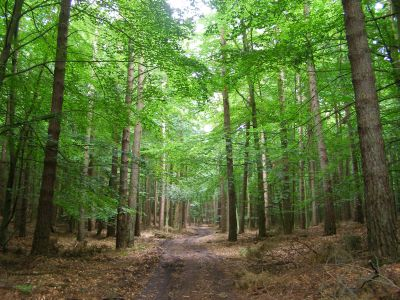
Woliński Park Narodowy

W zachodniopomorskim 2 parki narodowe: Woliński oraz w połowie Drawieński, 7 parków krajobrazowych: Barlinecko-Gorzowski (częściowo), Cedyński, Drawski, Iński, Park Krajobrazowy Dolina Dolnej Odry, częściowo Park Krajobrazowy „Ujście Warty” oraz Szczeciński Park Krajobrazowy „Puszcza Bukowa”. Poza tym w województwie jest 114 rezerwatów przyrody o różnej typologii, m.in. florystyczne, leśne, torfowiskowe, krajobrazowe, ptaków oraz Puszcza Wkrzańska, Puszcza Goleniowska i Puszcza Bukowa. Łączna powierzchnia obszarów tworzących krajowy system obszarów chronionych wynosi 13,3 tys. ha, co stanowi ok. 22% powierzchni ogólnej województwa.

## Podział administracyjny
Województwo jest podzielone na 18 powiatów i 3 miasta na prawach powiatu. Największym powiatem województwa jest powiat gryfiński, którego powierzchnia wynosi 1869,11 km², a najmniejszym powiat policki 665,33 km². W skład powiatów wchodzi 113 gmin: 11 miejskich, 55 miejsko-wiejskich i 47 wiejskich. Największą gminą województwa jest gmina Wałcz 574,91 km², a najmniejszą gmina miejska Sławno 15,83 km².
Wyłączając miasta na prawie powiatu (Szczecin, Koszalin, Świnoujście), według danych z 30 czerwca 2024 powiatem o największej liczbie mieszkańców jest powiat stargardzki – 118,9 tys. osób, a powiatem o najmniejszej liczbie mieszkańców jest powiat łobeski – 33,2 tys. osób. Wyłączając miasta na prawach powiatu, gminą o największej liczbie mieszkańców jest gmina miejska Stargard – 66,3 tys. osób, a gminą o najmniejszej liczbie mieszkańców jest gmina Nowe Warpno – 1,1 tys. osób.
| Herb             | Miasto na pr. powiatu | Ludność (30 czerwca 2024) | Powierzchnia [km²] | Gęstość zaludnienia [os./km²] | Wydatki budżetu 2016 [mln zł] | Dochody budżetu 2016 [mln zł] | Zadłużenie względem dochodów 2016 [%] | Podmioty wpisane do rejestru REGON na 10 tys. ludności 2013 | Przeciętna stopa bezrobocia (30 czerwca 2015) |
| ---------------- | --------------------- | ------------------------- | ------------------ | ----------------------------- | ----------------------------- | ----------------------------- | ------------------------------------- | ----------------------------------------------------------- | --------------------------------------------- |
| herb Koszalina   | Koszalin              | 105 143                   | 98,34              | 1069                          | 499,47                        | 527,15                        | 55,85%                                | 1677                                                        | 9,6%                                          |
| herb Szczecina   | Szczecin              | 387 700                   | 300,55             | 1290                          | 2017,07                       | 2251,89                       | 46,96%                                | 1649                                                        | 8,0%                                          |
| herb Świnoujścia | Świnoujście           | 38 728                    | 197,23             | 196                           | 246,67                        | 330,85                        | 23,30%                                | 1581                                                        | 6,3%                                          |

| Herb                         | Powiat       | Ludność (30 czerwca 2024 | Powierzchnia [km²] | Gęstość zaludnienia [os./km²] | Urbanizacja [%] | Liczba gmin | Wydatki budżetu 2016 [mln zł] | Dochody budżetu 2016 [mln zł] | Zadłużenie względem dochodów 2016 [%] | Podmioty wpisane do rejestru REGON na 10 tys. ludności 2013 | Przeciętna stopa bezrobocia (30 czerwca 2015) |
| ---------------------------- | ------------ | ------------------------ | ------------------ | ----------------------------- | --------------- | ----------- | ----------------------------- | ----------------------------- | ------------------------------------- | ----------------------------------------------------------- | --------------------------------------------- |
| herb powiatu białogardzkiego | białogardzki | 44 181                   | 845,46             | 52                            | 67,8            | 4           | 51,10                         | 52,29                         | 38,7%                                 | 1015                                                        | 25,8%                                         |
| herb powiatu choszczeńskiego | choszczeński | 44 205                   | 1327,63            | 33                            | 47,4            | 6           | 46,02                         | 49,93                         | 10,8%                                 | 830                                                         | 23,2%                                         |
| herb powiatu drawskiego      | drawski      | 53 245                   | 1764,24            | 30                            | 62,6            | 5           | 67,65                         | 65,32                         | 36,3%                                 | 1016                                                        | 21,4%                                         |
| herb powiatu goleniowskiego  | goleniowski  | 81 189                   | 1615,53            | 50                            | 52,5            | 6           | 85,84                         | 84,46                         | 32,0%                                 | 1064                                                        | 9,5%                                          |
| herb powiatu gryfickiego     | gryficki     | 56 216                   | 1017,37            | 56                            | 50,6            | 6           | 72,12                         | 72,52                         | 15,7%                                 | 1246                                                        | 19,3%                                         |
| herb powiatu gryfińskiego    | gryfiński    | 76 713                   | 1869,11            | 41                            | 45,6            | 9           | 71,18                         | 72,58                         | 12,7%                                 | 1020                                                        | 16,8%                                         |
| herb powiatu kamieńskiego    | kamieński    | 43 950                   | 1003,44            | 44                            | 52,4            | 6           | 41,91                         | 45,79                         | 40,9%                                 | 1484                                                        | 17,0%                                         |
| herb powiatu kołobrzeskiego  | kołobrzeski  | 76 562                   | 724,66             | 106                           | 62,1            | 7           | 94,61                         | 98,33                         | 23,0%                                 | 1612                                                        | 9,0%                                          |
| herb powiatu koszalińskiego  | koszaliński  | 64 459                   | 1653,46            | 39                            | 21,2            | 8           | 80,90                         | 86,77                         | 16,3%                                 | 1070                                                        | 21,7%                                         |
| herb powiatu łobeskiego      | łobeski      | 33 172                   | 1065,13            | 31                            | 52,9            | 5           | 39,59                         | 39,19                         | 17,4%                                 | 878                                                         | 24,0%                                         |
| herb powiatu myśliborskiego  | myśliborski  | 61 949                   | 1182,40            | 52                            | 59,0            | 5           | 66,32                         | 70,72                         | 40,7%                                 | 1014                                                        | 13,5%                                         |
| herb powiatu polickiego      | policki      | 86 489                   | 665,33             | 130                           | 47,3            | 4           | 78,56                         | 79,70                         | 11,8%                                 | 1355                                                        | 9,8%                                          |
| herb powiatu pyrzyckiego     | pyrzycki     | 36 239                   | 726,00             | 50                            | 41,8            | 6           | 42,31                         | 43,29                         | 38,5%                                 | 896                                                         | 20,5%                                         |
| herb powiatu sławieńskiego   | sławieński   | 52 695                   | 1043,20            | 51                            | 47,1            | 6           | 56,55                         | 58,24                         | 42,8%                                 | 1021                                                        | 19,5%                                         |
| herb powiatu stargardzkiego  | stargardzki  | 118 947                  | 1519,94            | 78                            | 65,1            | 10          | 102,81                        | 109,67                        | 25,0%                                 | 1028                                                        | 15,7%                                         |
| herb powiatu szczecineckiego | szczecinecki | 72 383                   | 1765,42            | 41                            | 65,1            | 6           | 95,72                         | 95,70                         | 43,4%                                 | 999                                                         | 21,9%                                         |
| herb powiatu świdwińskiego   | świdwiński   | 42 996                   | 1093,06            | 39                            | 49,8            | 6           | 62,96                         | 62,56                         | 17,1%                                 | 929                                                         | 21,1%                                         |
| herb powiatu wałeckiego      | wałecki      | 49 705                   | 1414,98            | 35                            | 61,6            | 5           | 45,26                         | 45,99                         | 71,9%                                 | 1050                                                        | 15,3%                                         |

## Architektura

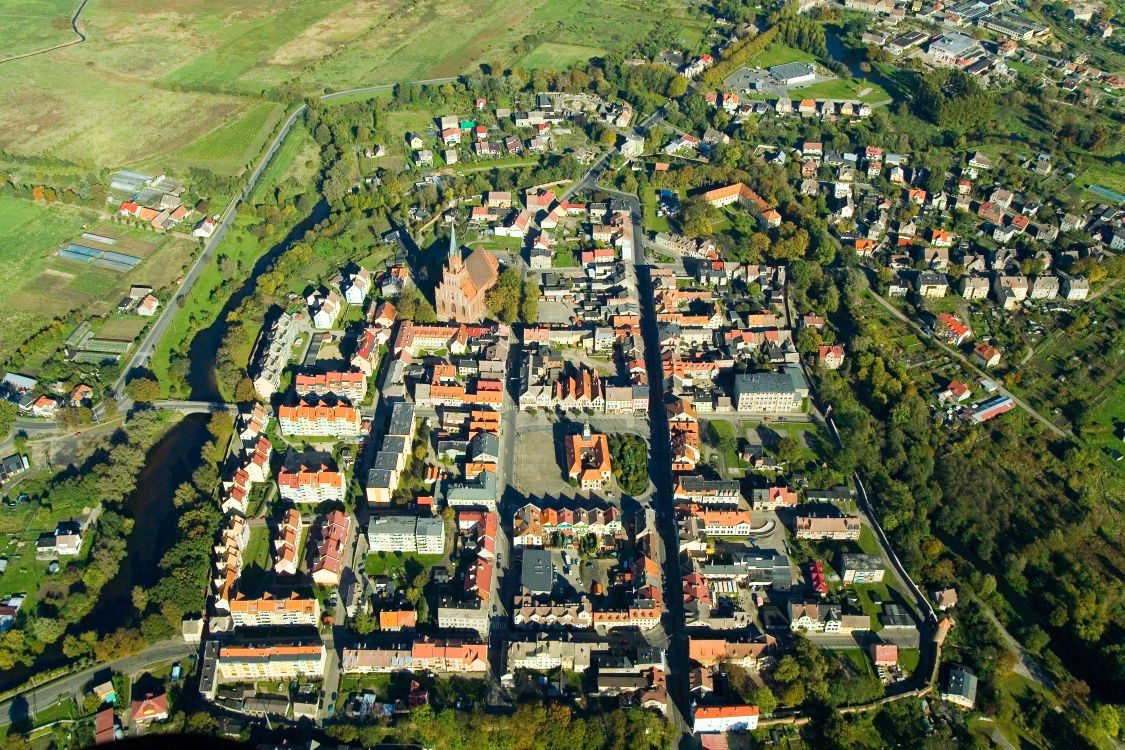
Układ szachownicowy w Trzebiatowie

Na zasoby środowiska kulturowego województwa składają się 2893 zabytki nieruchome oraz 1547 zabytków ruchomych wpisanych do rejestru zabytków, a ponadto obiekty w ewidencji konserwatorskiej. Na obszarze województwa znajdują się trzy obiekty uznane za pomniki historii: zespół katedralny w Kamieniu Pomorskim i zespół kościoła pw. NMP Królowej Świata oraz średniowieczne mury obronne miasta w Stargardzie.

### Urbanistyka i architektura
Układy staromiejskie o średniowiecznej metryce, które zachowały rozplanowanie z czasu lokacji. Składają się na nie kościoły farne, ratusze i zespoły zabudowy mieszczańskiej – głównie XIX-wiecznej, ale też kamienicami o metryce starszej XV-XVII-wiecznej. W dobrym stanie zachowały się układy staromiejskie w Cedyni, Darłowie, Dobrej koło Nowogardu, Lipianach, Maszewie, Mieszkowicach, Gryficach, Moryniu, Myśliborzu, Trzebiatowie i Trzcińsku-Zdroju. Odbudowywane są obecnie zespoły staromiejskie w Szczecinie, Stargardzie i Kołobrzegu.

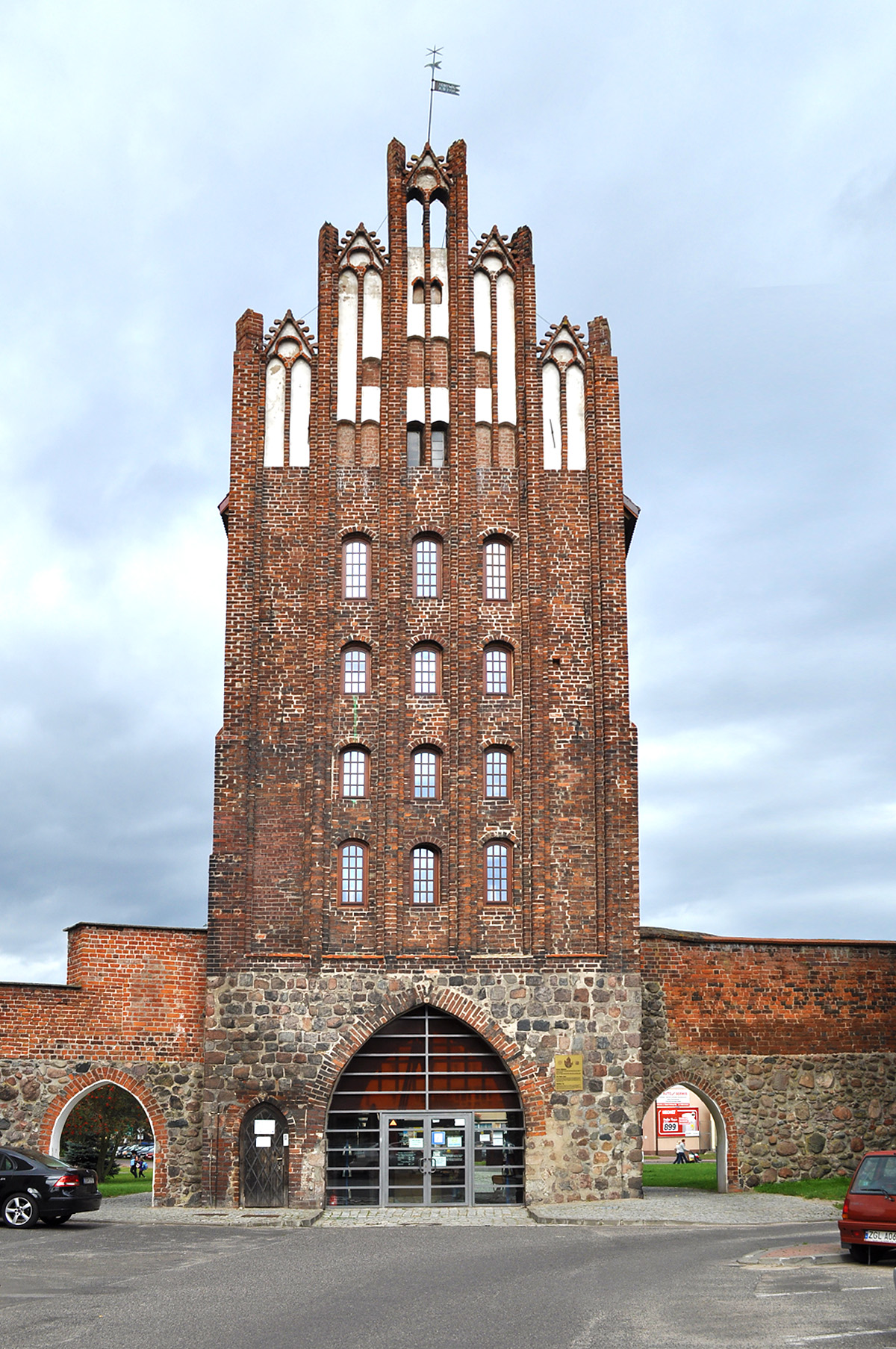
Brama Wolińska w Goleniowie

Na terenie województwa znajduje się liczna grupa miast z czytelnie zachowanymi murami obronnymi z wieżami, basztami, bramami i fosami pochodzącymi z okresu średniowiecza. Są to unikatowe w kraju zespoły pod względem liczby i walorów zabytkowych. Do najlepiej zachowanych należą mury w Drawsku Pomorskim, Koszalinie, Mieszkowicach, Pyrzycach, Reczu, Stargardzie, Trzcińsku-Zdroju. Wśród nich zachowały się egzemplarze miejskiej architektury obronnej klasy europejskiej, jak na przykład Brama Świecka i Barnkowska w Chojnie, Brama Wolińska w Goleniowie, Brama Wałowa, Młyńska i Pyrzycka w Stargardzie.

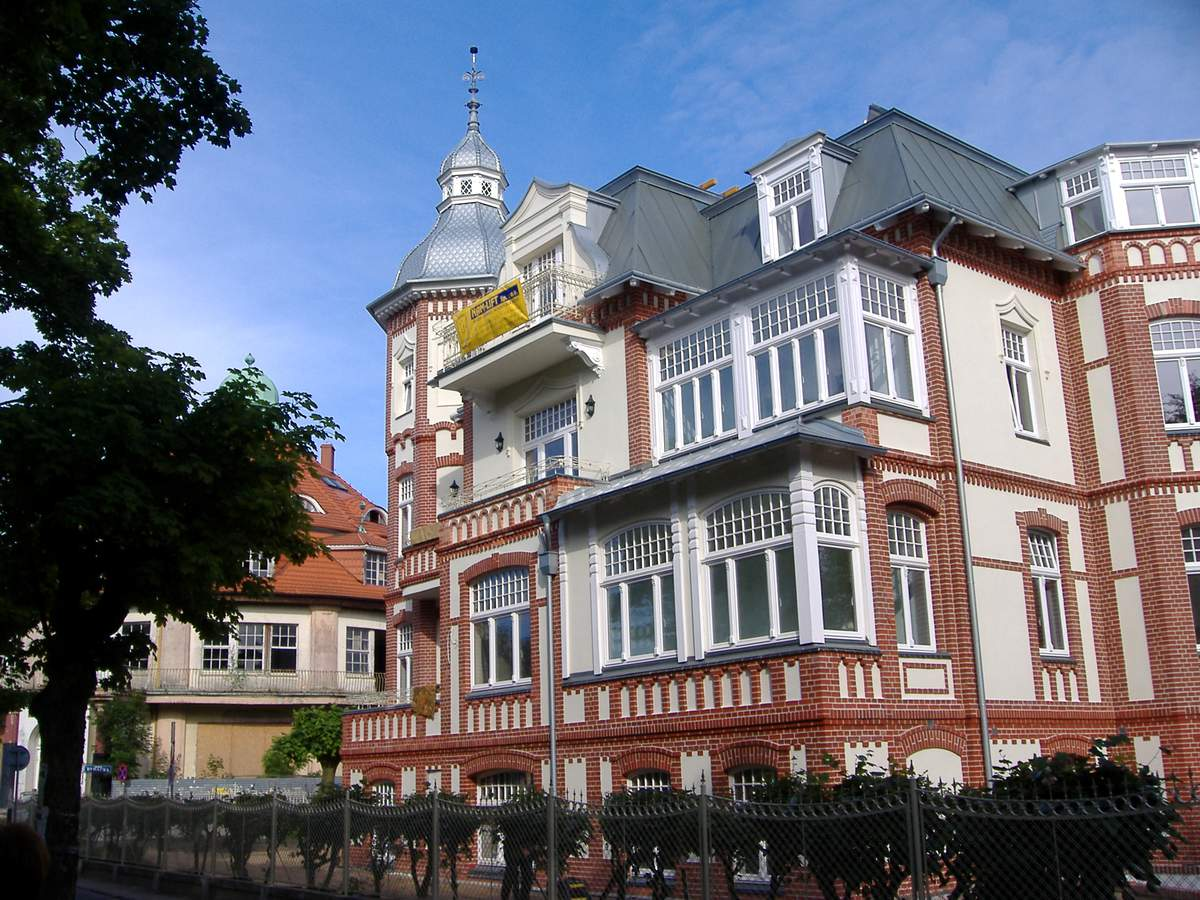
Zabytkowa willa w Międzyzdrojach

W części ośrodków wypoczynkowych utrzymała się architektura uzdrowiskowa związana z rozwojem pod koniec XIX wieku funkcji rekreacyjno-uzdrowiskowych, głównie w pasie nadmorskim (Świnoujście, Kamień Pomorski, Dziwnów, Kołobrzeg), a także w rejonach występowania leczniczych pokładów wód lub błot (Trzcińsko-Zdrój, Połczyn-Zdrój). Architektura ta nawiązuje do wzorców szwajcarskich i południowoniemieckich. Wymienione miasta w większości nadal pełnią funkcje uzdrowiskowo-wypoczynkowe, lecz znacznej degradacji ulega układ i zabudowa, czyli te elementy układu przestrzennego, które decydują o atrakcyjności wielu historycznych i tradycyjnych europejskich miejscowości uzdrowiskowych.
Zachowały się układy ruralistyczne (wiejskie) o średniowiecznej metryce o czytelnych układach lokacyjnych okolnicowych, owalnicowych lub ulicowych, z zachowaną zabudową zagrodową murowaną i ryglową z XIX wieku, z przykładami starszej XVIII-wiecznej zabudowy (np. w rejon Pyrzyc, pasa nadmorskiego).

### Zamki, rezydencje

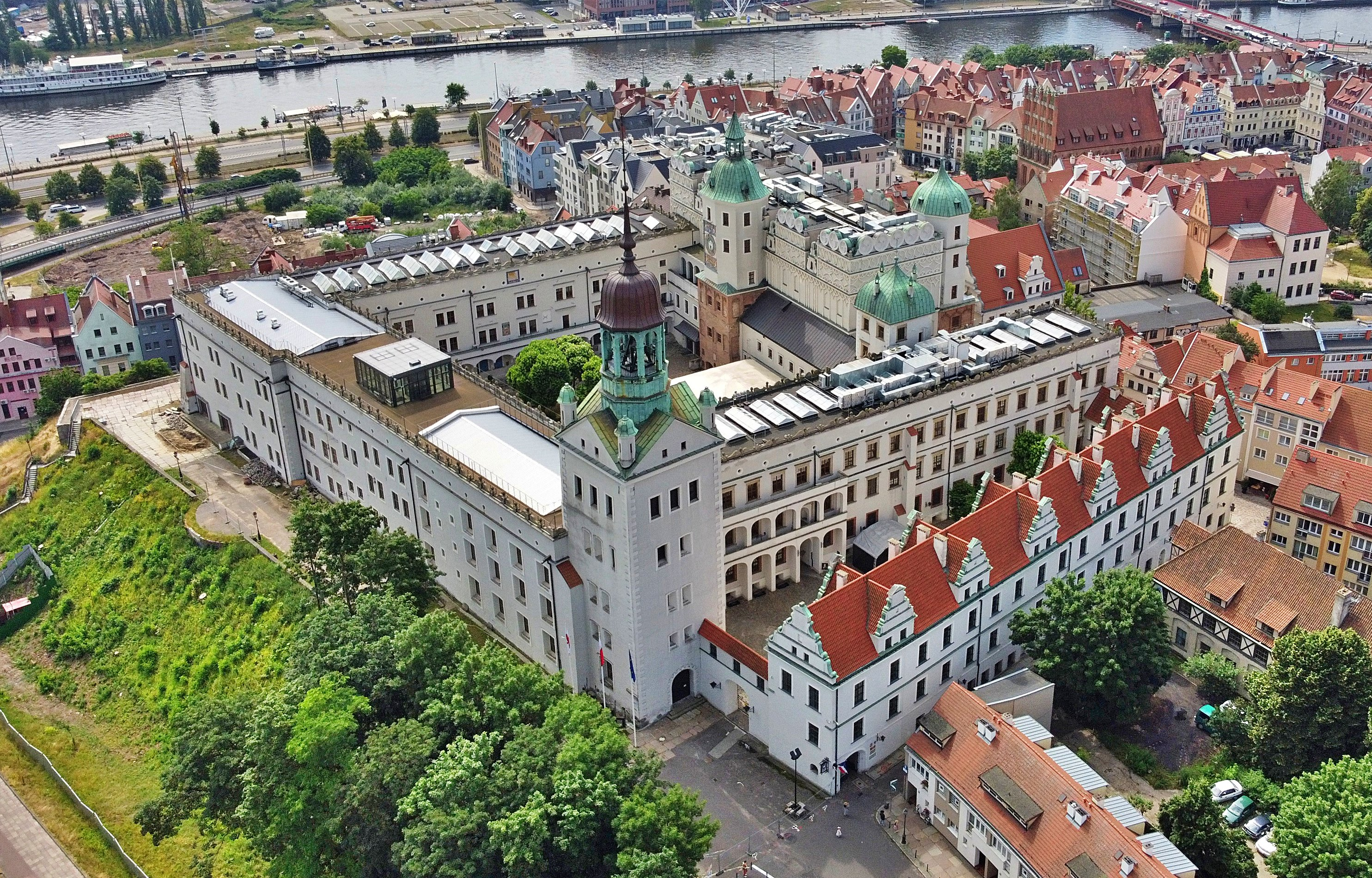
Zamek Książąt Pomorskich w Szczecinie

Województwo zachodniopomorskie posiada zamki będące ośrodkami władzy książąt pomorskich i biskupów. Najbardziej okazałymi są Zamek Książąt Pomorskich w Szczecinie oraz Zamek Książąt Pomorskich w Darłowie. Następne zamki znajdują się w Białogardzie, Pęzinie, Swobnicy, Świdwinie. Relikty zamków mieszczą się w Dobrej koło Nowogardu, Drawnie, Starym Drawsku, Golczewie, Karlinie, Moryniu, Złocieńcu.

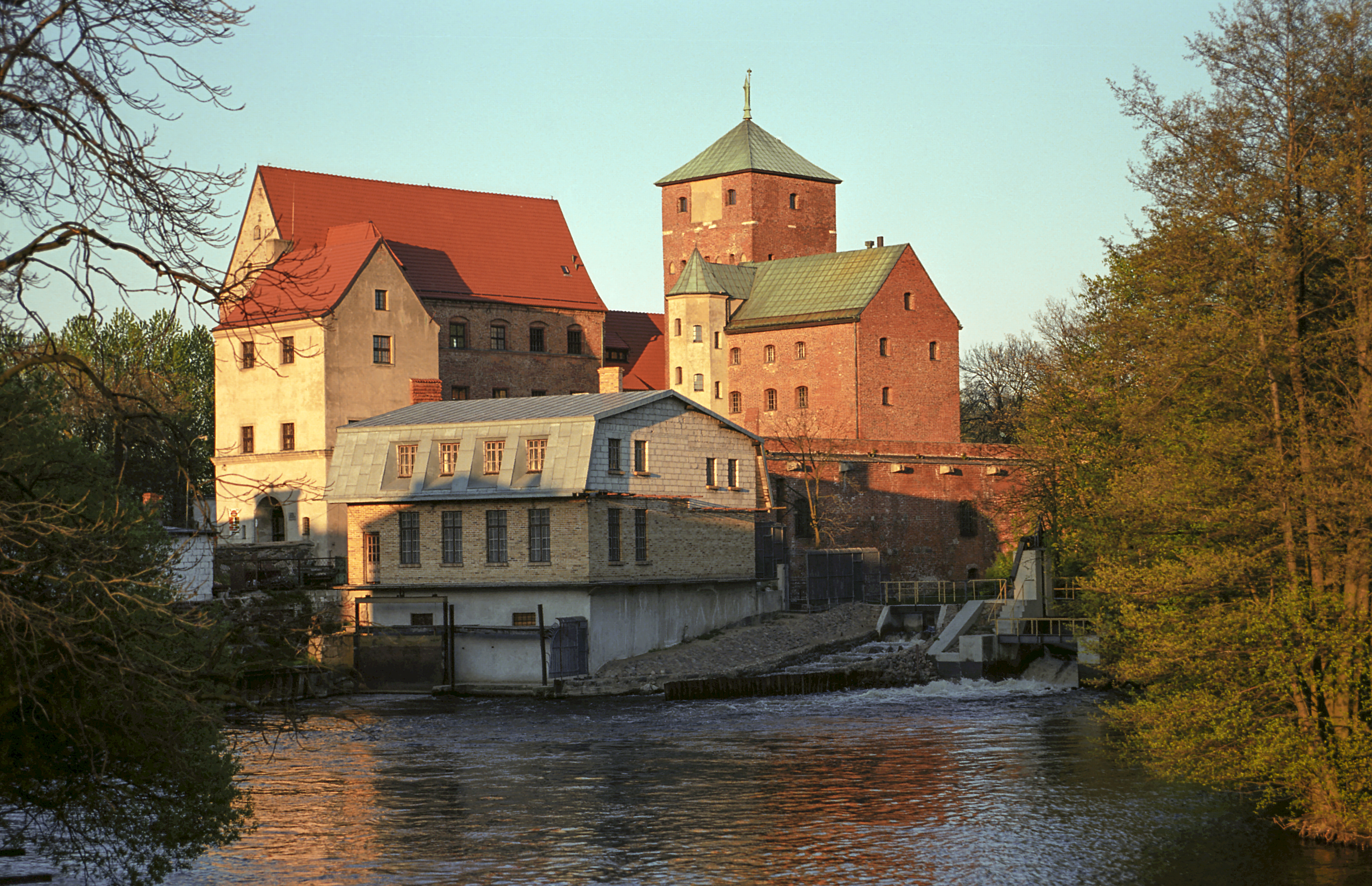
Zamek Książąt Pomorskich w Darłowie

Na terenie województwa znajdują się rezydencje pomorskie, będące założeniami dworsko-pałacowo-parkowymi z folwarkami, wpisane są w krajobraz większości wsi pomorskich. Większość XIX-wieczna, ale także starsze, XVIII-wieczne rezydencje, jak np. unikatowe barokowe założenia w Świerznie i Niepołcku. Budowle rezydencjonalne prezentują charakterystyczny dla XIX wieku eklektyzm. Z wielu dawnych rezydencji pozostały tylko parki z cennym starodrzewem, jak na przykład park w Zatoni Dolnej, który ma walory ponadlokalne.

### Obiekty sakralne

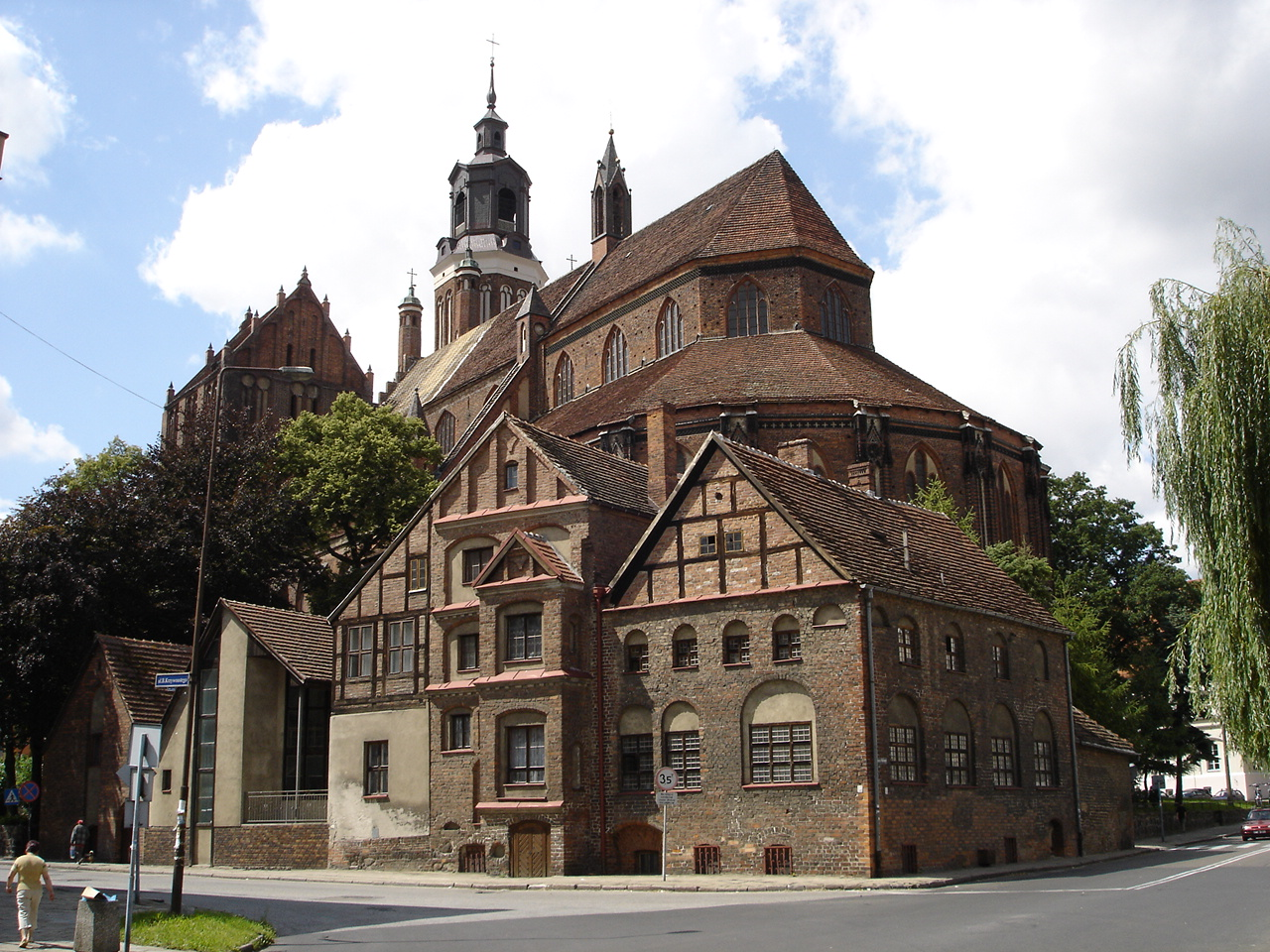
Kolegiata w Stargardzie

Od średniowiecza po XIX wiek obiekty sakralne były i pozostały dominantami w zabudowie miast i wsi. Najstarsze pomorskie obiekty sakralne datuje się na XII-XIII wiek. Należą do nich romańskie i wczesnogotyckie kościoły granitowe. Jest to grupa świątyń miejskich i wiejskich położonych w południowo-zachodniej części województwa, będąca kontynuacją tego typu budowli po zachodniej stronie Odry (między innymi w gminie Moryń, Chojna, Mieszkowice). Do budowli sakralnych o największych walorach zalicza się katedra w Kamieniu Pomorskim wraz z zabudową Osiedla Katedralnego i stargardzka kolegiata NMP Królowej Świata oraz katedra NMP w Kołobrzegu. W rejonach północno-wschodnich województwa (charakterystyczne dla tych terenów) występuje ponad 70 wiejskich kościołów o konstrukcji ryglowej (głównie wiejskich) z XVII-XVIII wieku.

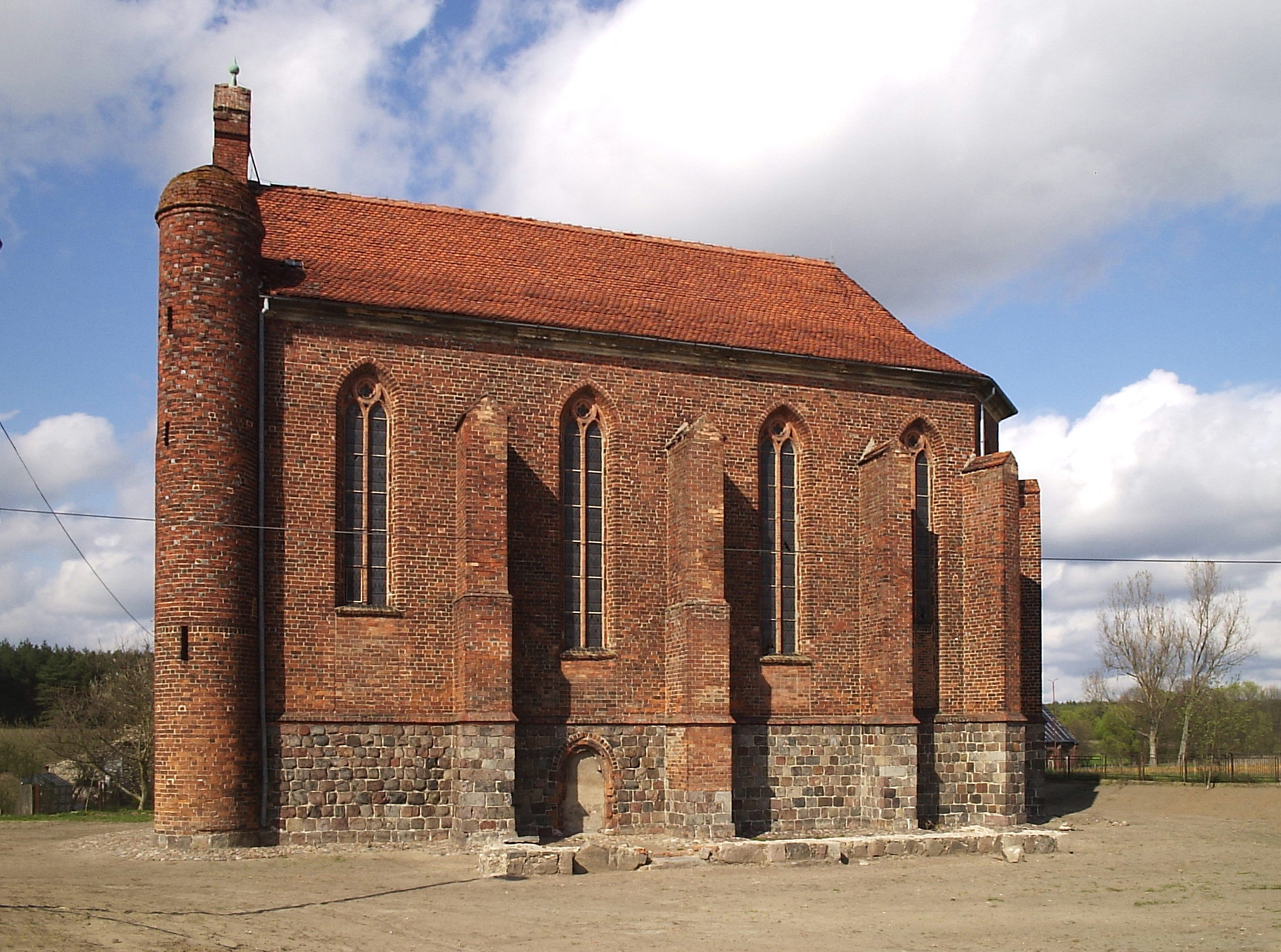
Kaplica templariuszy w Chwarszczanach

Na Pomorzu Zachodnim prowadziły działalność zakony cystersów, joannitów, norbertanów i templariuszy, które wybudowały w średniowieczu zespoły zabudowań klasztornych w Bierzwniku, Chwarszczanach, Cedyni, Kołbaczu, Marianowie, Jasienicy, Pełczycach, Rurce, Bukowie Morskim.

### Zabytki techniki

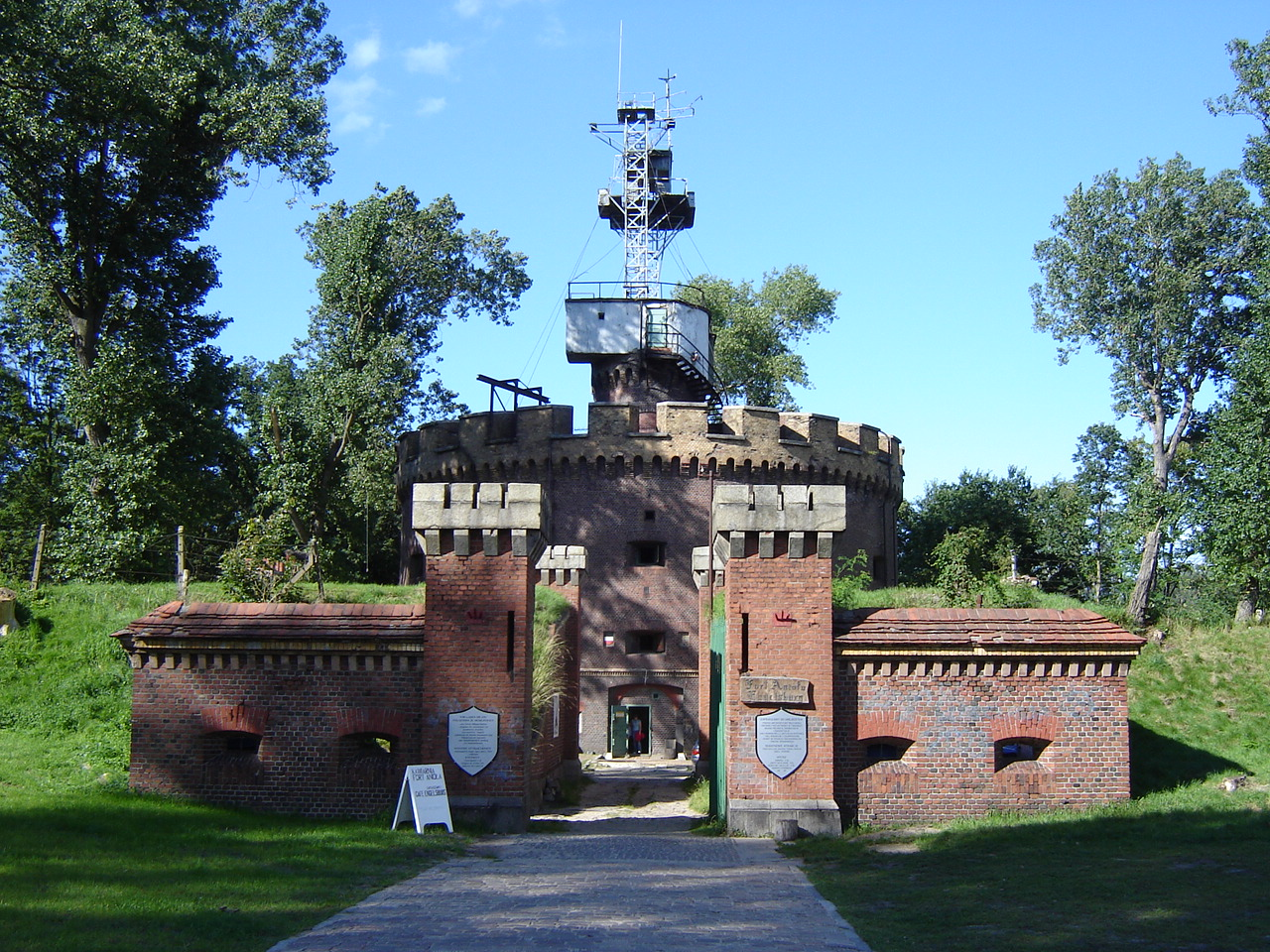
Fort Anioła w Świnoujściu

Na terenie województwa zachowało się wiele zabytki techników i przemysłu, które mają walory zabytkowe, a jednocześnie są użytkowane współcześnie. Świadectwa rozwoju myśli technicznej są związane przede wszystkim z rozwojem przemysłu w XIX wieku, a obiekty militarne świadczą o strategicznym położeniu terenów woj. zachodniopomorskiego. Do pierwszej grupy należą młyny i wiatraki kontynuujące tradycje młynarskie sięgające średniowiecza. Działają małe elektrownie wodne i inne urządzenia hydrotechniczne budowane na większych rzekach regionu: Odrze, Redze, Inie, Drawie, Parsęcie. Funkcjonują zespoły urządzeń hydrotechnicznych rzeki Odry – system kanałów, śluz, jazów między innymi Polderu Cedyńskiego i Międzyodrza. Zachowały się kolejowe linie wąskotorowe, obecnie w większości zlikwidowane, a część funkcjonuje (linie Gryfice – Rewal i Koszalin – Wielino).

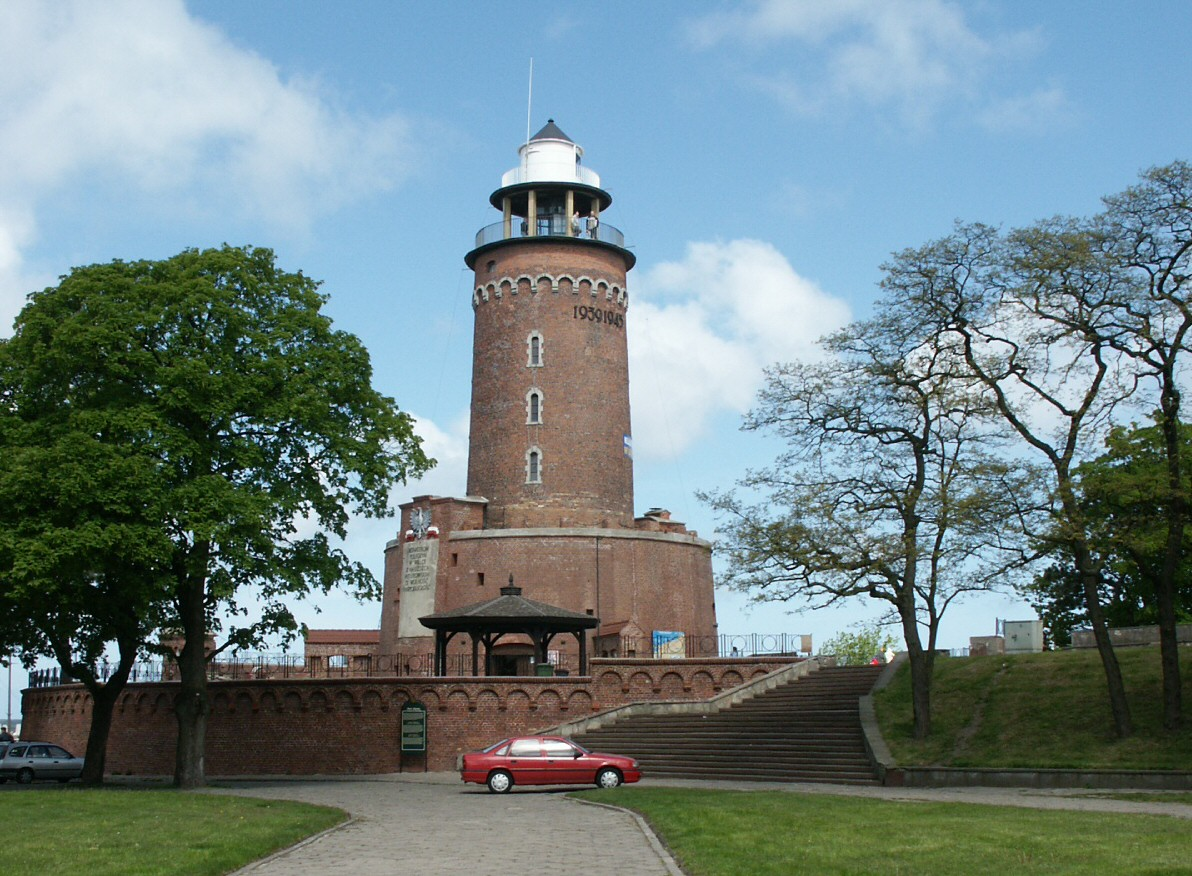
Latarnia Morska w Kołobrzegu

Do drugiej grupy zabytków sztuki militarnej należą umocnienia w rejonie Odry i Wału Pomorskiego, pasa nadmorskiego, pozostałości twierdzy kołobrzeskiej oraz zespół XIX-wiecznych fortów w Świnoujściu. Obiektami charakterystycznymi dla nadmorskiego położenia województwa są XIX-wieczne latarnie morskie (w Świnoujściu, Niechorzu, Kołobrzegu) oraz porty (w Szczecinie, Darłowie, Kołobrzegu).

### Archeologia
Na terenie województwa występują licznie zabytki archeologiczne, będące świadectwem najdawniejszych dziejów Pomorza Zachodniego, jak na przykład grobowce megalityczne z epoki kamienia w rejonie Dolic, Przelewic; grodziska kultury łużyckiej, głównie z okresu wczesnego średniowiecza; cmentarzyska kurhanowe w rejonach Wolina, Dolic, Osiny, Przelewic, Trzebiatowa, koło Świelubia; cmentarzysko kurhanowe z kręgami kamiennymi w Grzybnicy koło Koszalina; grodzisko wyżynne, port wczesnośredniowieczny, cmentarzysko ciałopalne w Budzistowie.

## Urbanizacja

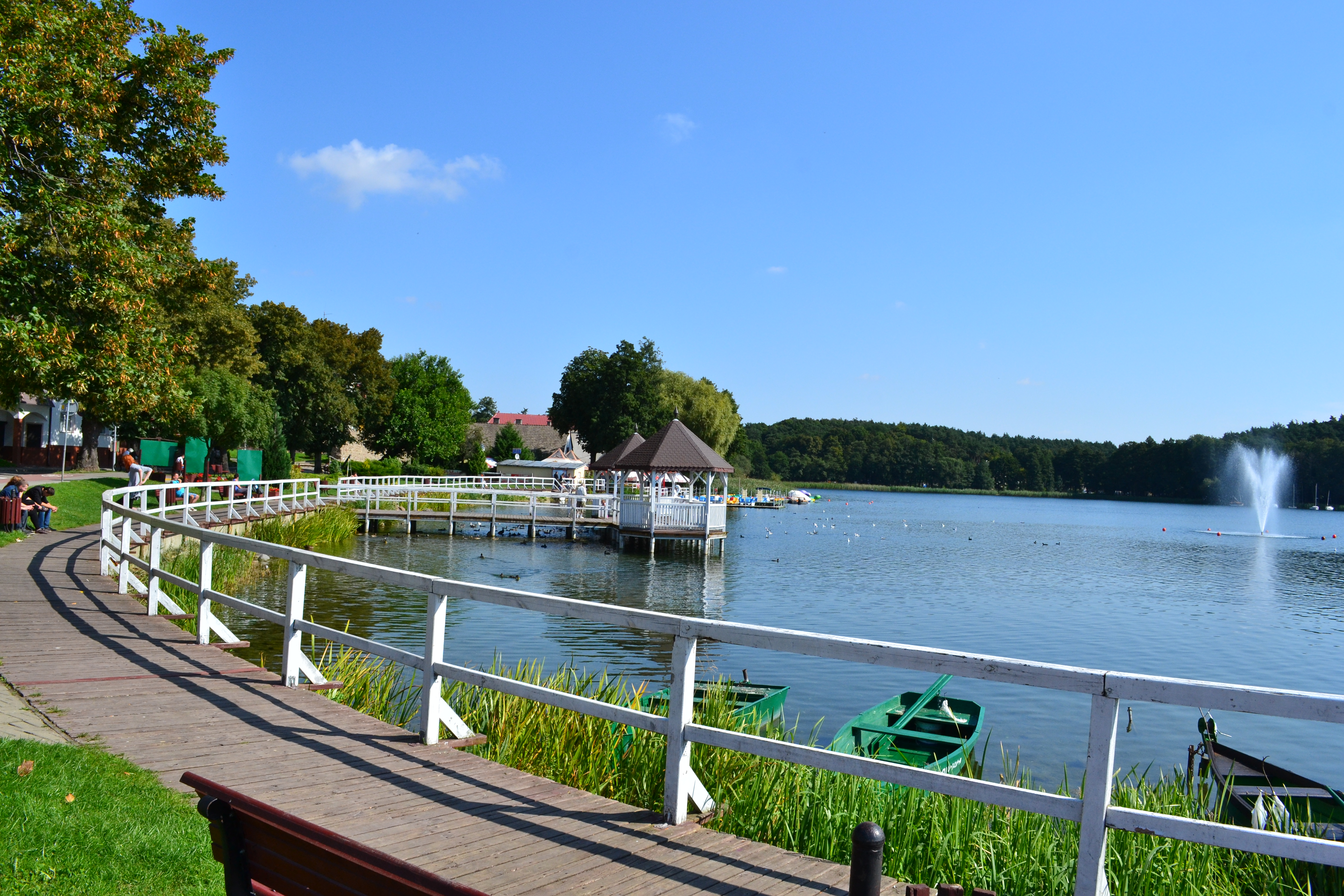
Promenada nad jeziorem w Barlinku

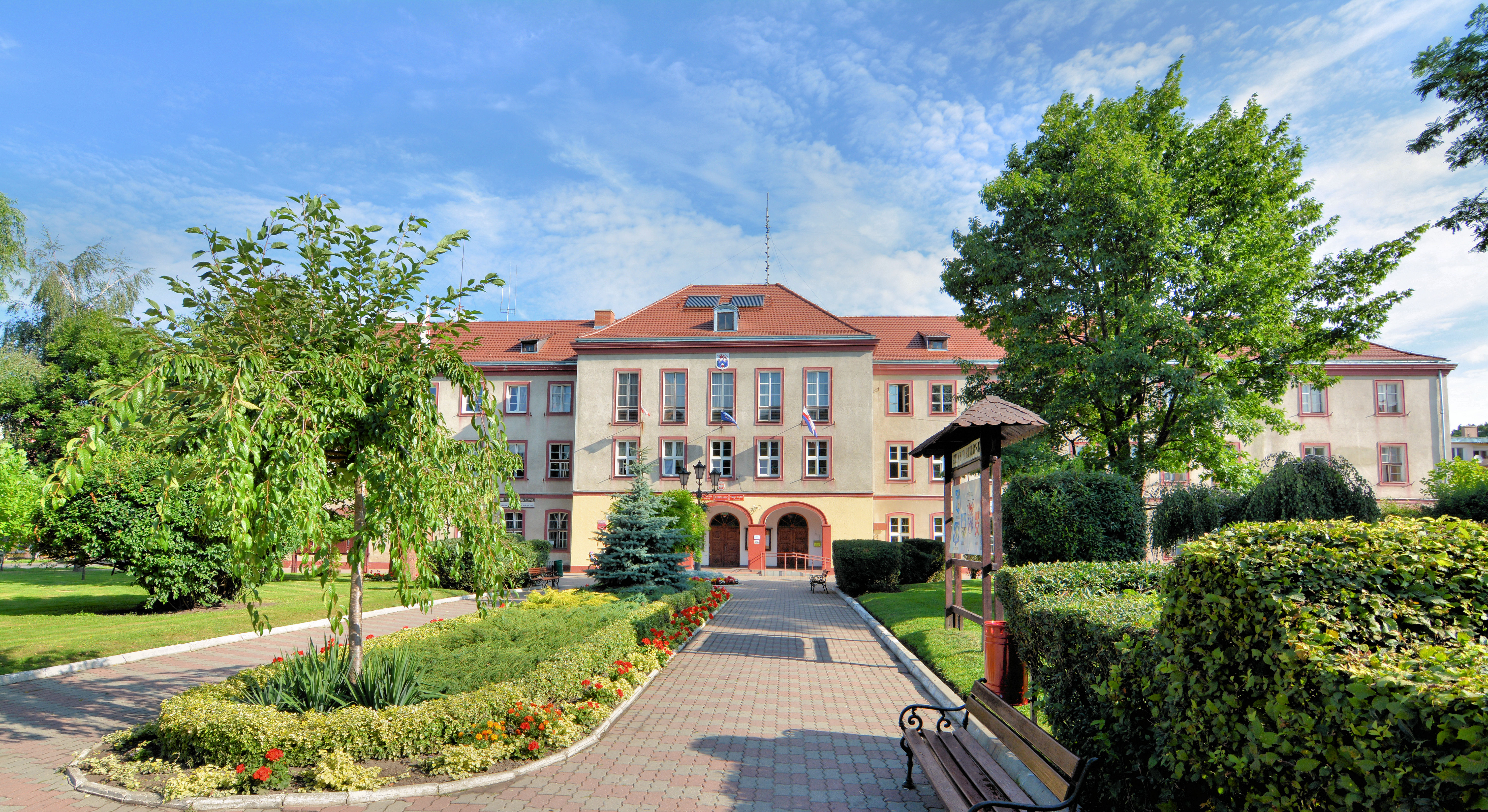
Gmach Urzędu Miejskiego w Pyrzycach

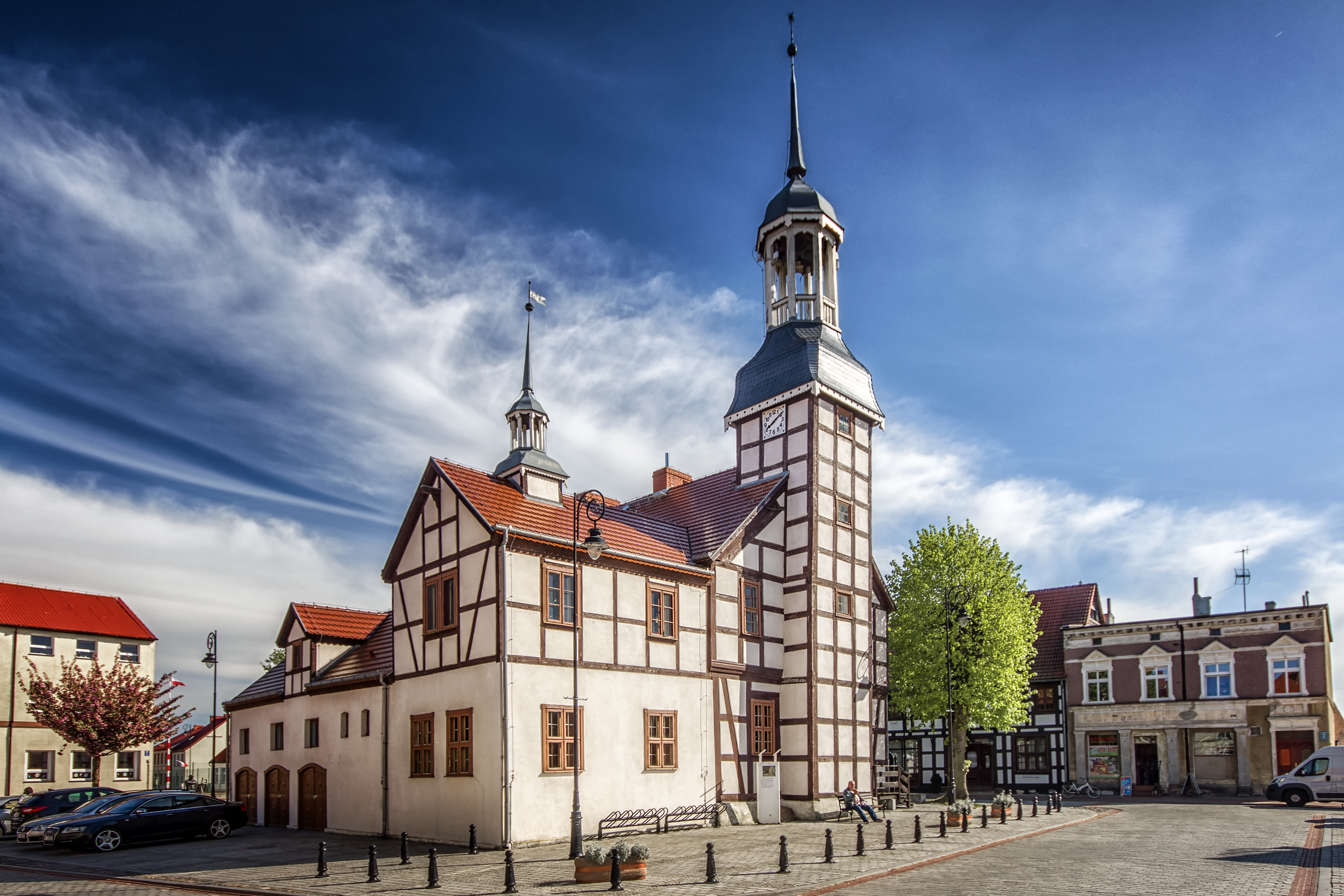
Ratusz w Nowym Warpnie

W województwie zachodniopomorskim jest 66 miast, w tym 3 miasta na prawach powiatu (wytłuszczone zostały siedziby powiatów, dodatkowo podkreślono miasta na prawach powiatu):

1. Barlinek
2. Barwice
3. Białogard
4. Biały Bór
5. Bobolice
6. Borne Sulinowo
7. Cedynia
8. Chociwel
9. Chojna
10. Choszczno
11. Czaplinek
12. Człopa
13. Darłowo
14. Dębno
15. Dobra
16. Dobrzany
17. Drawno
18. Drawsko Pomorskie
19. Dziwnów
20. Golczewo
21. Goleniów
22. Gościno
23. Gryfice
24. Gryfino
25. Ińsko
26. Kalisz Pomorski
27. Kamień Pomorski
28. Karlino
29. Kołobrzeg
30. Koszalin
31. Lipiany
32. Łobez
33. Maszewo
34. Mielno
35. Mieszkowice
36. Międzyzdroje
37. Mirosławiec
38. Moryń
39. Myślibórz
40. Nowe Warpno
41. Nowogard
42. Pełczyce
43. Płoty
44. Polanów
45. Police
46. Połczyn-Zdrój
47. Pyrzyce
48. Recz
49. Resko
50. Sianów
51. Sławno
52. Stargard
53. Stepnica
54. Suchań
55. Szczecin
56. Szczecinek
57. Świdwin
58. Świnoujście
59. Trzcińsko-Zdrój
60. Trzebiatów
61. Tuczno
62. Tychowo
63. Wałcz
64. Węgorzyno
65. Wolin
66. Złocieniec

## Gospodarka
| Rok  | PKB [mln zł] | Wzrost PKB | Źródło danych |
| ---- | ------------ | ---------- | ------------- |
| 2011 | 57 698       | 5,5%       | [ 19 ]        |
| 2010 | 54 672       | 4,4%       | [ 19 ]        |
| 2009 | 52 389       | 2,0%       | [ 20 ]        |
| 2008 | 51 375       | 9,5%       | [ 20 ]        |
| 2007 | 46 904       | 9,4%       | [ 20 ]        |
| 2006 | 42 887       | 5,8%       | [ 21 ]        |
| 2005 | 40 533       | 6,3%       | [ 22 ]        |
| 2004 | 38 143       | bd.        | [ 23 ]        |

W 2021 produkt krajowy brutto woj. zachodniopomorskiego wynosił 96,5 mld zł, co stanowiło 3,7% PKB Polski. Produkt krajowy brutto na 1 mieszkańca wynosił 58,3 tys. zł (84,2% średniej krajowej), co plasowało zachodniopomorskie na 8. miejscu względem innych województw.
Przeciętne miesięczne wynagrodzenie mieszkańca woj. zachodniopomorskiego w 1. kwartale 2014 roku wynosiło 3588,62 zł, co lokowało je na 8. miejscu względem wszystkich województw.

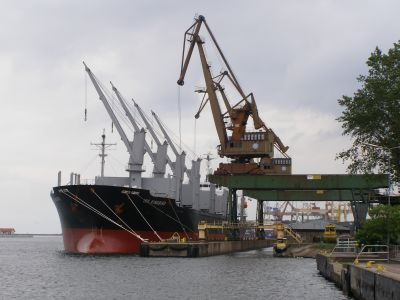
Rozładowywany IVS Kingbird w porcie Świnoujście

Według danych z 2013 na terenie województwa było zarejestrowanych 212,4 tys. prywatnych podmiotów gospodarczych, z czego 164,1 tys. stanowiły osoby fizyczne prowadzące działalność gospodarczą. Było zarejestrowanych 16,1 tys. spółek handlowych, a 4,7 tys. z nich miało udział kapitału zagranicznego. Ponadto było 7,1 tys. podmiotów gospodarczych w sektorze publicznym.
Pod koniec 2022 liczba zarejestrowanych bezrobotnych w województwie obejmowała ok. 15 tys. mieszkańców, co stanowi stopę bezrobocia na poziomie 2,0% do aktywnych zawodowo. Rynek pracy województwa charakteryzuje się dużą sezonowością, gdzie znaczna liczba miejsc pracy jest generowana okresowo w rolnictwie i turystyce, szczególnie w pasie nadmorskim. Poza sezonem powstałe miejsca pracy zanikają.
Według danych z 2013 r. 5,7% mieszkańców w gospodarstwach domowych woj. zachodniopomorskiego miało wydatki poniżej granicy ubóstwa skrajnego (tzn. znajdowało się poniżej minimum egzystencji).
W 2012 r. produkcja sprzedana przemysłu w woj. zachodniopomorskim wynosiła 34,0 mld zł, co stanowiło 2,9% produkcji przemysłu Polski. Sprzedaż produkcji budowlano-montażowej w zachodniopomorskim wynosiła 7,0 mld zł, co stanowiło 4,3% produkcji budowlano-montażowej Polski.
| Działalność i miejsce pracy                                                     | Liczba pracujących [tys.] | Ilość pracujących |
| ------------------------------------------------------------------------------- | ------------------------- | ----------------- |
| Rolnictwo, leśnictwo, łowiectwo i rybactwo                                      | 34,0                      | 5,7%              |
| Przemysł                                                                        | 120,8                     | 20,3%             |
| Budownictwo                                                                     | 43,8                      | 7,4%              |
| Handel; naprawa pojazdów samochodowych                                          | 86,0                      | 14,5%             |
| Transport i gospodarka magazynowa                                               | 45,1                      | 7,6%              |
| Zakwaterowanie i gastronomia                                                    | 21,2                      | 3,6%              |
| Informacja i komunikacja                                                        | 12,7                      | 2,1%              |
| Działalność finansowa i ubezpieczeniowa                                         | 9,5                       | 1,7%              |
| Obsługa rynku nieruchomości                                                     | 7,9                       | 1,3%              |
| Działalność profesjonalna, naukowa i techniczna                                 | 23,9                      | 4,0%              |
| Administrowanie i działalność wspierająca                                       | 22,3                      | 3,7%              |
| Administracja publiczna i obrona narodowa; obowiązkowe zabezpieczenia społeczne | 56,2                      | 9,5%              |
| Edukacja                                                                        | 47,1                      | 7,9%              |
| Opieka zdrowotna i pomoc społeczna                                              | 40,1                      | 6,7%              |
| Działalność związana z kulturą, rozrywką i rekreacją                            | 6,9                       | 1,2%              |
| Pozostała działalność usługowa                                                  | 16,8                      | 2,8%              |
| Ogółem (Σ)                                                                      | 594,3                     | 100%              |

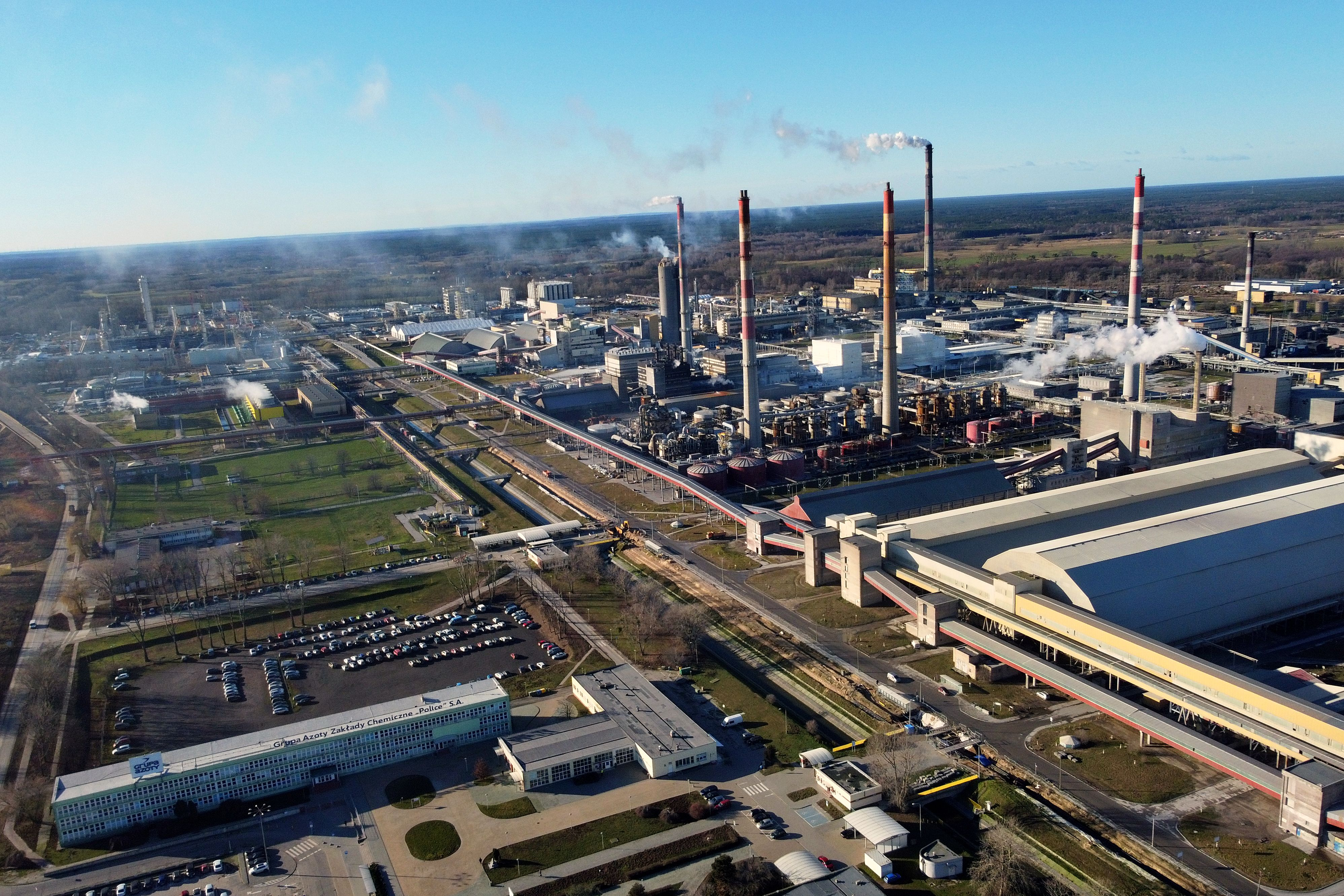
Zakłady Chemiczne Police

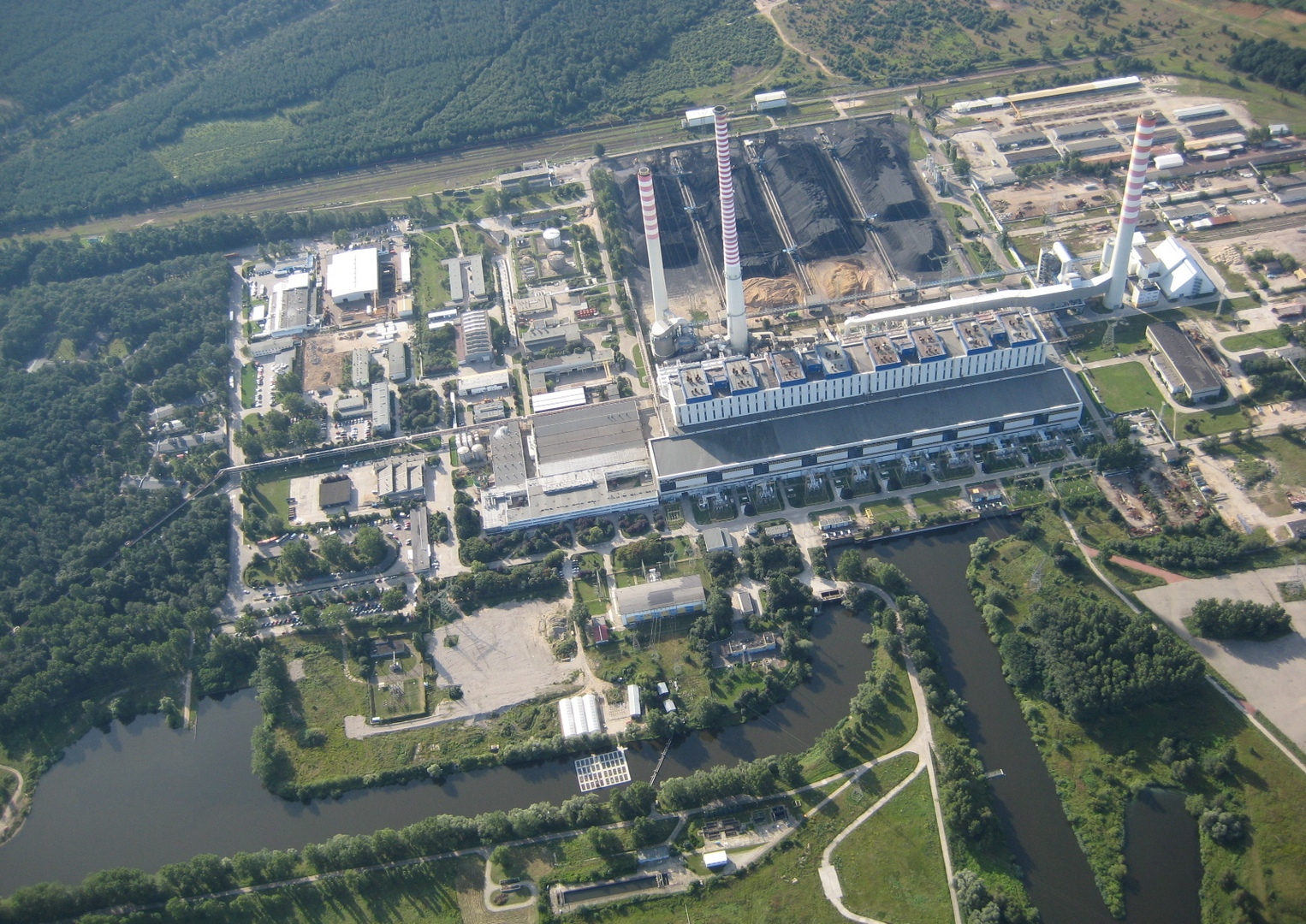
Widok na elektrownię Dolna Odra

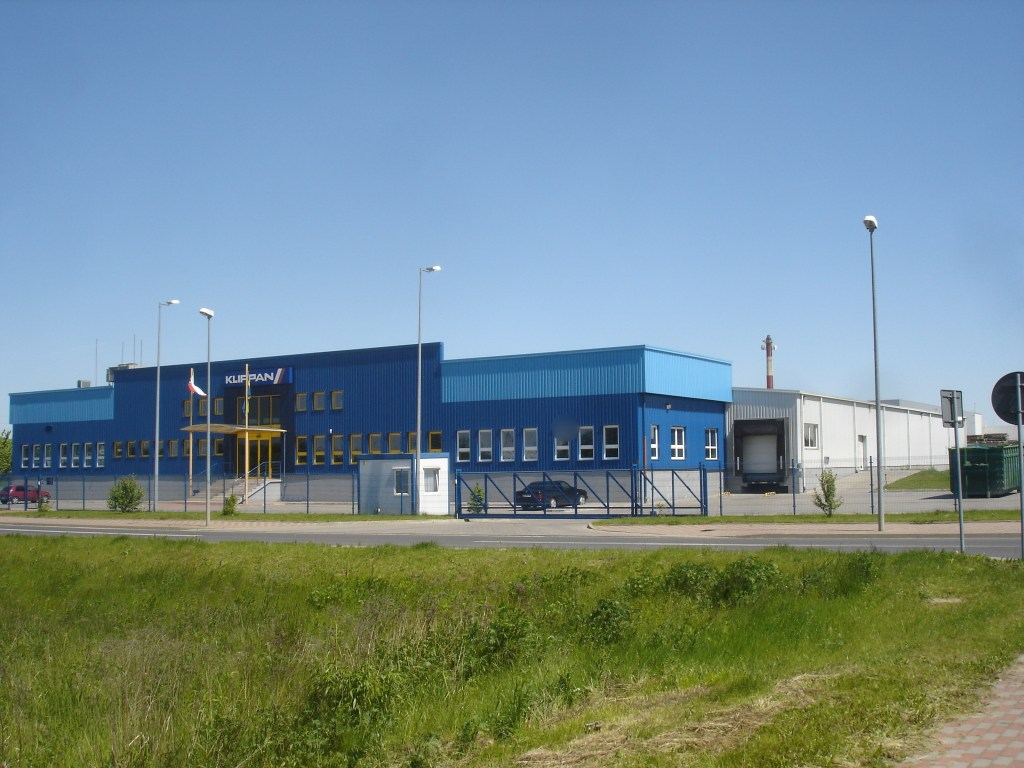
Fabryka Klippan Safety w Stargardzkim Parku Przemysłowym

Na terenie województwa utworzono 20 podstref czterech różnych specjalnych stref ekonomicznych, gdzie inwestorzy korzystają z ulg podatkowych.
| Strefa ekonomiczna                                | Gminy w których utworzono podstrefy                                                                                   |
| ------------------------------------------------- | --- |
| Kostrzyńsko-Słubicka Specjalna Strefa Ekonomiczna | Barlinek, Białogard (miasto), Dębno, Kamień Pomorski, Łobez, Gryfino, Goleniów, Karlino, Nowogard, Pełczyce, Szczecin |
| Pomorska Specjalna Strefa Ekonomiczna             | Stargard (miasto) |
| Słupska Specjalna Strefa Ekonomiczna              | Biesiekierz, Kalisz Pomorski, Karlino, Koszalin, Polanów, Szczecinek (miasto), Tychowo, Wałcz (miasto), Darłowo       |
| Specjalna Strefa Ekonomiczna Euro-Park Mielec     | Szczecin |

### Rolnictwo
| Ziemiopłód      | Zbiór [tys. ton] | Powierzchnia zasiewu [tys. ha] |
| --------------- | ---------------- | ------------------------------ |
| pszenica        | 908,2            | 394,6                          |
| żyto            | 233,5            | 166,9                          |
| jęczmień        | 257,7            | 69,5                           |
| owies           | 133,7            | 60,5                           |
| pszenżyto       | 238,7            | 39,5                           |
| ziemniaki       | 351,7            | 58,1                           |
| buraki cukrowe  | 555,6            | 15,1                           |
| rzepak i rzepik | 299,9            | 12,1                           |
| siano łąkowe    | 427,6            | 116,5                          |

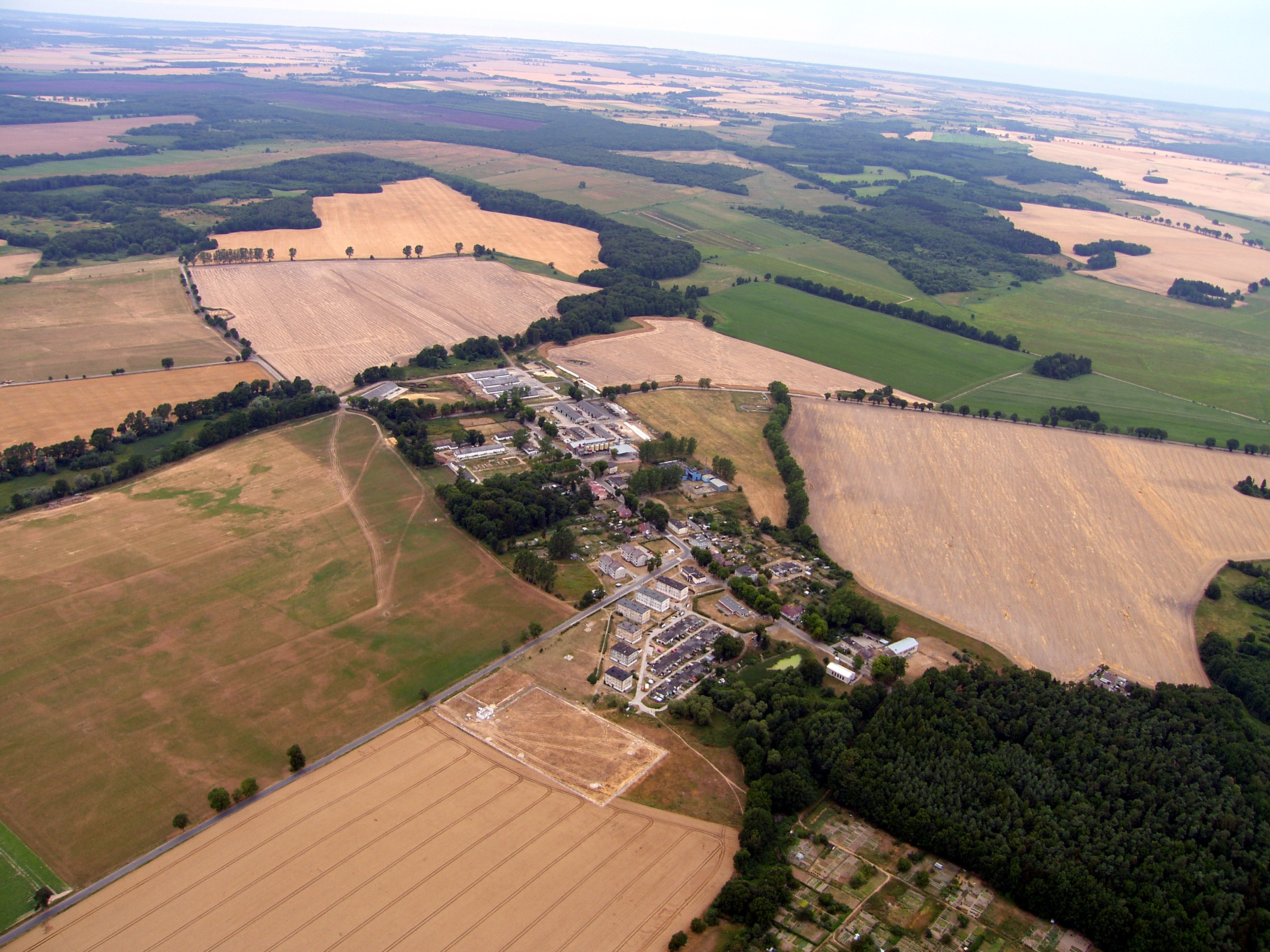
Pola uprawne wokół wsi Prusinowo

W 2020 użytki rolne obejmowały ogółem 928,1 tys. ha, z czego grunty pod zasiewami 704,5 tys. ha (75,9%) uprawy trwałe 14,2 tys. ha (1,5%), łąki trwałe 155,8 tys. ha (16,7%), pastwiska trwałe 26,1 tys. ha (2,8%), pozostałe użytki – 11,5 tys. ha (1,2%). W 2022 ogółem powierzchnia zasiewów w województwie obejmowała 733,4 tys. ha, z których najwięcej (158,9 tys. ha, 21,7%) zajmował zasiew pszenicy. Zbiory zbóż wynosiły 2143,2 tys. ton, co stanowiło 6,0% zbiorów zbóż z całej Polski.
W 2020 na obszarze woj. zachodniopomorskiego było 28,5 tys. gospodarstw rolnych, z czego 27,8 tys. (97,5%) było gospodarstwami indywidualnymi. Najczęściej (tj. 24%) gospodarstwo miało areał wynoszący od 2 do 5 ha dla użytków rolnych.

## Transport

### Transport drogowy

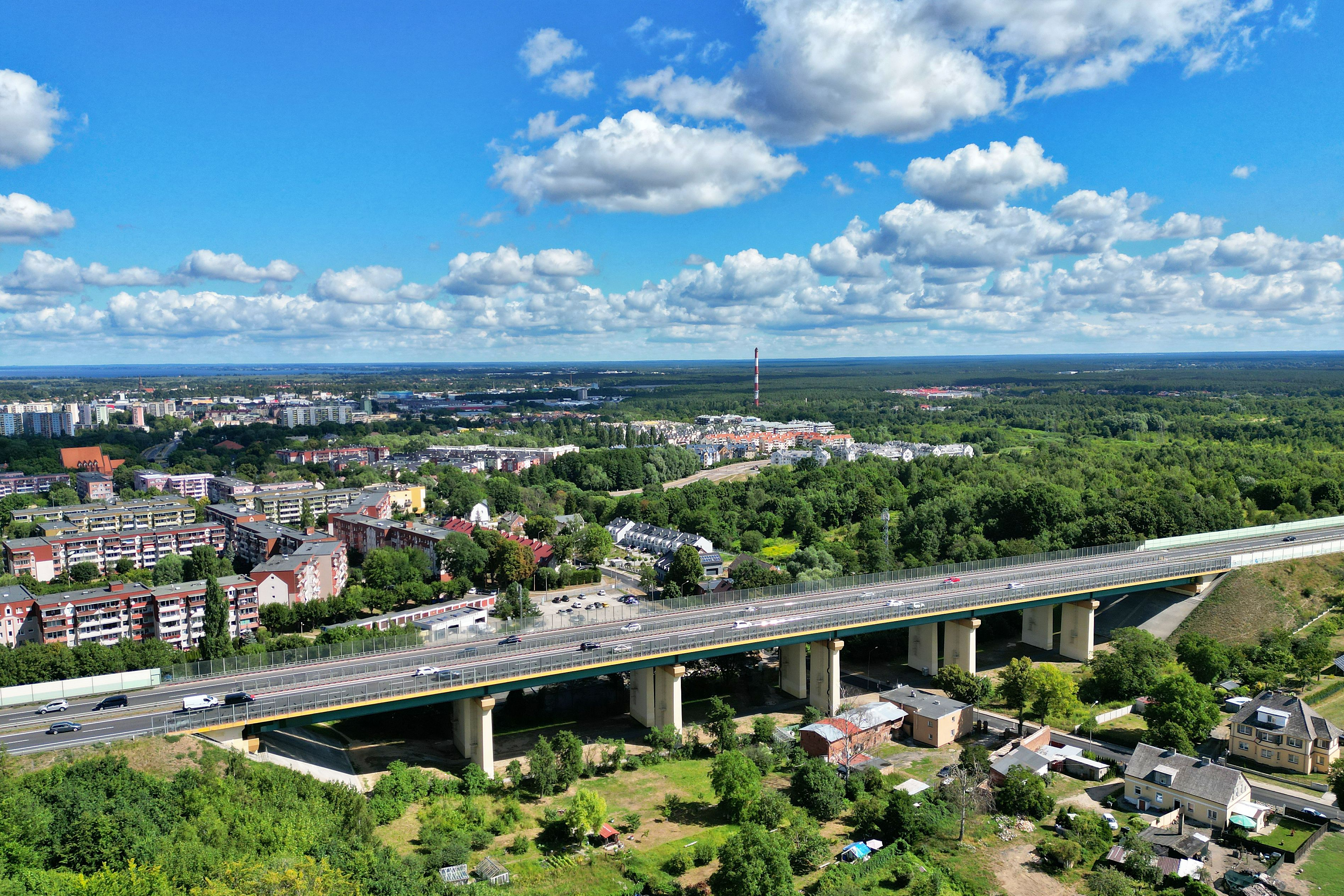
Autostrada A6 w Szczecinie

Według danych z 31 grudnia 2009 w woj. zachodniopomorskim było 18,2 tys. km dróg publicznych, w tym 1141 km dróg krajowych i 2115 km dróg wojewódzkich. 22,8% dróg krajowych i 13,7% dróg wojewódzkich przebiegało przez miasta.
| Kategoria dróg    | Łączna długość | % nawierzchni utwardzonej | % nawierzchni ulepszonej |
| ----------------- | -------------- | ------------------------- | ------------------------ |
| Drogi krajowe     | 1 141,4 km     | 100%                      | 100%                     |
| Drogi wojewódzkie | 2 114,9 km     | 100%                      | 99,9%                    |
| Drogi powiatowe   | 7 872,5 km     | 91,2%                     | 85,1%                    |
| Drogi gminne      | 7 111,6 km     | 44,0%                     | 32,4%                    |
| Razem (Σ)         | 18 240,4 km    | 74,4%                     | 67,2%                    |

Według danych z 31 grudnia 2022 w woj. zachodniopomorskim było 1442,7 tys. zarejestrowanych pojazdów, z czego 1106,8 tys. stanowiły samochody osobowe, 152,8 tys. samochody ciężarowe, a 79,3 tys. motocykle.
W 2022 na zachodniopomorskich drogach miało miejsce 881 wypadków drogowych, w których zginęło 75 osób, a 993 osób zostało rannych.
Dla obszaru województwa zachodniopomorskiego został utworzony w Szczecinie oddział Generalnej Dyrekcji Dróg Krajowych i Autostrad, który wykonuje zadania zarządcy dróg krajowych, ekspresowych i autostrad. Z obszaru jego działania został wyłączony odcinek 12 km drogi ekspresowej S3 przy granicy województwa, którym zarządza oddział GDDKiA w Zielonej Górze. Oddział GDDKiA w Szczecinie utworzył 7 rejonów (komórki organizacyjne): Koszalin, Lipiany, Nowogard, Stargard, Szczecin, Szczecinek, Wałcz, które wypełniają szczegółowe zadania.
| Droga       | Trasa |
| ----------- | --- |
| 3 S3 E65    | Świnoujście – Wolin – Goleniów – Szczecin – Gorzów Wielkopolski – Zielona Góra – Legnica – Lubawka (granica państwa)                                           |
| 6 A6 S6 E28 | Kołbaskowo (granica państwa) – Szczecin – Goleniów – Nowogard – Płoty – Kołobrzeg – Koszalin – Sianów – Sławno – Słupsk – Lębork – Gdynia – Gdańsk – Łęgowo A1 |
| 10 S10      | Lubieszyn (granica państwa) – Szczecin – Stargard – Suchań – Recz – Kalisz Pomorski – Mirosławiec – Wałcz – Piła – Bydgoszcz – Toruń – Płońsk S7               |
| 11 S11      | Kołobrzeg – Koszalin – Bobolice – Szczecinek – Piła – Poznań – Jarocin – Pleszew – Ostrów Wielkopolski – Kępno – Kluczbork – Lubliniec – Bytom 94              |
| 13          | Szczecin 10 – Rosówek (granica państwa) |
| 20          | Stargard S10 – Chociwel – Węgorzyno – Drawsko Pomorskie – Złocieniec – Czaplinek – Szczecinek – Biały Bór – Miastko – Bytów – Kościerzyna – Chwaszczyno S6     |
| 22          | Kostrzyn nad Odrą (granica państwa) – Gorzów Wielkopolski – Człopa – Wałcz – Człuchów – Starogard Gdański – Malbork – Elbląg – Grzechotki (granica państwa)    |
| 23          | Myślibórz 26 – Dębno – Sarbinowo 31 |
| 25          | Bobolice S11 – Biały Bór – Człuchów – Bydgoszcz – Inowrocław – Konin – Kalisz – Ostrów Wielkopolski – Oleśnica S8                                              |
| 26          | Krajnik Dolny (granica państwa) – Chojna – Trzcińsko-Zdrój – Myślibórz – Renice S3                                                                             |
| 31          | Szczecin 13 – Gryfino – Chojna – Mieszkowice – Sarbinowo – Kostrzyn nad Odrą – Słubice 29                                                                      |
| 37          | Darłowo – Karwice 6 |
| 93          | Świnoujście (granica państwa) – Świnoujście 3 |

Zarządcą dróg wojewódzkich jest Zarząd Województwa Zachodniopomorskiego, który powołał jednostkę organizacyjno-budżetową Zachodniopomorski Zarząd Dróg Wojewódzkich w Koszalinie będący administratorem sieci dróg wojewódzkich. Zarządza on drogami wojewódzkimi o łącznej długości 2093,3 km, w zakresie planowania, budowy, przebudowy, remontu, utrzymania i ochrony dróg. Zarząd dróg utworzył 7 terenowych komórek organizacyjnych w postaci Rejonów Dróg Wojewódzkich (Białogard, Chojna, Drawsko Pomorskie, Gryfice, Koszalin, Pyrzyce, Stargard).
- drogi wojewódzkie

102 • 103 • 105 • 106 • 107 • 108 • 109 • 110 • 112 • 113 • 114 • 115 • 119 • 120 • 121 • 122 • 124 • 125 • 126 • 127 • 128 • 129 • 130 • 141 • 142 • 144 • 146 • 147 • 148 • 151 • 152 • 156 • 160 • 162 • 163 • 165 • 166 • 167 • 168 • 169 • 171 • 172 • 173 • 175 • 177 • 178 • 179 • 201 • 203 • 205 • 206 • 208 • 209

### Transport kolejowy

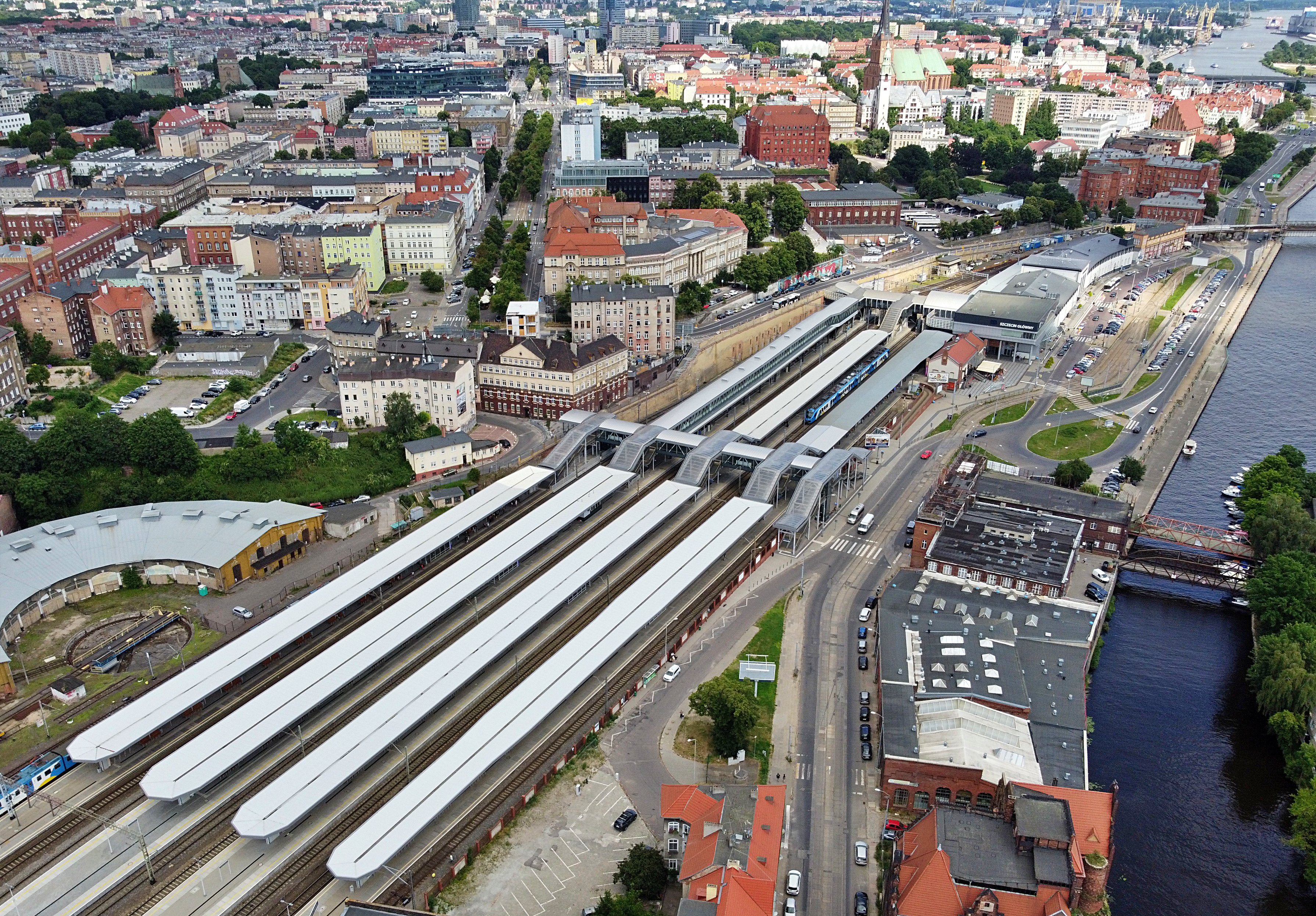
Szczecin Główny

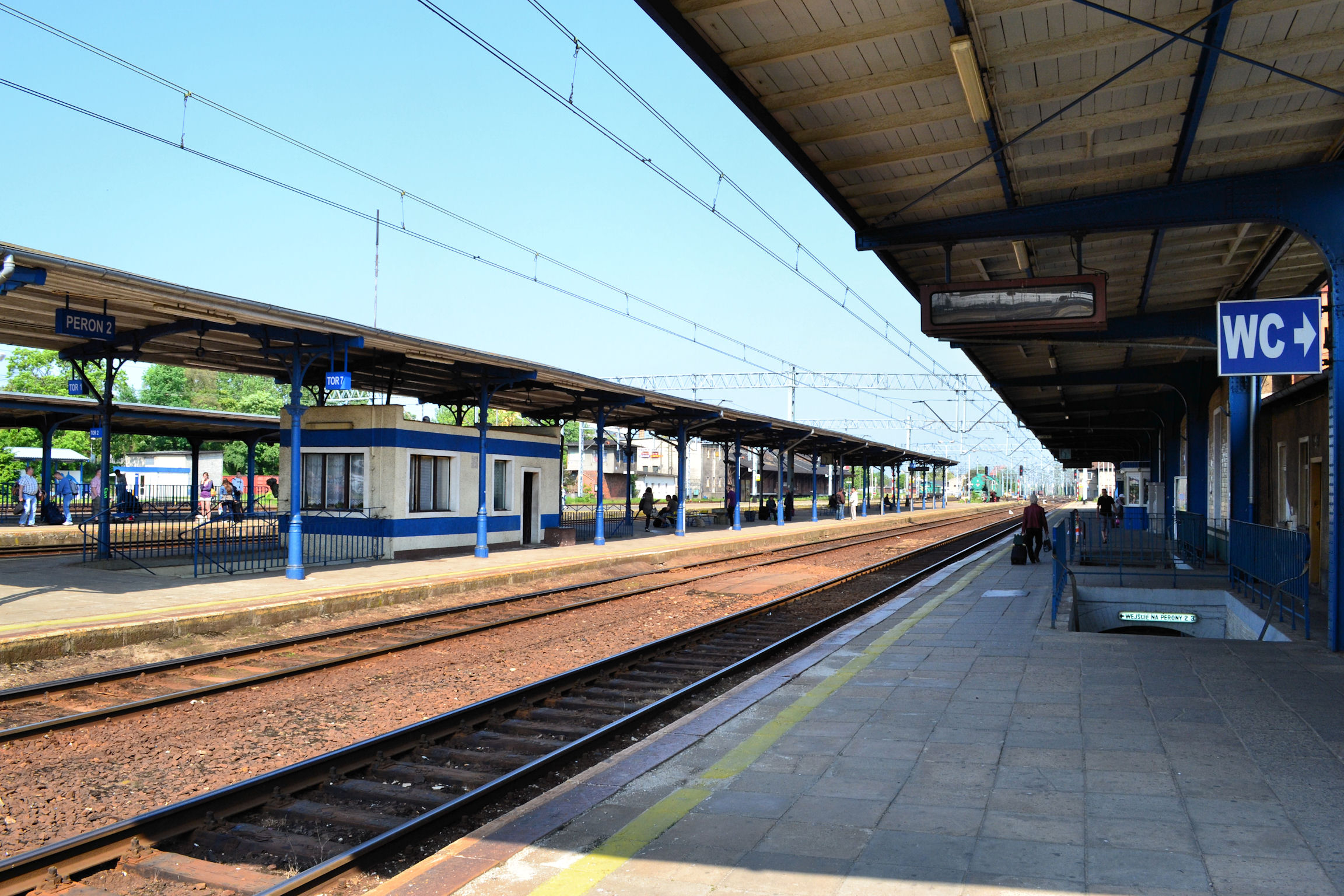
Stargard

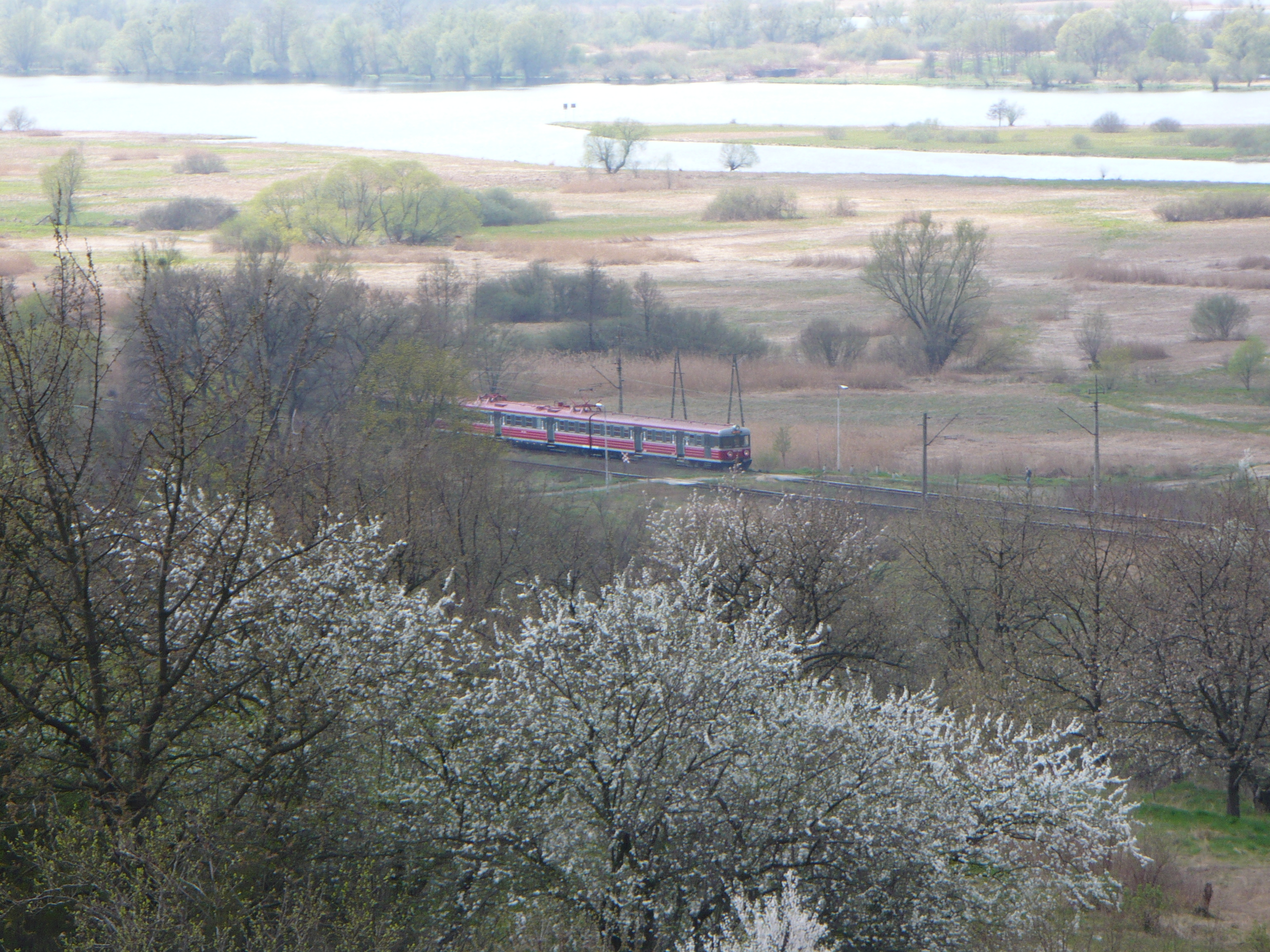
EN57 przejeżdża przez nieczynny przystanek Szczecin Klucz

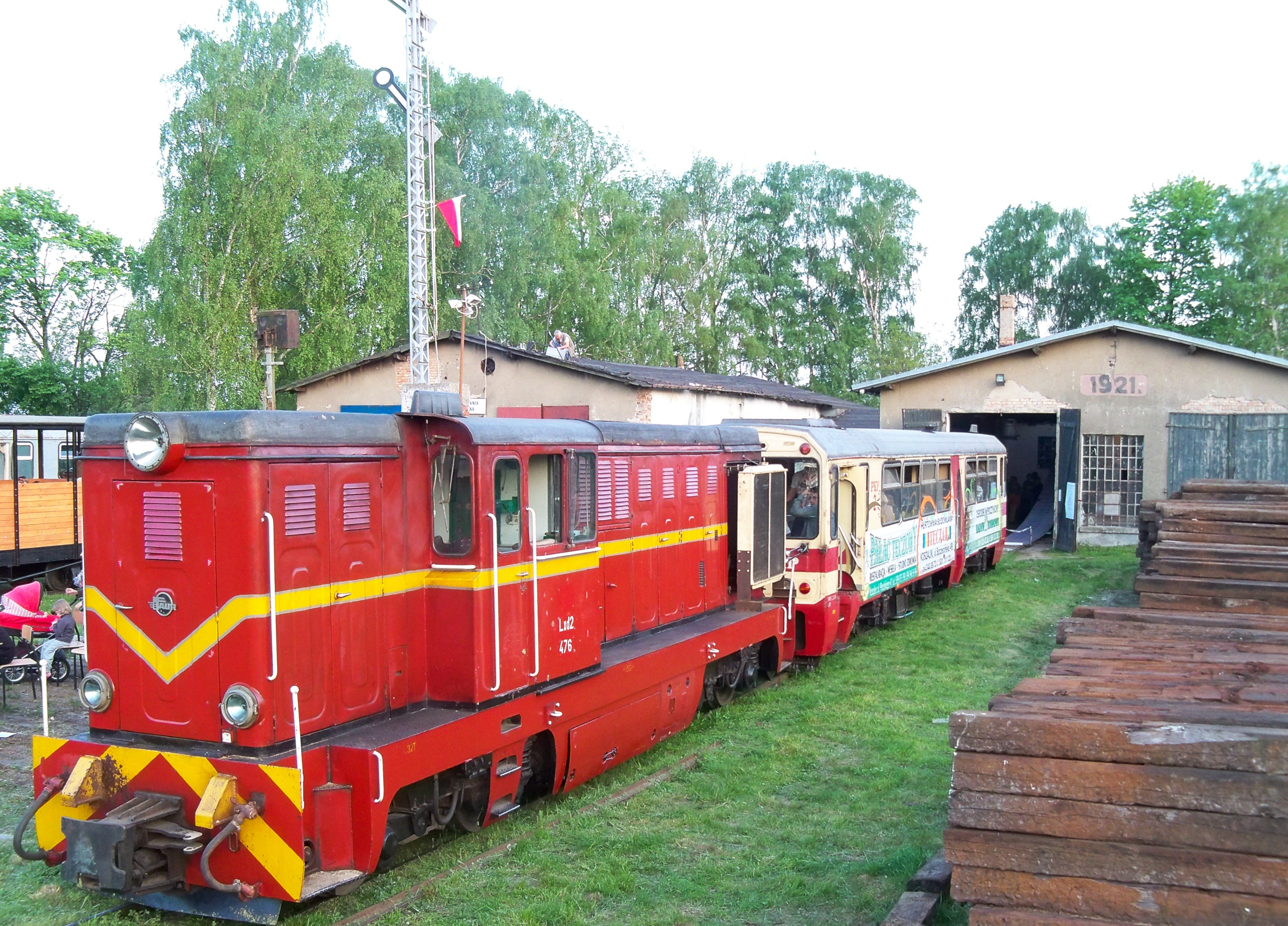
Lokomotywownia koszalińskiej wąskotorówki

Według danych z 31 grudnia 2022 na obszarze woj. zachodniopomorskiego było 1171 km linii kolejowych eksploatowanych, z czego 462 km to linie dwu- lub więcej torowych. Zelektryfikowanych było 749 km wszystkich linii (64%).
Według danych z 2023 największymi stacjami w województwie pod względem liczby obsłużonych pasażerów były: Szczecin Główny (5,73 mln), Stargard (1,95 mln), Koszalin (1,57 mln), Kołobrzeg (1,55 mln) oraz Szczecin Dąbie (1,12 mln). Największą stacją towarową w regionie był Szczecin Port Centralny.
Największymi obiektami infrastruktury kolejowej w województwie są: szczeciński węzeł kolejowy i stargardzki węzeł kolejowy.
| Numer | Trasa na terenie województwa                                     | Pełna trasa                                                      | Ruch pasażerski | Ruch towarowy |
| ----- | ---------------------------------------------------------------- | ---------------------------------------------------------------- | --------------- | ------------- |
| 202   | Wrześnica – Koszalin – Białogard – Stargard                      | Gdańsk Główny – Stargard                                         | Tak             | Tak           |
| 210   | Żółtnica – Szczecinek – Drawsko Pomorskie – Runowo Pomorskie     | Chojnice – Runowo Pomorskie                                      | Tak             | Tak           |
| 273   | Namyślin – Chojna – Gryfino – Szczecin Główny                    | Wrocław Główny – Szczecin Główny                                 | Tak             | Tak           |
| 351   | Bierzwnik – Choszczno – Stargard – Szczecin Główny               | Poznań Główny – Szczecin Główny                                  | Tak             | Tak           |
| 401   | Szczecin Dąbie – Goleniów – Wysoka Kamieńska – Świnoujście Port  | Szczecin Dąbie – Goleniów – Wysoka Kamieńska – Świnoujście Port  | Tak             | Tak           |
| 402   | Koszalin – Kołobrzeg – Gryfice – Goleniów                        | Koszalin – Kołobrzeg – Gryfice – Goleniów                        | Tak             | Tak           |
| 403   | Dobino Wałeckie – Wałcz – Kalisz Pomorski – Ulikowo              | Piła Północ – Ulikowo                                            | Tak             | Tak           |
| 404   | Szczecinek – Białogard – Kołobrzeg                               | Szczecinek – Białogard – Kołobrzeg                               | Tak             | Tak           |
| 405   | Turowo Pomorskie – Szczecinek – Biały Bór                        | Piła Główna – Ustka                                              | Tak             | Tak           |
| 406   | Szczecin Główny – Police – Trzebież Szczeciński                  | Szczecin Główny – Police – Trzebież Szczeciński                  | Nie             | Tak           |
| 407   | Wysoka Kamieńska – Kamień Pomorski                               | Wysoka Kamieńska – Kamień Pomorski                               | Tak             | Tak           |
| 408   | Szczecin Główny – Przejście graniczne Szczecin Gumieńce-Grambow  | Szczecin Główny – Przejście graniczne Szczecin Gumieńce-Grambow  | Tak             | Tak           |
| 409   | Szczecin Gumieńce – Przejście graniczne Szczecin Gumieńce-Tantow | Szczecin Gumieńce – Przejście graniczne Szczecin Gumieńce-Tantow | Tak             | Tak           |
| 410   | Grotniki Drawskie – Mirosławiec                                  | Grotniki Drawskie – Choszczno                                    | Nie             | Tak           |
| 410   | Mirosławiec – Kalisz Pomorski                                    | Grotniki Drawskie – Choszczno                                    | Nie             | Nie           |
| 410   | Kalisz Pomorski – Drawno                                         | Grotniki Drawskie – Choszczno                                    | Nie             | Tak           |
| 410   | Drawno – Choszczno                                               | Grotniki Drawskie – Choszczno                                    | Nie             | Nie           |
| 411   | Stargard – Stargard Kluczewo                                     | Stargard – Pyrzyce                                               | Nie             | Tak           |
| 411   | Stargard Kluczewo – Pyrzyce                                      | Stargard – Pyrzyce                                               | Nie             | Nie           |
| 417   | Szczecin Słoneczne – Szczecin Dąbie                              | Szczecin Słoneczne – Szczecin Dąbie                              | Nie             | Tak           |
| 418   | Sławno – Darłowo                                                 | Sławno – Darłowo                                                 | Tak             | Tak           |
| 421   | Smardzko – Świdwin                                               | Smardzko – Świdwin                                               | Nie             | Tak           |
| 422   | Pyrzyce – Głazów                                                 | Pyrzyce – Głazów                                                 | Nie             | Nie           |
| 427   | Mścice – Mielno Koszalińskie                                     | Mścice – Mielno Koszalińskie                                     | Tak             | Nie           |
| 428   | Szczecin Dąbie – Szczecin Podjuchy                               | Szczecin Dąbie – Szczecin Podjuchy                               | Tak             | Tak           |
| 429   | Stobno Szczecińskie – Dołuje                                     | Stobno Szczecińskie – Dołuje                                     | Nie             | Nie           |
| 430   | Barnówko – Dębno Lubuskie – Krześnica Sarbinowo                  | Barnówko – Kostrzyn                                              | Nie             | Tak           |
| 431   | Police – Police Chemia                                           | Police – Police Chemia                                           | Nie             | Tak           |
| 432   | p. odg. Szczecin Wstowo – Szczecin Turzyn                        | p. odg. Szczecin Wstowo – Szczecin Turzyn                        | Nie             | Tak           |
| 433   | Szczecin Główny – Szczecin Gumieńce                              | Szczecin Główny – Szczecin Gumieńce                              | Nie             | Tak           |
| 434   | p. odg. Mosty – Port Lotniczy Szczecin Goleniów                  | p. odg. Mosty – Port Lotniczy Szczecin Goleniów                  | Tak             | Nie           |
| 435   | p. odg. Mosty                                                    | p. odg. Mosty                                                    | Tak             | Nie           |
| 851   | p. odg. Szczecin Wstowo – Szczecin Gumieńce                      | p. odg. Szczecin Wstowo – Szczecin Gumieńce                      | Nie             | Tak           |
| 854   | Szczecin Port Centralny – p. odg. Dziewoklicz                    | Szczecin Port Centralny – p. odg. Dziewoklicz                    | Nie             | Tak           |
| 855   | p. odg. Regalica – Szczecin Port Centralny                       | p. odg. Regalica – Szczecin Port Centralny                       | Tak             | Tak           |
| 857   | Szczecin Dąbie                                                   | Szczecin Dąbie                                                   | Tak             | Tak           |
| 990   | Szczecin Port Centralny                                          | Szczecin Port Centralny                                          | Nie             | Tak           |
| 991   | Szczecin Port Centralny                                          | Szczecin Port Centralny                                          | Nie             | Tak           |
| 992   | Szczecin Port Centralny                                          | Szczecin Port Centralny                                          | Nie             | Tak           |
| 993   | Szczecin Port Centralny                                          | Szczecin Port Centralny                                          | Nie             | Tak           |
| 994   | Szczecin Port Centralny                                          | Szczecin Port Centralny                                          | Nie             | Tak           |
| 995   | Szczecin Port Centralny – Nabrzeże „Starówka”                    | Szczecin Port Centralny – Nabrzeże „Starówka”                    | Nie             | Tak           |
| 996   | Lubiewo (stacja kolejowa) – Świnoujście                          | Lubiewo (stacja kolejowa) – Świnoujście                          | Nie             | Tak           |
| 997   | Świnoujście – Baza Promów Morskich                               | Świnoujście – Baza Promów Morskich                               | Nie             | Tak           |
| 998   | p. odg. Szczecin Wstowo – Elektrownia Pomorzany                  | p. odg. Szczecin Wstowo – Elektrownia Pomorzany                  | Nie             | Tak           |
| 6768  | Świnoujście Centrum – Ahlbeck Grenze                             | Świnoujście Centrum – Ahlbeck Grenze                             | Tak             | Nie           |
| NKW   | Gryfice Wąskotorowe – Pogorzelica Gryficka                       | Gryfice Wąskotorowe – Pogorzelica Gryficka                       | Tak             | Nie           |
| KKW   | Koszalin Wąskotorowy – Rosnowo Wąskotorowe                       | Koszalin Wąskotorowy – Rosnowo Wąskotorowe                       | Tak             | Nie           |

#### Tabor kolejowy

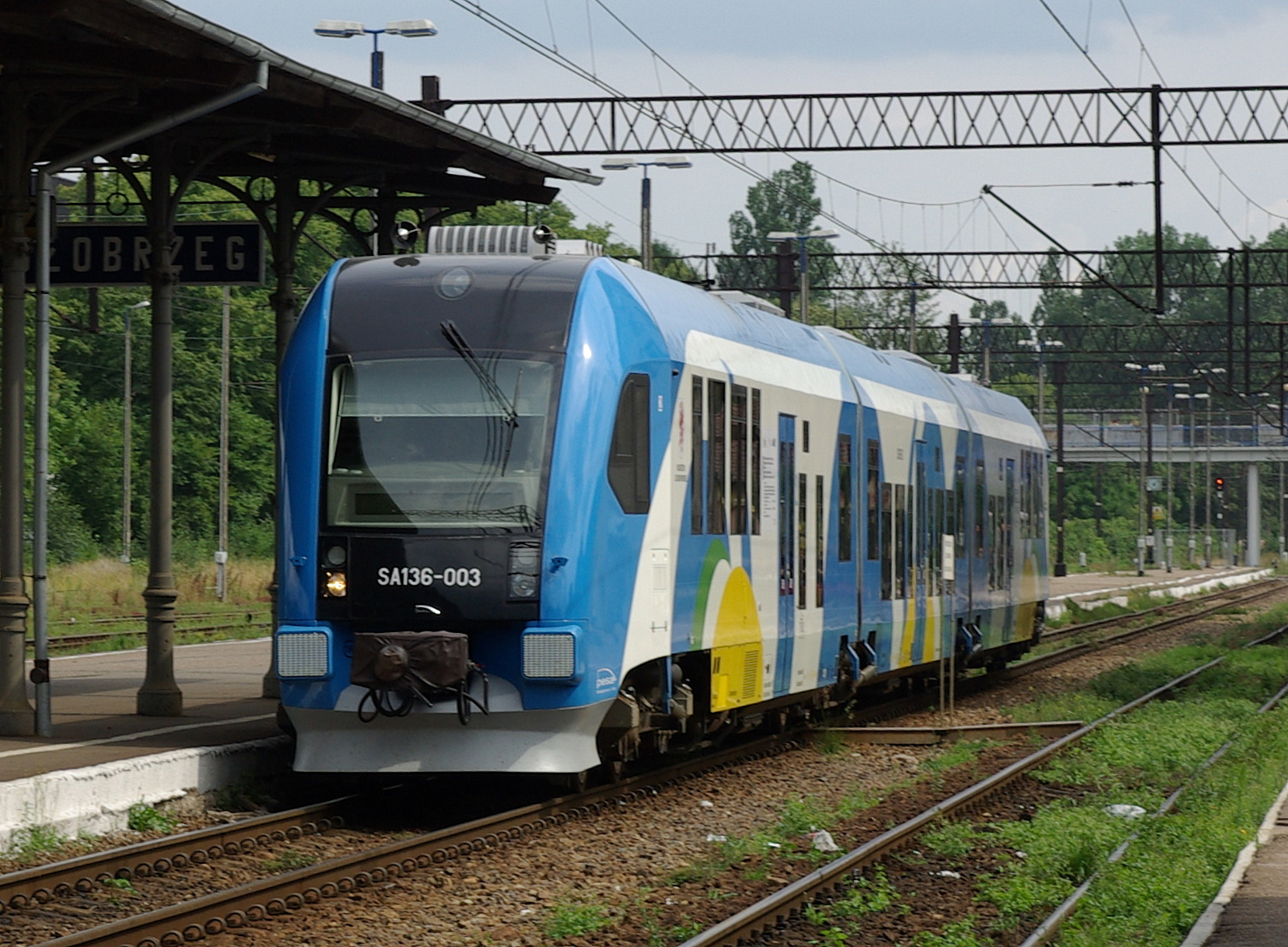
SA136-003 na stacji Kołobrzeg

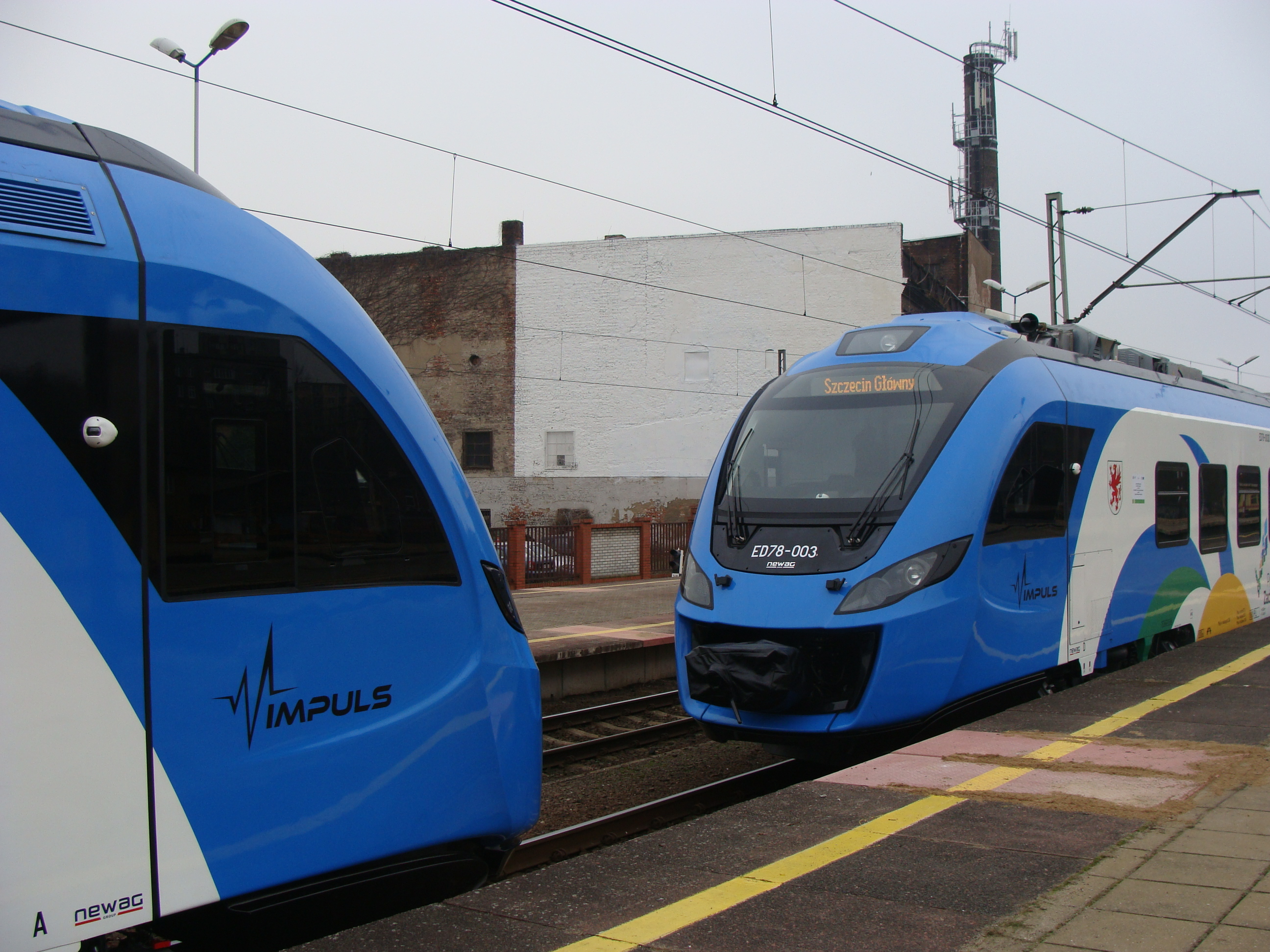
Zachodniopomorskie ED78 na stacji Szczecin Główny

Województwo zachodniopomorskie jest obecnie właścicielem 13 pojazdów spalinowych (w tym jednego muzealnego), 42 elektrycznych i 12 dwunapędowych. Pojazdy te są udostępnione spółce Polregio w celu realizacji połączeń pociągami osobowymi na terenie województwa oraz przyległych (m.in. do Słupska, Poznania czy Zielonej Góry). Stacjonują w dwóch lokomotywowniach – Szczecin Wzgórze Hetmańskie oraz Kołobrzeg. Województwo jako pierwsze w Polsce zamówiło dwa elektryczno-spalinowe zespoły trakcyjne z opcją na kolejne 10 sztuk. Po dostarczeniu dwóch egzemplarzy zamówiono pięć dodatkowych pojazdów.
| Seria         | Typ    | Rodzaj napędu         | Numery                                          | Liczba | Producent  | Lata dostaw |                      |
| ------------- | ------ | --------------------- | ----------------------------------------------- | ------ | ---------- | ----------- | -------------------- |
| SN61          |        | spalinowy             | 183                                             | 1      | Ganz-MÁVAG | 1972        | [ 57 ] [ 58 ]        |
| SA103         | 214Ma  | spalinowy             | 008 ÷ 010                                       | 3      | Pesa       | 2005        | [ 59 ]               |
| SA136 Atribo  | 219M   | spalinowy             | 001 ÷ 006, 010 ÷ 012                            | 9      | Pesa       | 2010–2011   | [ 59 ] [ 60 ] [ 61 ] |
| EN63A Impuls  | 36WEa  | elektryczny           | 031 ÷ 048                                       | 18     | Newag      | 2017–2018   | [ 62 ]               |
| ED78 Impuls   | 31WE   | elektryczny           | 001 ÷ 009, 011 ÷ 013, 015, 017 ÷ 021, 025 ÷ 028 | 22     | Newag      | 2013–2018   | [ 63 ] [ 62 ]        |
| EN63H Impuls  | 36WEh  | elektryczno-spalinowy | 001 ÷ 012                                       | 12     | Newag      | 2020–2022   | [ 55 ] [ 64 ] [ 65 ] |
| 31WEbb Impuls | 31WEbb | elektryczny           | 020 ÷ 027                                       | 8      | Newag      | 2024        | [ 66 ]               |

### Transport wodny

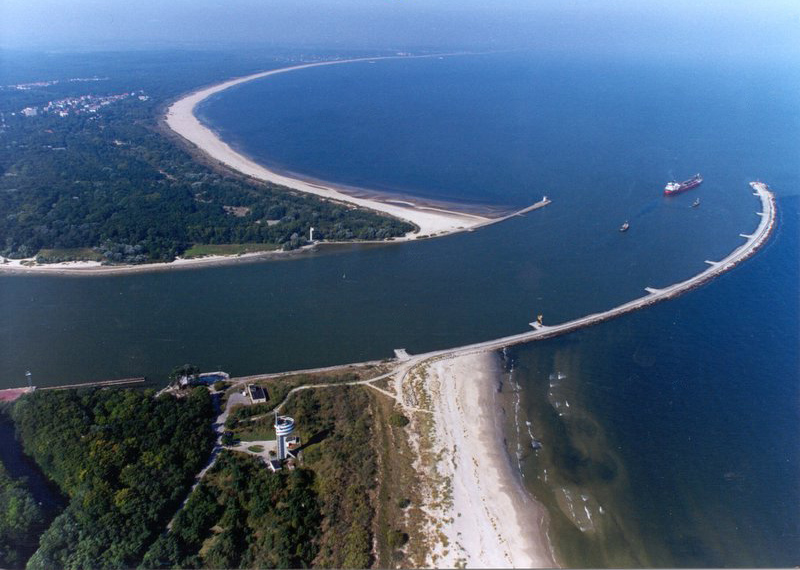
Falochrony portu Świnoujście w Bramie Świny przy Morzu Bałtyckim

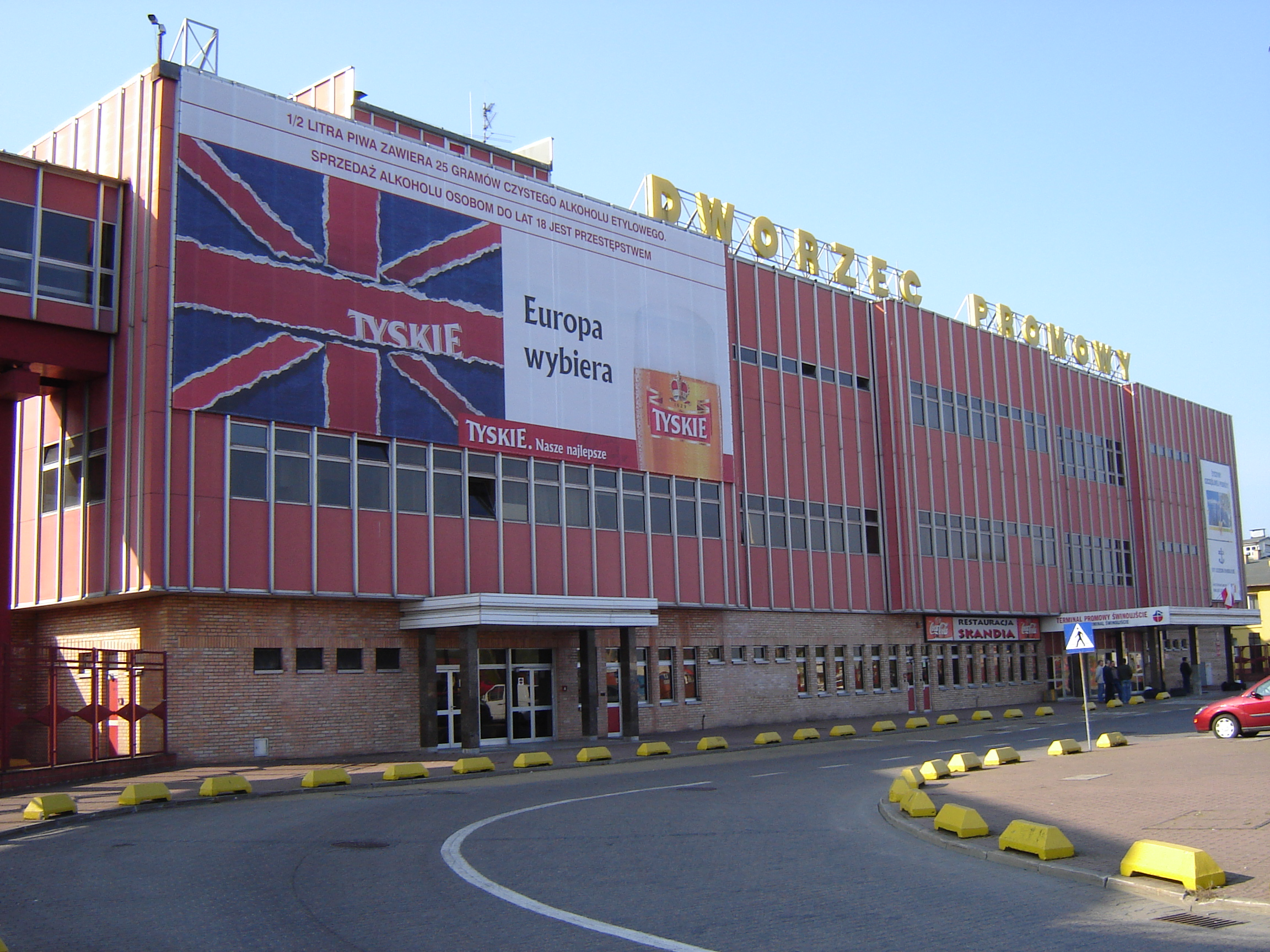
Terminal Promowy Świnoujście

Na wybrzeżu województwa zachodniopomorskiego znajduje się pięć morskich portów handlowych: w Szczecinie, Świnoujściu, Kołobrzegu, Policach i Darłowie oraz 9 małych portów bałtyckich i 13 przystani rybackich. Na terenie województwa realizowane jest ok. 90% pasażerskiego ruchu promowego i 47% przeładunków w Polsce. Z uwagi na zły stan techniczny małe porty i przystanie wymagają kosztownych prac modernizacyjnych. Prawnie na terenie województwa ustalono 18 portów morskich i 8 przystani morskich.
Region ma dogodny układ śródlądowych dróg wodnych łączących porty ujścia Odry z krajami UE, a szczególnie z Niemcami. Aktualny stan zabudowy hydrotechnicznej drogi wodnej na odcinku Szczecin-Kostrzyn nad Odrą nie pozwala na pełne wykorzystanie jej możliwości transportowych.
- Transport morski:
  - Tor wodny Świnoujście–Szczecin
- Transport śródlądowy:
  - międzynarodowa droga wodna: Świnoujście – Szczecin – Gryfino – Widuchowa – Hohensaaten – Eberswalde – Berlin
  - Odrzańska Droga Wodna
  - port Szczecin – port Police

Na terenie woj. zachodniopomorskiego utworzono 8 morskich przejść granicznych w: Darłowie, Dziwnowie, Kołobrzegu, Mrzeżynie, Nowym Warpnie, Trzebieży, Szczecinie i Świnoujściu.

### Transport lotniczy

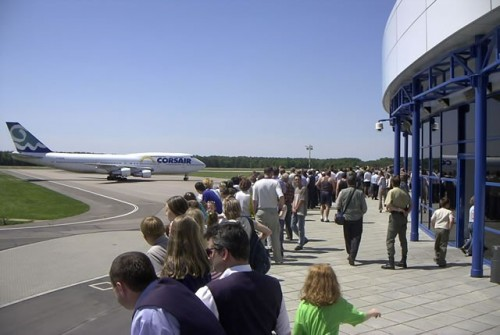
Port lotniczy Szczecin-Goleniów

Na obszarze województwa zlokalizowane są następujące lotniska:
- port lotniczy Szczecin-Goleniów – port lotniczy należący do podstawowej sieci lotnisk w kraju. W pełni przystosowany do obsługi cywilnego ruchu pasażerskiego i towarowego, zgodnie z wymogami ICAO. Jest również lotniczym przejściem granicznym[68]
- Szczecin-Dąbie – lotnisko cywilne o nawierzchni trawiastej (aeroklub, baza lotnictwa sanitarnego)
- lotniska wojskowe: Świdwin, Mirosławiec, Oleszno, Darłowo
- lotniska powojskowe (których infrastruktura lotniskowa jest na ogół zdewastowana): Płoty, Dziwnów, Zegrze Pomorskie, Borne Sulinowo, Stargard-Kluczewo, Chojna, Wilcze Laski, Bagicz, Broczyno-Trzciniec.

### Transport rowerowy
Na terenie województwa trwa budowa 4 głównych tras rowerowych:
- Velo Baltica (EuroVelo nr 10 i 13),
- Trasa Pojezierzy Zachodnich (nr 20 i 20a),
- Stary Kolejowy Szlak (nr 15 i 15a),
- Blue Velo[g] (nr 3).

## Turystyka

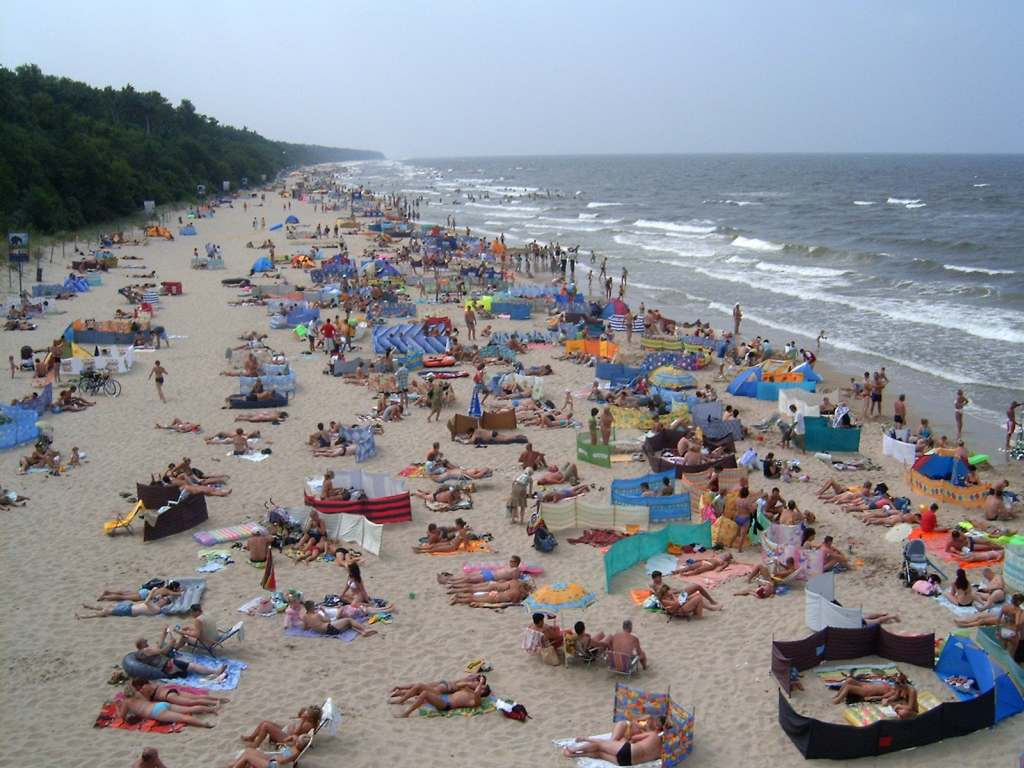
Kąpielisko letnie w Pobierowie

W ciągu całego 2022 z obiektów znajdujących się na terenie województwa skorzystało 3,26 mln turystów, z których 0,728 mln (22,3%) stanowili turyści zagraniczni. Na terenie województwa znajdowało się 1397 obiektów całorocznego zakwaterowania, które posiadały 143 289 miejsc noclegowych. W województwie było 285 obiektów hotelowych mających 32 955 miejsc noclegowych.

## Demografia
Struktura demograficzna mieszkańców woj. zachodniopomorskiego według danych z 31 grudnia 2007:
| Opis                                | Ogółem    | Ogółem | Kobiety | Kobiety | Mężczyźni | Mężczyźni |
| ----------------------------------- | --------- | ------ | ------- | ------- | --------- | --------- |
| Jednostka                           | osób      | %      | osób    | %       | osób      | %         |
| Populacja                           | 1 692 271 | 100    | 870 319 | 51,43   | 821 952   | 48,57     |
| Wiek przedprodukcyjny (0–17 lat)    | 329 706   | 19,48  | 160 630 | 9,49    | 169 076   | 9,99      |
| Wiek produkcyjny (18–65 lat)        | 1 115 412 | 65,91  | 539 463 | 31,88   | 575 949   | 34,03     |
| Wiek poprodukcyjny (powyżej 65 lat) | 247 153   | 14,6   | 170 226 | 10,06   | 76 927    | 4,55      |

Struktura demograficzna mieszkańców woj. zachodniopomorskiego według danych z 30 czerwca 2012:

Liczba ludności (dane z 30 czerwca 2012):
|        | Ogółem    | Ogółem | Kobiety | Kobiety | Mężczyźni | Mężczyźni |
| osób   | %         | osób   | %       | osób    | %         |           |
| ------ | --------- | ------ | ------- | ------- | --------- | --------- |
| Ogółem | 1 722 149 | 100    | 883 318 | 51,29   | 838 831   | 48,71     |
| Miasto | 1 184 590 | 68,79  | 616 692 | 35,81   | 567 898   | 32,98     |
| Wieś   | 537 559   | 31,21  | 266 626 | 15,48   | 270 933   | 15,73     |

▶Wieś vs ▶miasto
Ogółem (▶k, ▶m)
Miasto (▶k, ▶m)
Wieś (▶k, ▶m)
Struktura płci i wieku w województwie zachodniopomorskim według danych z 30 czerwca 2008 roku:
W 2002 w powszechnym spisie ludności na 1 698 214 mieszkańców woj. zachodniopomorskiego przeważająca większość zdeklarowała narodowość polską. Największą grupą obywateli polskich w województwie należącą do mniejszości narodowej lub etnicznej była mniejszość ukraińska, do której należało 3703 osób, co stanowiło 0,218% ogółu mieszkańców. Drugą grupą była mniejszość niemiecka licząca 1014 osób, stanowiącą 0,0597% mieszkańców.
Tylko 1 osoba w woj. zachodniopomorskim zadeklarowała używanie w kontaktach domowych języka kaszubskiego, który jest językiem regionalnym Pomorza.

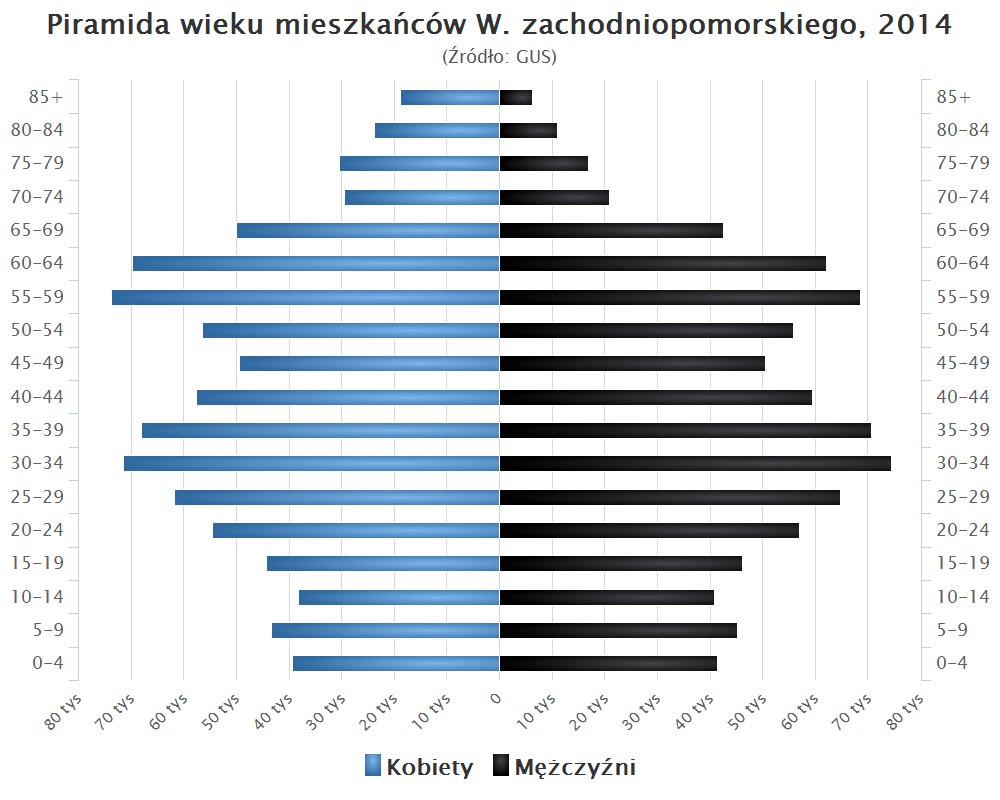
Piramida wieku mieszkańców W. zachodniopomorskiego w 2014

| Mniejszość            | Liczba osób | Procentowy udział w województwie | Liczba osób deklarujących używanie w kontaktach domowych języka mniejszości | Procentowy udział w województwie |
| --------------------- | ----------- | -------------------------------- | --------------------------------------------------------------------------- | -------------------------------- |
| Mniejszość białoruska | 117         | 0,0069%                          | 39                                                                          | 0,0023%                          |
| Mniejszość czeska     | 6           | 0,0004%                          | 11                                                                          | 0,0007%                          |
| Mniejszość litewska   | 67          | 0,0039%                          | 23                                                                          | 0,0013%                          |
| Mniejszość łemkowska  | 66          | 0,0039%                          | 25                                                                          | 0,0015%                          |
| Mniejszość niemiecka  | 1014        | 0,0597%                          | 5581                                                                        | 0,3286%                          |
| Mniejszość ormiańska  | 8           | 0,0005%                          | 13                                                                          | 0,0008%                          |
| Mniejszość romska     | 699         | 0,0412%                          | 768                                                                         | 0,0452%                          |
| Mniejszość rosyjska   | 221         | 0,0130%                          | 618                                                                         | 0,0364%                          |
| Mniejszość słowacka   | 2           | 0,0001%                          | 12                                                                          | 0,0007%                          |
| Mniejszość tatarska   | 9           | 0,0001%                          | 0                                                                           | 0,0000%                          |
| Mniejszość ukraińska  | 3703        | 0,2180%                          | 2407                                                                        | 0,1417%                          |
| Mniejszość żydowska   | 44          | 0,0026%                          | 3                                                                           | 0,0002%                          |

## Kultura

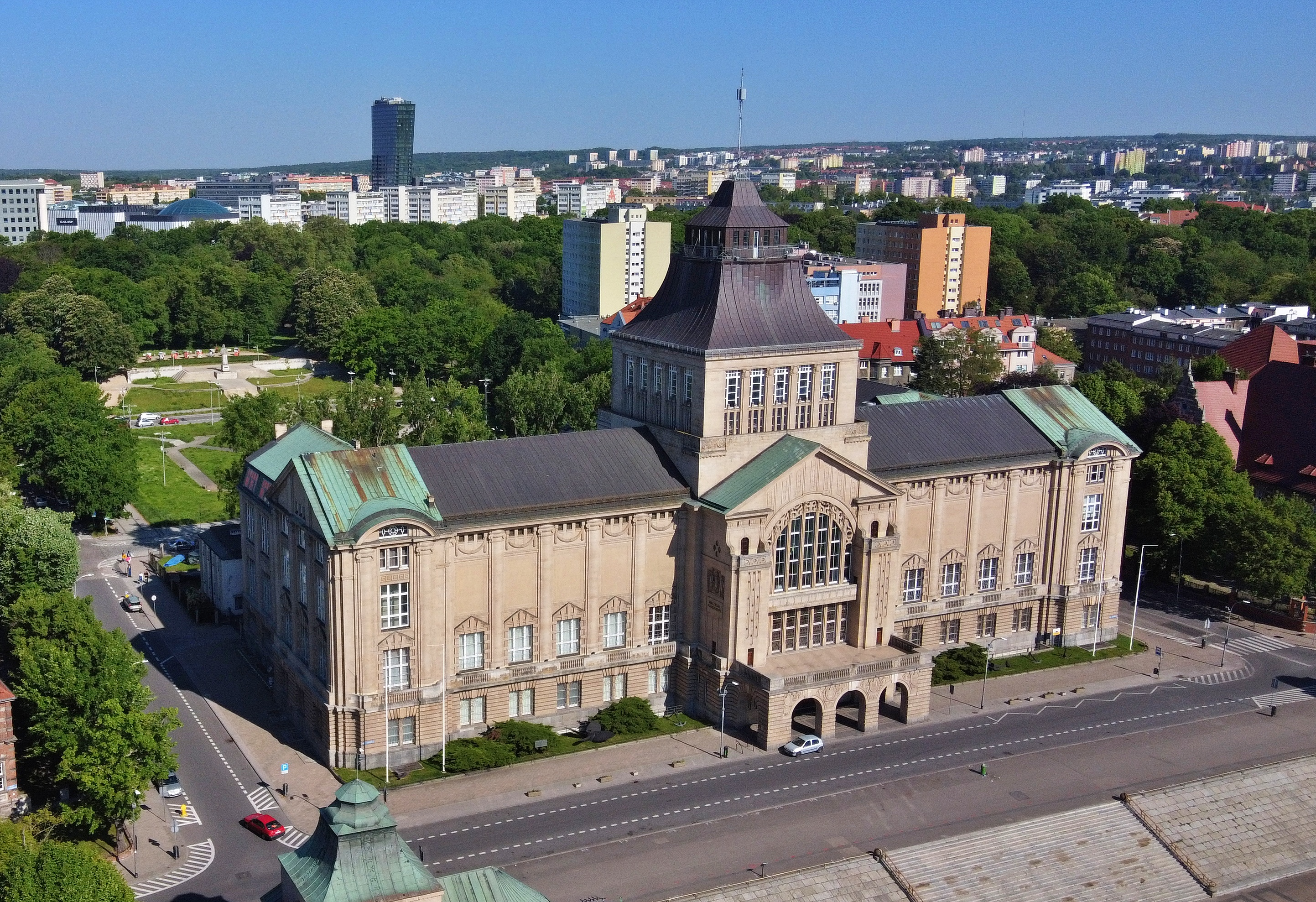
Teatr Współczesny i Muzeum Narodowe w Szczecinie

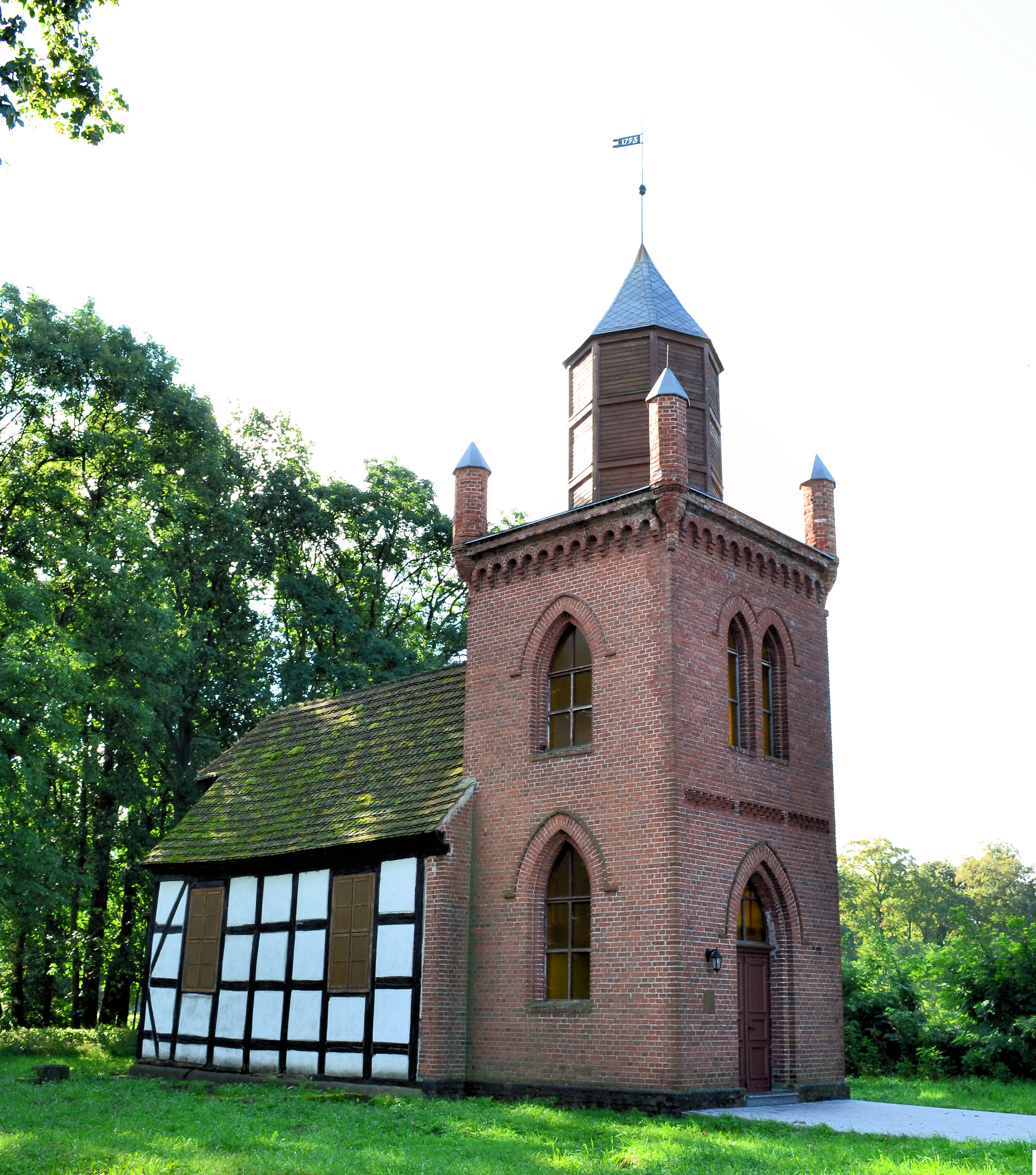
Kościół św. Huberta w Nowym Warpnie

Na terenie województwa w 2008 znajdowało się 482 placówek bibliotecznych i 24 kina stałe. Działały 22 muzea, 12 teatrów i instytucji muzycznych, 15 galerii i salonów sztuki.
W 2014 placówek muzealnych było 32, w tym 14 miało status muzeum w rozumieniu ustawodawczym. Cztery z nich kontynuują tradycje instytucji sprzed czasów II wojny światowej (Muzeum Narodowe w Szczecinie oraz Skarbiec Katedralny w Kamieniu Pomorskim, muzeum w Koszalinie i Darłowie), a w tych powyższych (poza kamieńskim) oraz w Muzeum Pojezierza Myśliborskiego w Myśliborzu, Muzeum Archeologiczno-Historyczne w Stargardzie, Muzeum Oręża Polskiego w Kołobrzegu, a także Muzeum Regionalne w Szczecinku udostępniają również swoje zbiory biblioteczne. Większość z powyższych (z wyłączeniem placówek w Kamieniu Pomorskim i Myśliborzu), a także Muzeum Historii Ziemi Kamieńskiej w Kamieniu Pomorskim oraz Zamek Książąt Pomorskich w Szczecinie posiada w swoich zbiorach starodruki.
Największą biblioteką jest Książnica Pomorska im. Stanisława Staszica w Szczecinie, która 31 grudnia 2006 r. posiadała 1,05 mln książek i czasopism, a także 453,8 tys. pozycji ze zbiorów specjalnych.

### Tradycje
Na liście produktów tradycyjnych Ministerstwa Rolnictwa i Rozwoju Wsi znajduje się 32 produktów z woj. zachodniopomorskiego:

- Pasztet z gęsi
- Szynka świdwińska
- Kiełbasa krucha domowa
- Paprykarz szczeciński
- Sielawa wędzona z Pojezierza Drawskiego
- Sieja miedwieńska (sieja miedwiańska)
- Miedwieńskie (miedwiańskie) ryby wędzone
- Śledzie po szczecińsku
- Jeziorowy ogórek kiszony
- Kapusta kiszona z beczki
- Ogórek kołobrzeski
- Konfitura szczecińska z owoców róży
- Konfitura szczecińska z zielonych pomidorów
- Ziemniak wyszoborski
- Chleb razowy koprzywieński
- Pierniki szczecińskie
- Chleb wiejski wojenny
- Chleb gwdowski
- Choszczeńska strucla z makiem
- Miód drahimski
- Miody przelewickie
- Miody wałeckie
- Akacjowy miód cedyński
- Miody z Lasu Świętej Marii
- Miody Puszczy Barlineckiej
- Miody Pojezierza Choszczeńskiego
- Pasztecik szczeciński
- Kiszka szwedzka
- Miód pitny trójniak
- Nalewka ze śliwek z Dębiny
- Wino ze śliwek
- Grzyby marynowane z szyszką

Na Pomorzu Zachodnim kultywowane są tradycje związane z morzem, m.in. w formie imprez cyklicznych jak czerwcowe Dni Morza w Szczecinie i Łarpia Sail Festival w Policach.

## Oświata

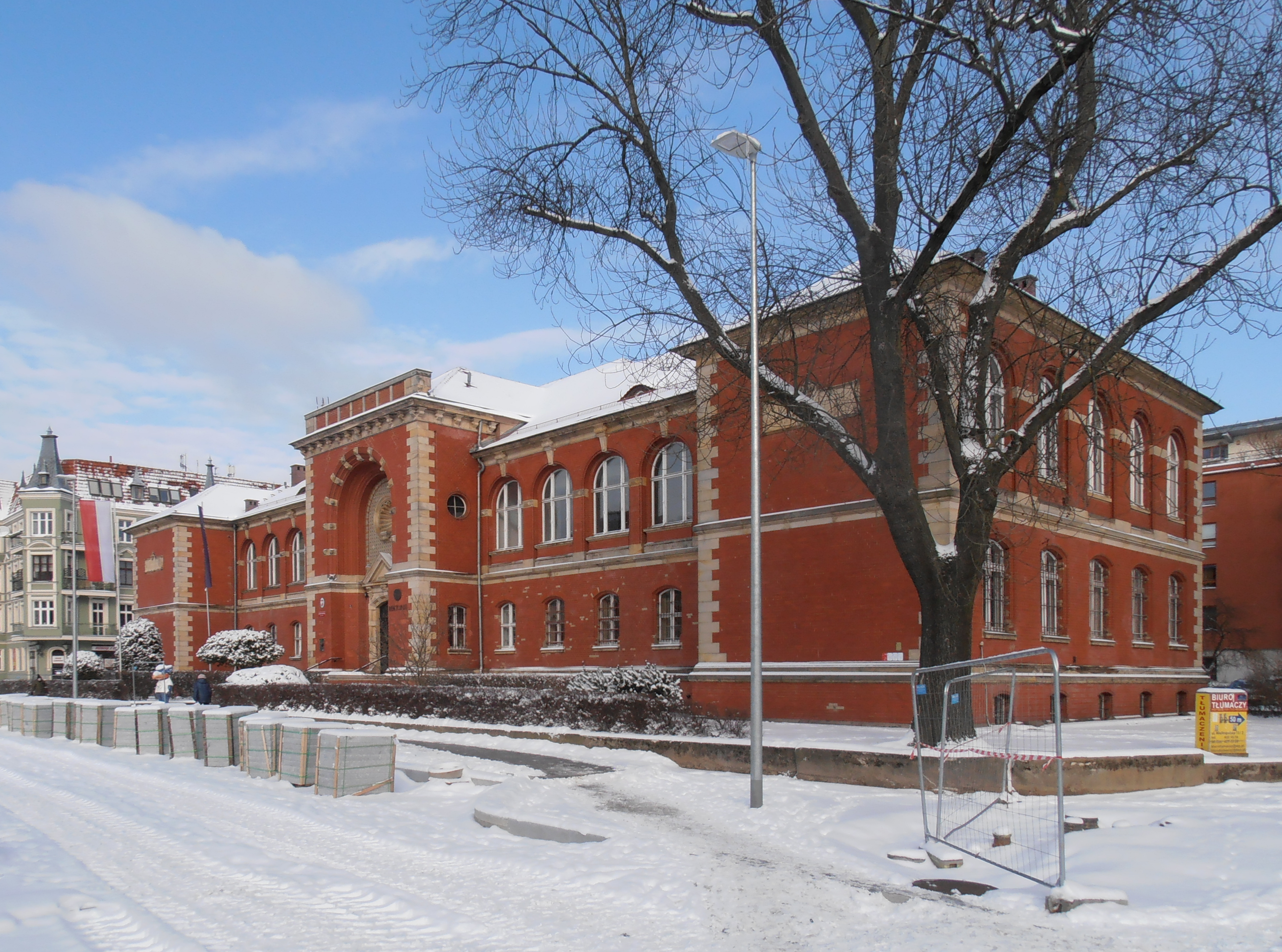
Budynek rektoratu Uniwersytetu Szczecińskiego

Realizacją polityki oświatowej na terenie województwa kieruje Zachodniopomorski Kurator Oświaty. Kuratorium ma siedzibę w Szczecinie, posiadając także 2 delegatury: w Koszalinie i Wałczu.
Na obszarze woj. zachodniopomorskiego w roku szkolnym 2022/23 znajdowało się 525 szkół podstawowych, 91 techników, 107 liceów ogólnokształcących, 97 szkół branżowych I i II stopnia, 5 szkół ogólnokształcących artystycznych, 59 szkół policealnych i 45 szkół dla dorosłych, a ponadto funkcjonowało 14 szkół wyższych, w których studiowało ogółem 31,8 tys. osób.
Samorząd województwa prowadzi dwie placówki doskonalenia nauczycieli, których celem jest zapewnienie dostępu do różnorodnych form doskonalenia i dokształcania oraz kompleksowej informacji pedagogicznej. Na obszarze całego województwa działa Zachodniopomorskie Centrum Doskonalenia Nauczycieli z siedzibą w Szczecinie, która ma także oddziały zamiejscowe w: Goleniowie, Gryficach, Myśliborzu, Pyrzycach i Świnoujściu. Na terenie powiatów: białogardzkiego, drawskiego, kołobrzeskiego, koszalińskiego, sławieńskiego, świdwińskiego, szczecineckiego i w Koszalinie działa Centrum Edukacji Nauczycieli w Koszalinie.

## Sport

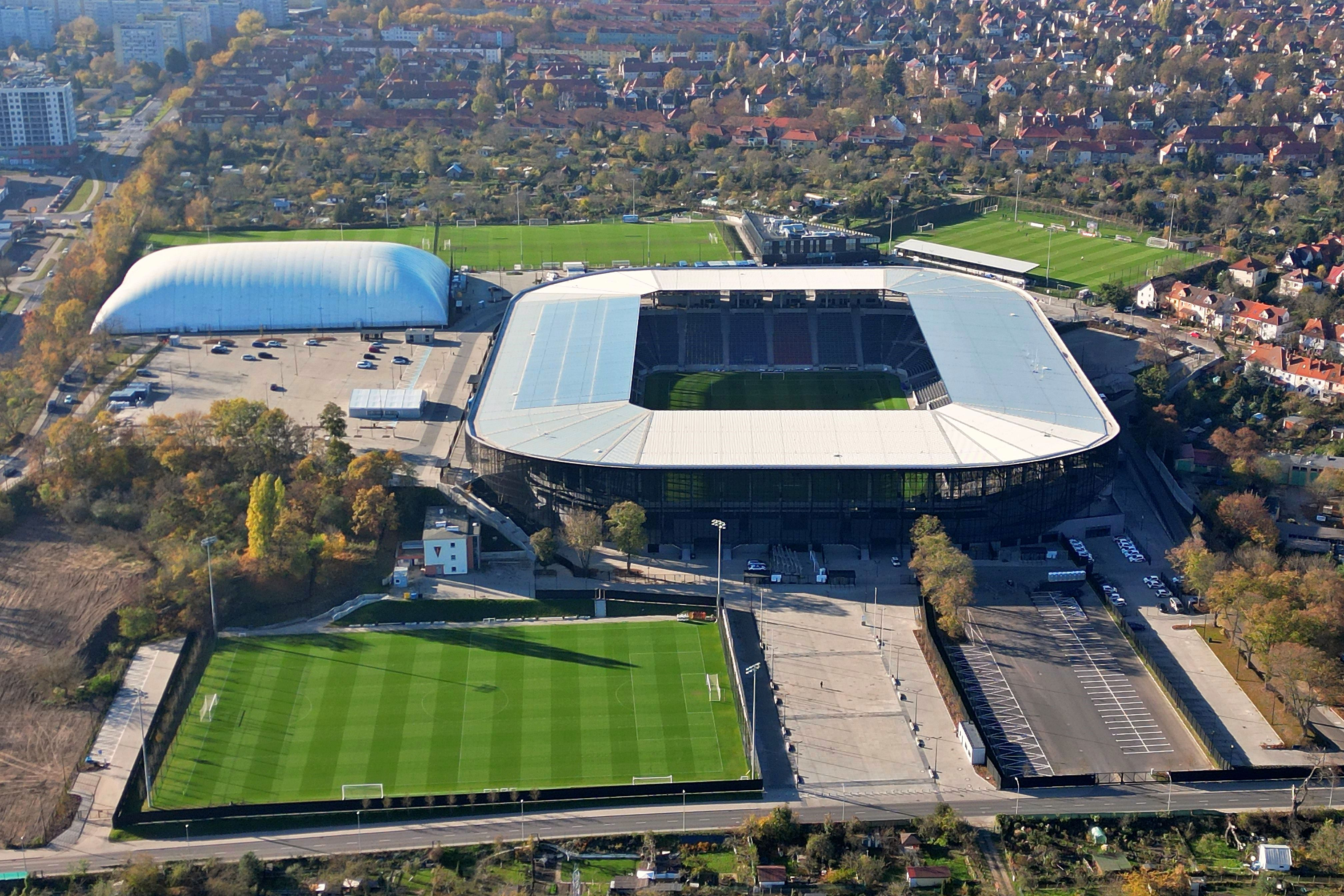
Stadion Miejski w Szczecinie

Na terenie województwa w 2008 we wszystkich dyscyplinach działało 643 klubów sportowych, w których ćwiczyło łącznie 43,1 tys. osób.
W najwyższych rozgrywkach krajowych w 2024 roku występowały następujące drużyny:
- koszykówka mężczyzn: King Szczecin, Spójnia Stargard;
- piłka nożna mężczyzn: Pogoń Szczecin;
- piłka nożna kobiet: Pogoń Szczecin;
- piłka ręczna kobiet: PR Koszalin;
- piłka siatkowa kobiet: KPS Chemik Police;
- piłka wodna mężczyzn: Arkonia Szczecin.

Największym obiektem sportowym w województwie jest Stadion Miejski w Szczecinie, który może pomieścić 21 tys. osób. Stadion jest wykorzystywany do meczów piłki nożnej. Stadiony lekkoatletyczne znajdują się w Szczecinie, Białogardzie oraz w Koszalinie.

## Administracja i polityka

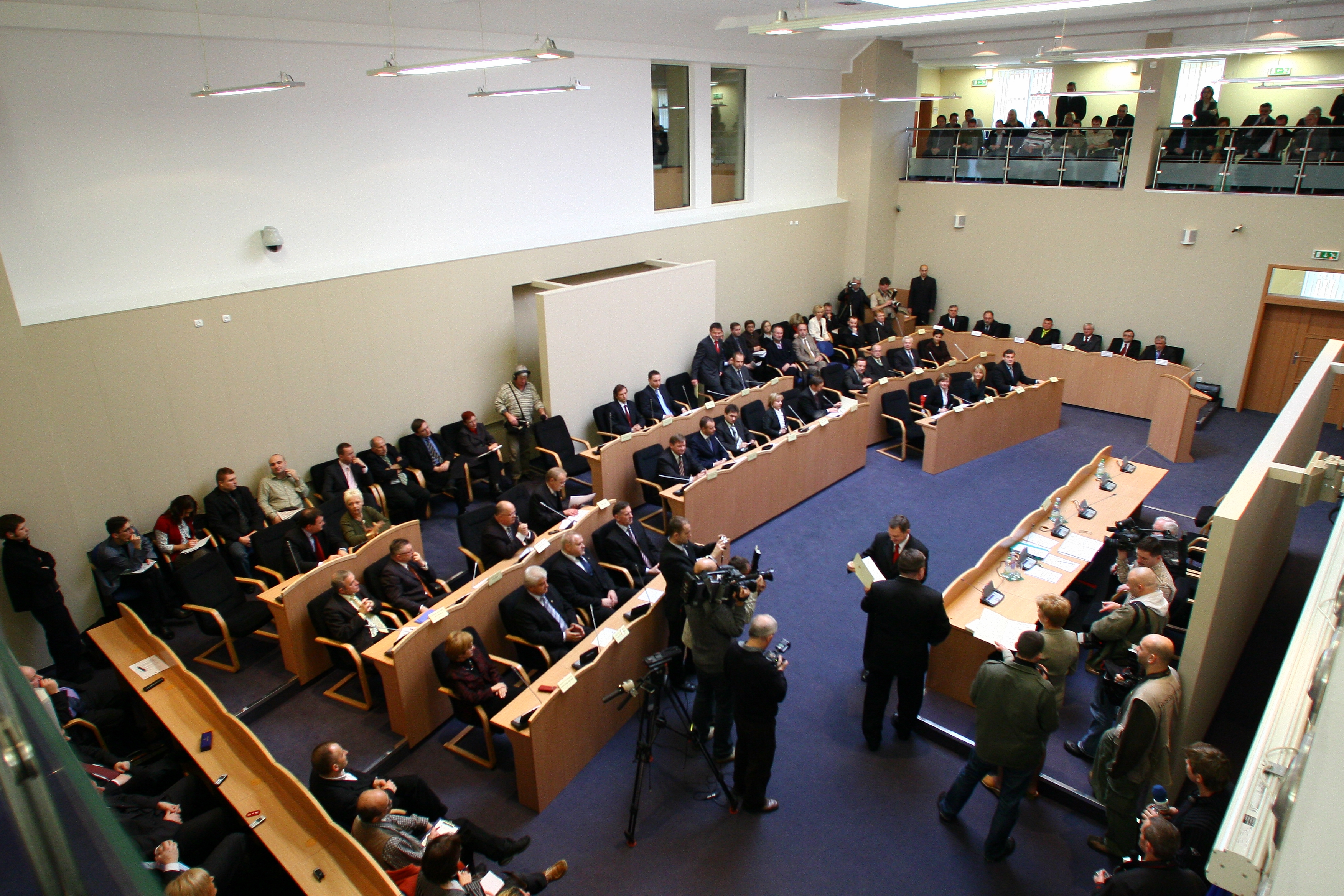
Sesja Sejmiku Województwa Zachodniopomorskiego

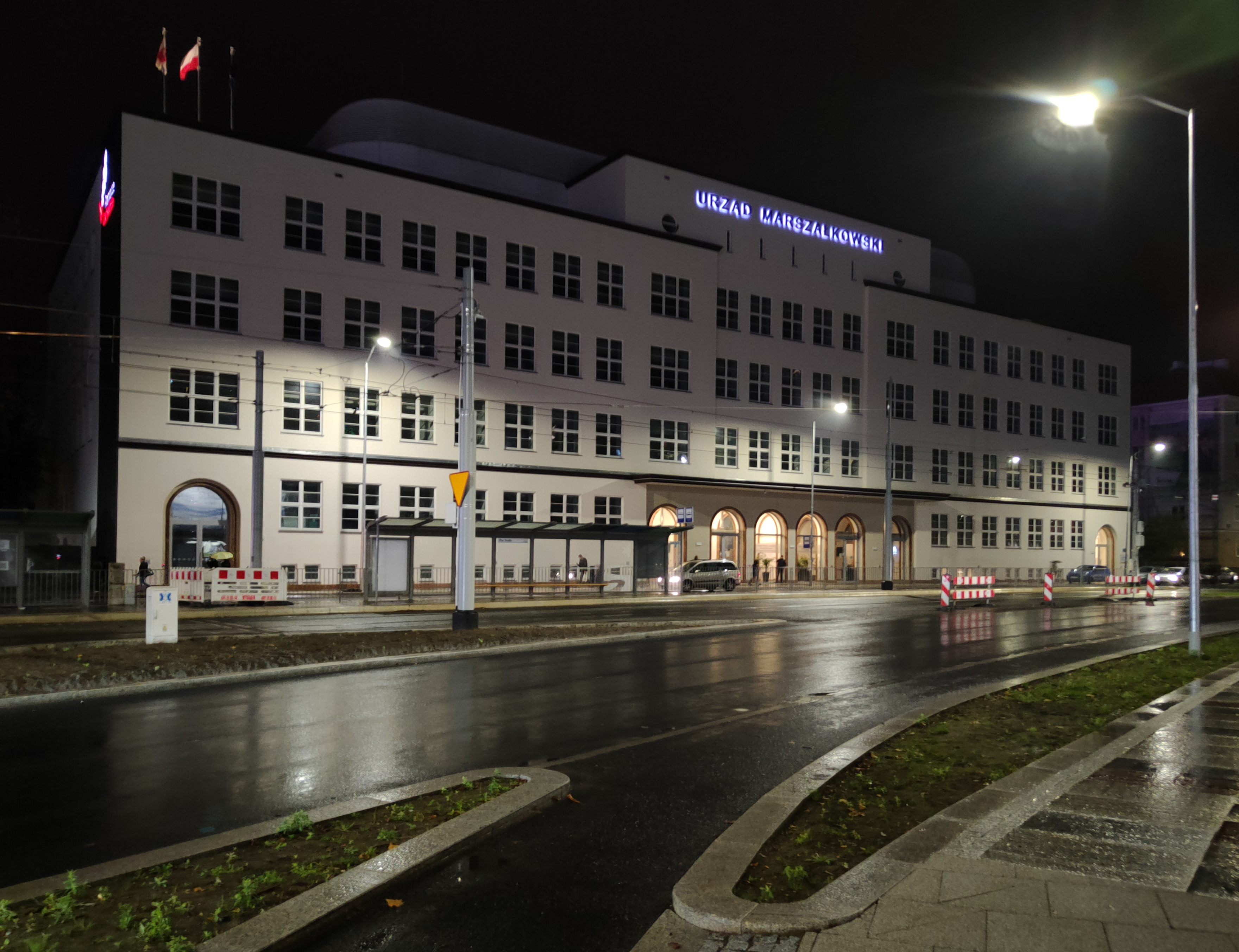
Urząd Marszałkowski Województwa Zachodniopomorskiego

Choć sejmik, marszałek i wojewoda rezydują w Szczecinie, to niektóre instytucje rangi wojewódzkiej mają swą główną siedzibę w Koszalinie.

### Reprezentacja wParlamencie RP(poWyborach parlamentarnych w Polsce w 2023 roku)

#### Sejm Rzeczypospolitej Polskiej
Okręg wyborczy nr 40:
| poseł               | komitet wyborczy                                      | źródło |
| ------------------- | ----------------------------------------------------- | ------ |
| Bartosz Arłukowicz  | KKW Koalicja Obywatelska                              | [ 91 ] |
| Marek Hok           | KKW Koalicja Obywatelska                              | [ 91 ] |
| Renata Rak          | KKW Koalicja Obywatelska                              | [ 91 ] |
| Paweł Suski         | KKW Koalicja Obywatelska                              | [ 91 ] |
| Radosław Lubczyk    | KKW Trzecia Droga (Polska) PSL-PL2050 Szymona Hołowni | [ 91 ] |
| Małgorzata Golińska | KW Prawo i Sprawiedliwość                             | [ 91 ] |
| Czesław Hoc         | KW Prawo i Sprawiedliwość                             | [ 91 ] |
| Paweł Szefernaker   | KW Prawo i Sprawiedliwość                             | [ 91 ] |

Okręg wyborczy nr 41:
| poseł                | komitet wyborczy          | źródło |
| -------------------- | ------------------------- | ------ |
| Dariusz Wieczorek    | KW Nowa Lewica            | [ 92 ] |
| Magdalena Filiks     | KKW Koalicja Obywatelska  | [ 92 ] |
| Artur Łącki          | KKW Koalicja Obywatelska  | [ 92 ] |
| Grzegorz Napieralski | KKW Koalicja Obywatelska  | [ 92 ] |
| Patryk Jaskulski     | KKW Koalicja Obywatelska  | [ 92 ] |
| Arkadiusz Marchewka  | KKW Koalicja Obywatelska  | [ 92 ] |
| Sławomir Nitras      | KKW Koalicja Obywatelska  | [ 92 ] |
| Zbigniew Bogucki     | KW Prawo i Sprawiedliwość | [ 92 ] |
| Marek Gróbarczyk     | KW Prawo i Sprawiedliwość | [ 92 ] |
| Dariusz Matecki      | KW Prawo i Sprawiedliwość | [ 92 ] |
| Artur Szałabawka     | KW Prawo i Sprawiedliwość | [ 92 ] |

#### Senat Rzeczypospolitej Polskiej
| senator             | komitet wyborczy         | okręg wyborczy | źródło |
| ------------------- | ------------------------ | -------------- | ------ |
| Tomasz Grodzki      | KKW Koalicja Obywatelska | nr 97          | [ 93 ] |
| Magdalena Kochan    | KKW Koalicja Obywatelska | nr 98          | [ 94 ] |
| Janusz Gromek       | KKW Koalicja Obywatelska | nr 99          | [ 95 ] |
| Stanisław Gawłowski | KKW Koalicja Obywatelska | nr 100         | [ 96 ] |

### Samorząd województwa
Organem stanowiącym samorządu jest Sejmik Województwa Zachodniopomorskiego, składający się z 30 radnych, którzy są wybierani przez mieszkańców województwa w 5 okręgach wyborczych. Siedzibą sejmiku województwa jest Szczecin.
Sejmik wybiera organ wykonawczy województwa, którym jest zarząd województwa, składający się z 5 członków z przewodniczącym mu marszałkiem. W Koszalinie znajduje się także wydział zamiejscowy urzędu marszałkowskiego.
W 2016 r. wydatki budżetu samorządu woj. zachodniopomorskiego wynosiły 576,75 mln zł, a dochody budżetu 667,4 mln zł. Zobowiązania (dług publiczny) samorządu według danych na koniec 2016 r. wynosiły 272,4 mln zł, co stanowiło 40,8% wysokości wykonywanych dochodów.
Największe środki z budżetu samorządu województwa przeznacza się na transport i łączność (w 2016 r. – 51,8% wydatków tj. 298,9 mln zł).
| Rok  | Wykonane wydatki [mln zł] | Wykonane dochody [mln zł] | Zobowiązania [mln zł] | Wskaźnik zadłużenia do dochodu [%] |
| ---- | ------------------------- | ------------------------- | --------------------- | ---------------------------------- |
| 2016 | 576,75                    | 667,42                    | 272,39                | 40,8%                              |
| 2015 | 738,58                    | 770,23                    | 315,81                | 41,0%                              |
| 2014 | 870,66                    | 844,64                    | 323,50                | 38,3%                              |
| 2013 | 829,58                    | 792,32                    | 308,39                | 38,9%                              |
| 2012 | 822,68                    | 786,68                    | 267,70                | 34,0%                              |
| 2011 | 852,51                    | 743,12                    | 250,23                | 33,7%                              |
| 2010 | 786,13                    | 735,79                    | 153,86                | 20,9%                              |
| 2009 | 1091,43                   | 1075,12                   | 53,75                 | 5,0%                               |
| 2008 | 536,04                    | 541,06                    | 37,23                 | 6,9%                               |
| 2007 | 452,16                    | 485,80                    | 62,25                 | 12,8%                              |
| 2006 | 376,07                    | 375,10                    | 60,00                 | 16,0%                              |
| 2005 | 328,32                    | 272,66                    | 53,30                 | 19,5%                              |
| 2004 | 235,00                    | 254,60                    | 8,01                  | 3,1%                               |
| 2003 | 210,36                    | 203,44                    | 8,76                  | 4,3%                               |
| 2002 | 200,70                    | 201,52                    | 2,64                  | 1,3%                               |

Zobowiązania (dług publiczny) samorządu woj. zachodniopomorskiego w mln zł w latach 2002–2016:
W 2012 przeciętne zatrudnienie administracji samorządu wojewódzkiego wynosiło 1443 osoby.
Marszałkowie Województwa Zachodniopomorskiego:
- Zbigniew Zychowicz – od 6 listopada 1998 do 26 stycznia 2000[115][116]
- Józef Jerzy Faliński – od 26 stycznia 2000[117]
- Zygmunt Meyer – od 9 grudnia 2002[118]
- Norbert Obrycki – od 18 grudnia 2006 do 22 kwietnia 2008[119][120]
- Władysław Husejko – od 22 kwietnia 2008[121]
- Olgierd Geblewicz – od 29 listopada 2010[122]

| Komitet Wyborczy       | Liczba radnych |
| ---------------------- | -------------- |
| Platforma Obywatelska  | 15/30          |
| Prawo i Sprawiedliwość | 10/30          |
| Trzecia Droga          | 3/30           |
| Lewica                 | 1/30           |
| Koalicja Samorządowa   | 1/30           |

### Budżety jednostek samorządu terytorialnego w woj. zachodniopomorskim
W 2013 r. wydatki budżetów wszystkich samorządów powiatów wynosiły 1266,4 mln zł, a dochody budżetów 1223,3 mln zł. Zadłużenie samorządów powiatów na koniec 2013 r. wynosiło 370,0 mln zł, co stanowiło 30,2% wysokości wykonywanych dochodów.
W 2013 r. wydatki budżetów wszystkich samorządów miast na prawach powiatu wynosiły 2465,1 mln zł, a dochody budżetów 2436,4 mln zł. Zadłużenie samorządów miast na prawach powiatu na koniec 2013 r. wynosiło 1310,9 mln zł, co stanowiło 53,8% wysokości wykonywanych dochodów.
W 2013 r. wydatki budżetów wszystkich samorządów gminnych wynosiły 4057,1 mln zł, a dochody budżetów 4056,9 mln zł. Zadłużenie samorządów gminnych na koniec 2013 r. wynosiło 1688,1 mln zł, co stanowiło 41,6% wysokości wykonywanych dochodów.

### Administracja państwowa

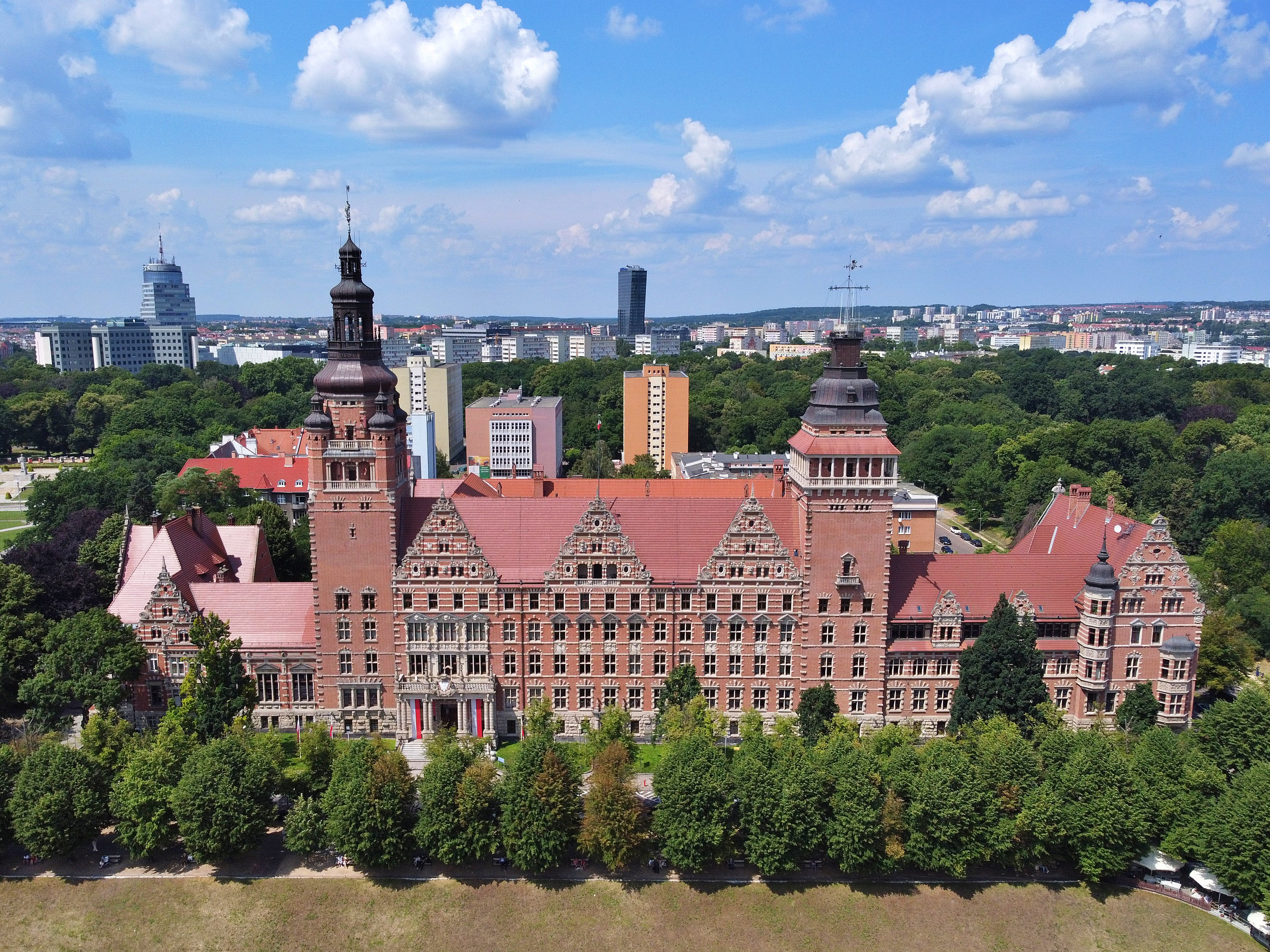
Gmach Zachodniopomorskiego Urzędu Wojewódzkiego na Wałach Chrobrego w Szczecinie

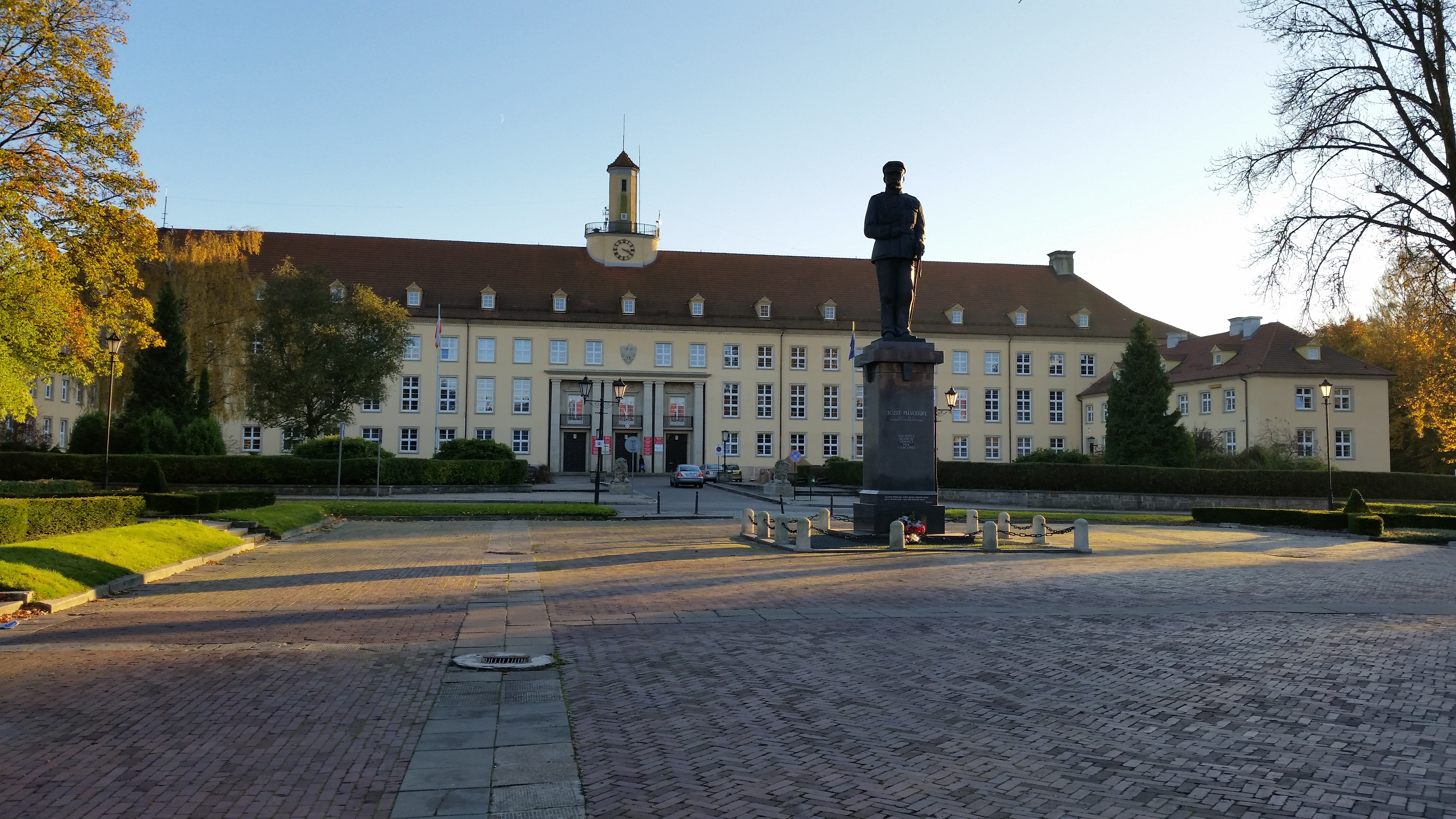
Budynek delegatury ZUW w Koszalinie

W 2012 przeciętne zatrudnienie administracji państwowej w województwie wynosiło 7285 osób.
Terenowym organem administracji rządowej jest Wojewoda Zachodniopomorski, wyznaczany przez Prezesa Rady Ministrów. Siedzibą wojewody jest Szczecin, gdzie znajduje się urząd wojewódzki. Działa także delegatura urzędu w Koszalinie.
Wojewodowie Zachodniopomorscy:
- Władysław Lisewski – od 1 stycznia 1999 do 20 października 2001
- Stanisław Wziątek – od 20 października 2001 do 17 października 2005
- Robert Krupowicz – od 12 grudnia 2005 do 29 listopada 2007
- Marcin Zydorowicz – od 29 listopada 2007 do 27 lutego 2014
- Marek Tałasiewicz – od 12 marca 2014 do 8 grudnia 2015
- Piotr Jania – od 8 grudnia 2015 do 14 sierpnia 2016
- Krzysztof Kozłowski – od 7 września 2016 do 23 stycznia 2018
- Tomasz Hinc – od 5 marca 2018 do 29 listopada 2020
- Zbigniew Bogucki – od 30 listopada 2020[130] do 2 listopada 2023
- Adam Rudawski – od 20 grudnia 2023[131]

Wicewojewodowie:
- Grzegorz Jankowski – od 1999 do 2001
- Władysław Husejko – II wicewojewoda od 1999 do 2001
- Andrzej Durka – od 2001 do 2003
- Jan Sylwestrzak – od 2003 do 2005
- Marcin Sychowski – od 2005 do 2007
- Andrzej Chmielewski – od 2007 do 2010
- Ryszard Mićko – od 2011 do 2015
- Marek Subocz – od 15 grudnia 2015 do września 2021
- Tomasz Wójcik – od 1 października 2021 do grudnia 2023
- Mateusz Wagemann – II wicewojewoda od 13 stycznia 2022 do grudnia 2023
- Bartosz Brożyński – od 17 stycznia 2024
- Dawid Krystek  – II wicewojewoda od 17 stycznia 2024

### Polityka
Mieszkańcy województwa wybierają łącznie 20 posłów na Sejm w 2 okręgach wyborczych: nr 41 (siedziba okręgu Szczecin) i nr 40 (siedziba Koszalin). Mieszkańcy wybierają 4 senatorów w jednomandatowych okręgach wyborczych: nr 97, nr 98, nr 99, nr 100.
Do Parlamentu Europejskiego posłowie wybierani są z okręgu wyborczego nr 13, który obejmuje także województwo lubuskie.

Jednomandatowe okręgi wyborcze do Senatu RP
Okręgi wyborcze do Sejmu RP
Okręgi wyborcze do sejmiku województwa

### Sądownictwo

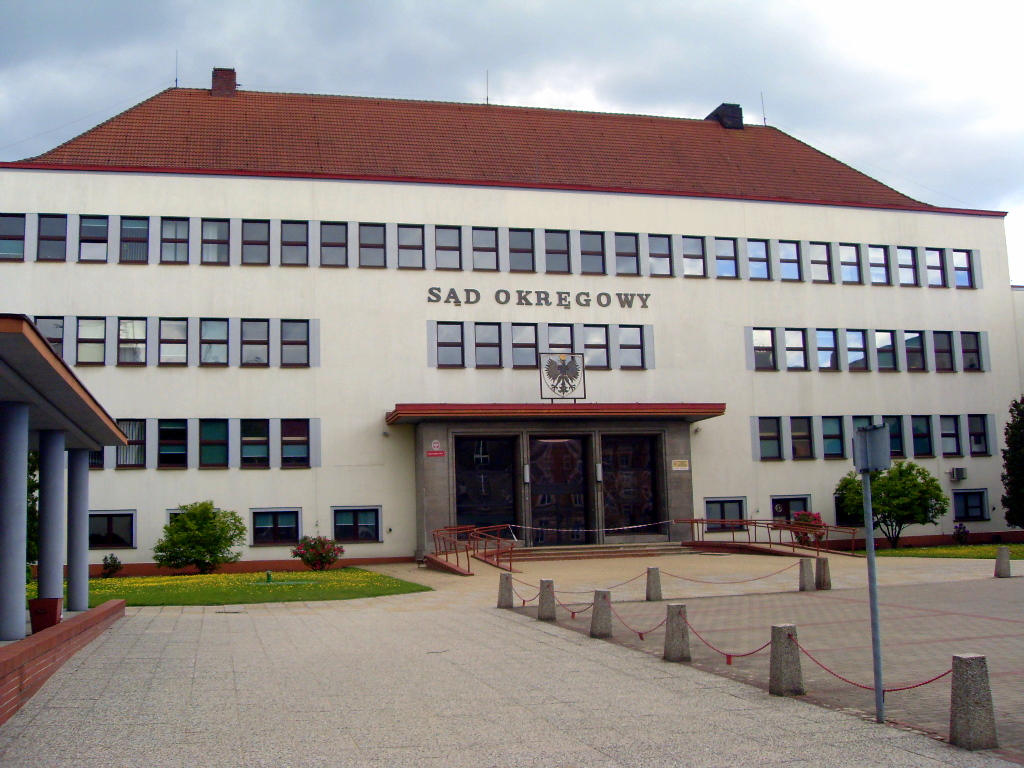
Sąd Okręgowy w Koszalinie

W województwie znajduje się jeden Sąd Apelacyjny w Szczecinie, w którego obszarze właściwości znajdują się 3 sądy okręgowe (także Gorzów Wielkopolski). Teren województwa zachodniopomorskiego jest objęty właściwością dwóch sądów okręgowych (w Szczecinie i Koszalinie) oraz 18 sądów rejonowych. Prócz tego istnieją 4 siedziby wydziałów zamiejscowych sądów rejonowych. Wydziały prawa pracy znajdują się przy 4 sądach rejonowych. Rozpoznawanie spraw gospodarczych zostało przekazane Sądowi Rejonowemu w Koszalinie oraz Sądowi Rejonowemu Szczecin-Centrum w Szczecinie.
Sądom powszechnym na obszarze woj. zachodniopomorskiego towarzyszy 1 prokuratura apelacyjna, 2 prokuratury okręgowe, 21 prokuratur rejonowych.
W Szczecinie znajduje się także wojewódzki sąd administracyjny. Woj. zachodniopomorskie posiada 2 samorządowe kolegia odwoławcze (Koszalin, Szczecin) posiadające swoje obszary właściwości miejscowej.

## Bezpieczeństwo publiczne
W województwie zachodniopomorskim działa centrum powiadamiania ratunkowego, które znajduje się w Szczecinie i które obsługuje zgłoszenia alarmowe kierowane do numerów alarmowych 112, 997, 998 i 999.

### Policja
Zachodniopomorska policja posiada 17 jednostek powiatowych i 3 miejskie.
Wskaźnik wykrywalności sprawców przestępstw stwierdzonych w 2009 r. w województwie wynosił 68,6%, gdzie najwyższa wykrywalność dotyczyła powiatów: drawskiego (87,7%), choszczeńskiego (86,2%), szczecineckiego (84,0%), a najniższy w Szczecinie (55,1%).

### Straż pożarna

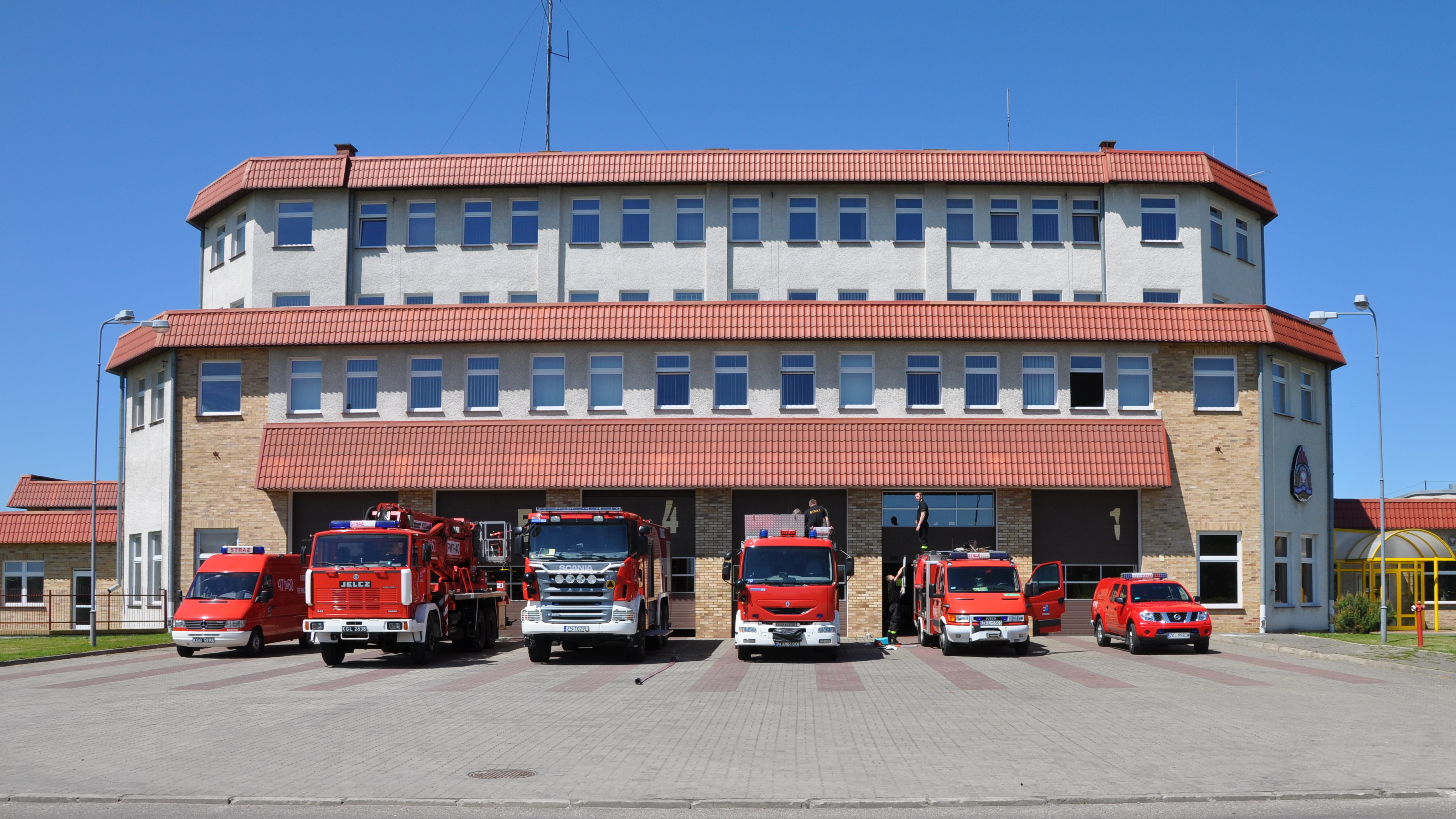
Remiza Komendy Powiatowej PSP w Kołobrzegu

Główną siedzibą straży pożarnej jest Komenda Wojewódzka Państwowej Straży Pożarnej w Szczecinie. Prócz niej w województwie działa 17 komend powiatowych PSP oraz 3 komendy miejskie. Prócz nich według danych z lutego 2011 r. w ramach krajowego systemu ratowniczo-gaśniczego w województwie działa 160 jednostek Ochotniczej Straży Pożarnej.
Na terenie województwa w Bornem Sulinowie znajduje się Ośrodek Szkolenia PSP.

### Wojsko
- Wielonarodowy Korpus Północno-Wschodni
- 12 Dywizja Zmechanizowana
- 8 Flotylla Obrony Wybrzeża
- Poligon Drawski
- 44 Baza Lotnictwa Morskiego

Nad wybrzeżem województwa znajdują się 2 bazy morskie: port wojenny Kołobrzeg, port wojenny Świnoujście.

### Opieka zdrowotna

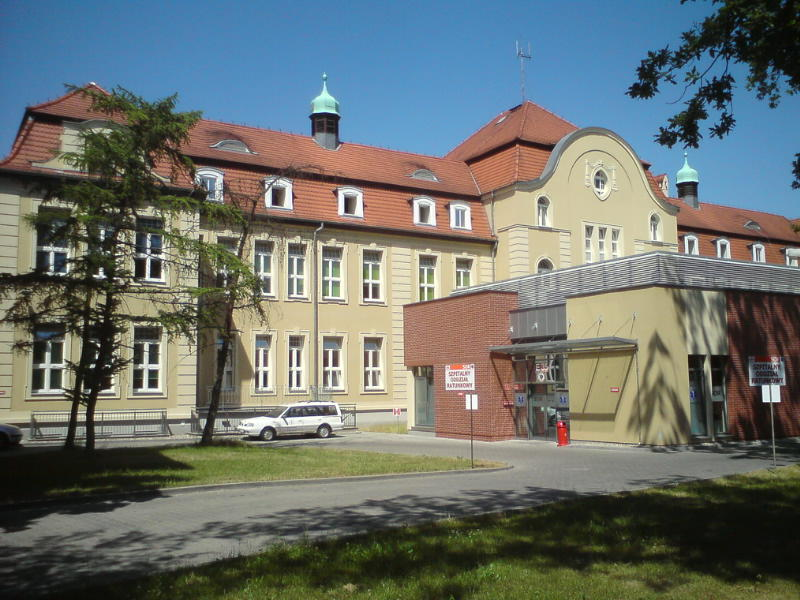
Szpital w Stargardzie

W 2022 na obszarze województwa znajdowały się 44 szpitale ogólne, w których leczyło się 281,5 tys. osób. W całym województwie pracowało łącznie 3485 lekarzy specjalistów.
Opiekę medyczną osobom znajdującym się w stanach nagłego zagrożenia zdrowotnego zapewnia Wojewódzka Stacja Pogotowia Ratunkowego w Szczecinie posiadająca dwie dyspozytornie (w Szczecinie i Kołobrzegu) oraz 89 zespołów ratownictwa medycznego w 47 lokalizacjach, wyposażonych w ok. 140 ambulansów. WSPR zatrudnia ok. 60 lekarzy, 850 ratowników medycznych i 50 dyspozytorów (dane z 2019).

## Cmentarze wojenne

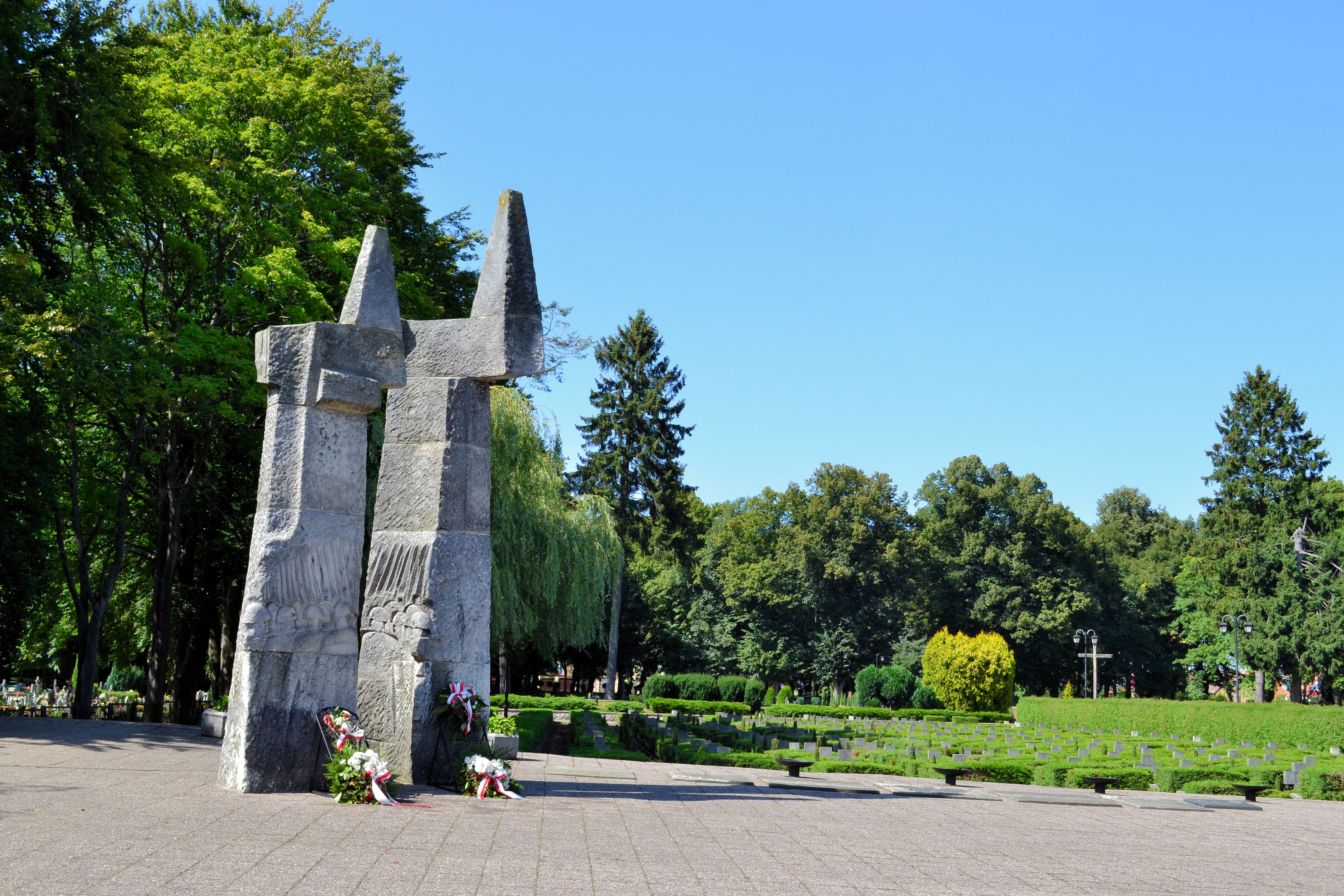
Cmentarz wojenny w Drawsku Pomorskim

Na terenie województwa znajduje się wiele miejsc pochówku żołnierzy i jeńców wojennych różnych narodowości (Polaków, Rosjan, Francuzów, Anglików, Belgów, Włochów, Niemców i in.) Zdecydowana większość z nich zginęła podczas II wojny światowej. Zachowały się także kwatery ofiar I wojny światowej oraz wojny francusko-pruskiej 1870-1871.
Cmentarze lub wydzielone kwatery wojenne znajdują się w następujących miejscowościach województwa zachodniopomorskiego: Barlinek, Białogard, Borne Sulinowo, Bobolice, Chojna, Choszczno, Czaplinek, Dębno, Drawsko Pomorskie, Glinna (jedyny na Pomorzu Zachodnim niemiecki cmentarz wojenny), Golczewo, Gryfino, Kamień Pomorski, Kołobrzeg, Koszalin, Łobez, Myślibórz, Połczyn-Zdrój, Resko, Siekierki, Sławno, Stargard, Szczecin, Szczecinek, Trzcińsko-Zdrój, Tychowo, Wałcz, Wolin, Złocieniec.

## Współpraca międzynarodowa
Umowy, porozumienia i listy intencyjne zawarte przez samorząd województwa zachodniopomorskiego:
- Meklemburgia-Pomorze Przednie (od 18 czerwca 2000)
- Brandenburgia (od 7 grudnia 2001)
- Bawaria (od 22 lutego 2008)
- Berlin (od 2006)
- Region Apulia (od 26 października 2007)
- Helsinki-Uusimaa (od 12 czerwca 2014)
- Skania (od 4 czerwca 2013)
- Obwód mikołajowski (od 19 września 2002)
- okręg kłajpedzki (od 12 października 2006)
- Prowincja Ourense (od 4 czerwca 2008)
- Departament Loara Atlantycka (od 25 listopada 1999)
- Departament Żyronda (od 8 lipca 2004)
- Prowincja Guangdong (od 12 lipca 2001)
- Prowincja Overijssel (od 18 października 2006)
- Żupania primorsko-goranska (od 9 sierpnia 2012)
- Żupania karlowacka (od 6 czerwca 2014)

Większość województwa położona jest w Euroregionie Pomerania, fragmenty także w euroregionach: Pro Europa Viadrina i Bałtyk.